# Architettura in Abruzzo

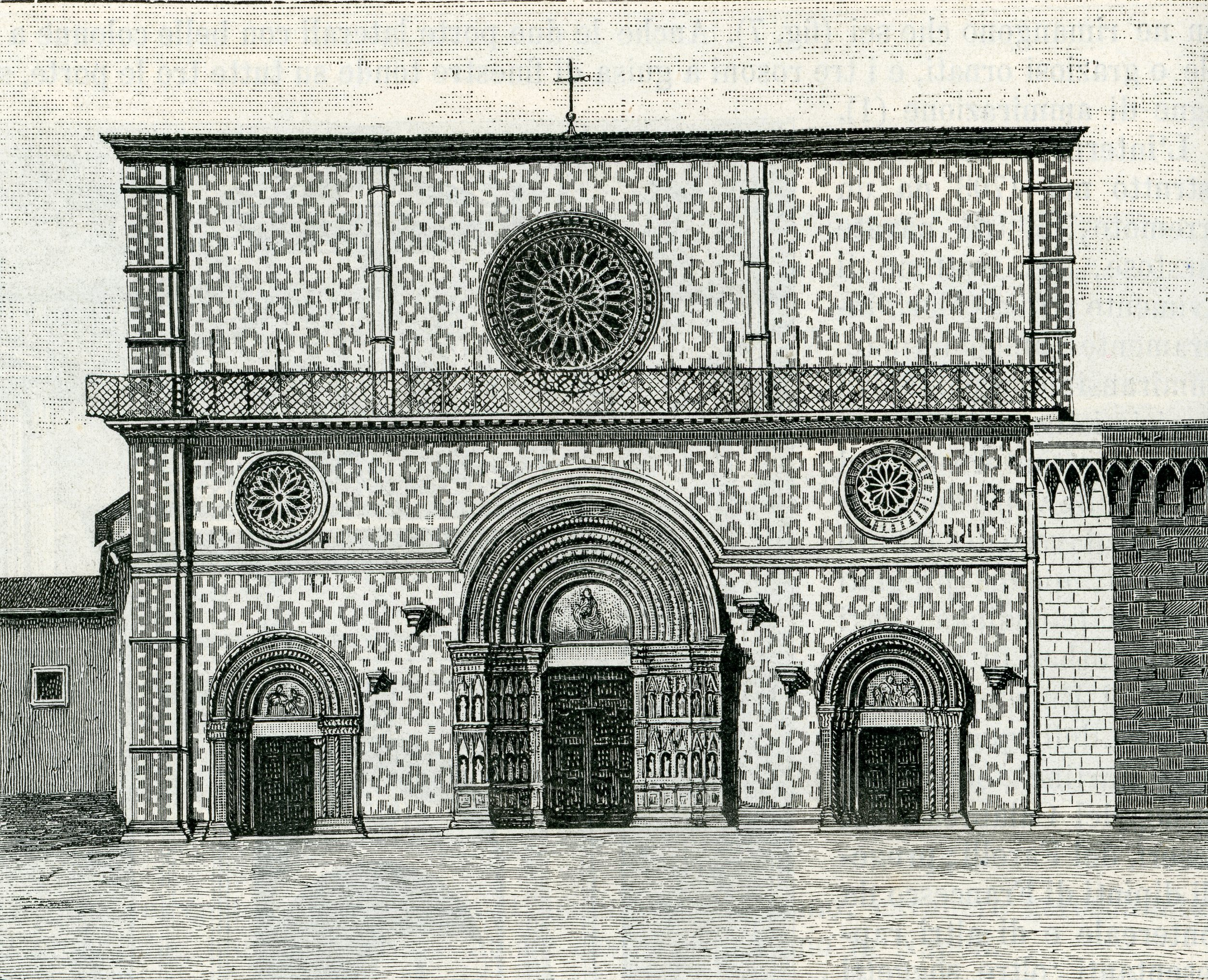
Facciata della Basilica di Santa Maria di Collemaggio all'Aquila, uno dei simboli dell'arte romanica centro-meridionale, e dell'Abruzzo - disegno del 1899 di Stafforello Gustavo

La pagina illustra la storia dell'architettura nell'Abruzzo, delineandone gli aspetti fondamentali e quelli minori, che ne caratterizzano la particolarità e l'eterogeneità; inoltre descrive la storia delle costruzioni sia religiose, civili, militari e pubbliche partendo dall'epoca più remota della storia regionale, attraversando il periodo italico-romano, poi quello medievale nei suoi differenti stili (romanico-gotico-tardo gotico), il rinascimentale, e quello barocco del XVII secolo, e quello di ricostruzione dopo i grandi terremoti del 1703 (L'Aquila) e di Sulmona (1706), terminando con l'architettura neoclassica ottocentesca, e quella monumentale eclettica del neorinascimento, del liberty moresco, del neogotico del primo Novecento, e l'arte razionalista del Regime, fino alle costruzioni sperimentali dell'epoca contemporanea.

## Caratteri generali

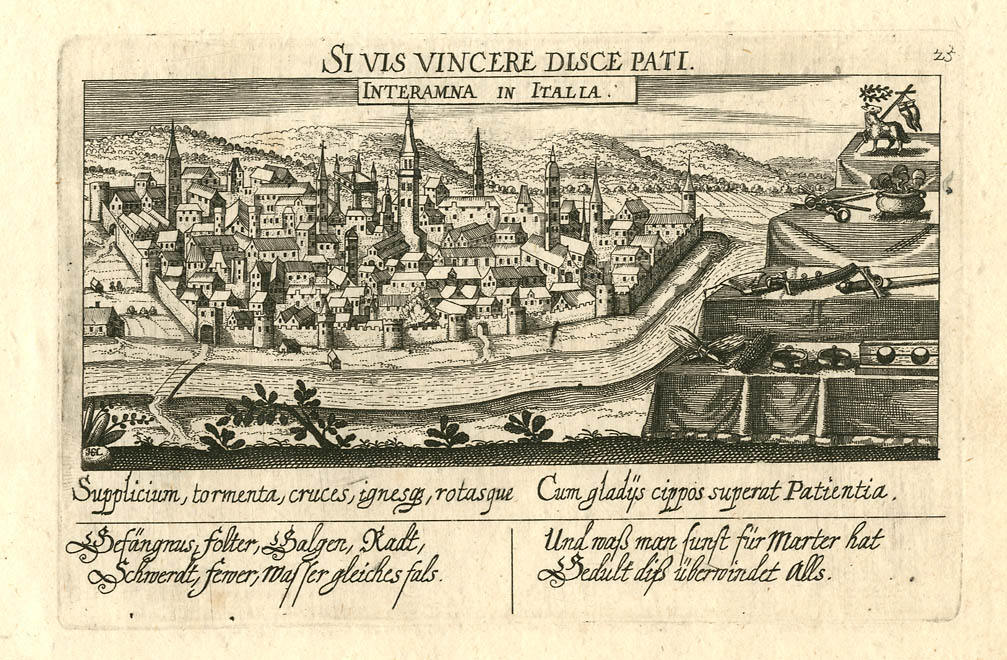
Disegno seicentesco di Teramo

Non è facile definire in un unico blocco descrittivo l'architettura abruzzese, per non parlare dello stesso suo concetto d'arte, se non per alcuni elementi particolari che la caratterizzano, pur nelle sue molteplici sfaccettature. Ossia ad esempio, nell'ambito architettonico, ciò che accomuna le chiese abruzzesi è l'uso frequentissimo del romanico, ad esempio dalle parti aquilane impiegato sino al XV-XVI secolo, benché dalle altre parti si fossero sperimentati altri stili come il gotico e il rinascimentale. Solitamente la chiesa abruzzese "comune" la si identifica come quella di stampo aquilano, a facciata quadrata con il coronamento orizzontale, uno o più rosoni a raggiera,  e alla base uno o tre portali in asse, dall'arco a tutto sesto, e dalla lunetta affrescata o decorata da un bassorilievo a carattere sacro. Stessa cosa si può dire per la conservazione delle torri campanarie, quelle d'aspetto medievale (XI-XV secolo), incluse le torri ricostruite a Sulmona e dintorni dopo il terremoto del 1456: l'imponenza della costruzione stessa, a pianta rettangolare o quadrangolare, la scansione mediante cornici in livelli, con arcate ogivali o a tutto sesto, e cuspidi finali sono l'elemento chiave per un gruppo di architetture aventi elementi in concordanza, nella regione.

### Ricostruzioni e distruzioni causate dai terremoti
Il processo di assunzione di una propria identità regionale dell'Abruzzo, nell'ambito sia architettonico che nel senso generale del termine stesso di "arte", ha avuto una brusca e determinante battuta d'arresto alle soglie del barocco, dunque nel XVII-XVIII secolo, sia a causa dei cambiamenti sociali e politici, che a causa di catastrofi naturali. Da una parte l'Abruzzo subì sempre di più l'influsso di Napoli nell'arte, anche se non ne venne completamente stravolto, mentre dall'altro settore, all'Aquila, la vicinanza a Roma determinò la ricostruzione di gran parte della città dopo il terremoto del 1703, lasciando tuttavia e fortunatamente ancora oggi evidenti tracce dell'architettura aquilana prima di tale catastrofe; e da ciò si apprende che la città, specialmente per i cortili dei palazzi e i chiostri dei monasteri, risentì molto del rinascimento toscano.
Se da una parte dunque l'architettura abruzzese mancò di evidente originalità, a partire dall'epoca del barocco, la tradizione secolare delle maestranze locali a "reinterpretare" i principali modelli predominanti di Roma, Napoli, o Firenze (per non parlare dello stile marchigiano per il teramano), continuò indisturbata sino ad oggi, ed anzi le architetture medievali che tanto avevano fatto scuola alle nuove generazioni, come le chiese specialmente, nell'epoca tardo-ottocentesca del revival neogotico e liberty servirono come modello ai vari Nicola Salomone, Antonino Liberi, Paolo De Cecco e via dicendo per l'edificazione di palazzetti liberty, molti dei quali sono presenti nel quartiere Pineta sulla riviera sud di Pescara, mentre le torri di guardia delle abbazie cistercensi e benedettine funsero da modello per l'erezione del Palazzo delle Corporazioni Agricole (oggi Camera di Commercio) sul Corso Marrucino di Chieti.

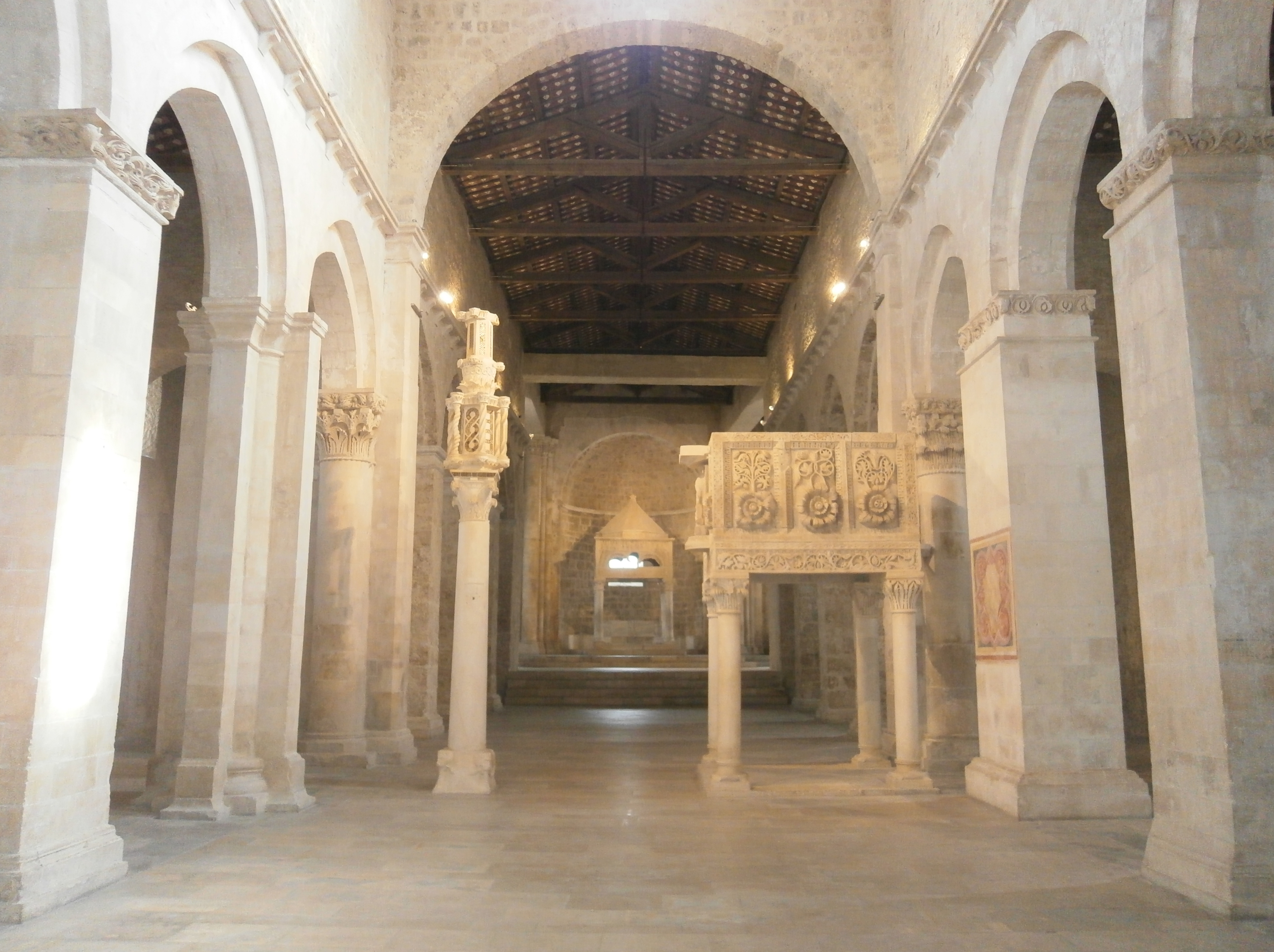
Interno dell'abbazia di San Clemente a Casauria, il cenobio-modello dello stile romanico in Abruzzo

## Era preistorica

### Grotte e villaggi della Majella
I primi insediamenti abruzzesi risalgono a 700.000 anni fa, quando le tribù erano stanziate presso le grotte e le cave, quasi soprattutto di pietra montuosa, come dimostrano i numerosi ritrovamenti sulla Majella e sul Gran Sasso d'Italia. I ritrovamenti più antichi, documentati nel Museo delle Genti d'Abruzzo a Pescara, riguardano le Svolte di Popoli, la Valle Giumentina e la Grotta dei Piccioni di Bolognano. Quest'ultima era già nota agli archeologici nel 1835, e fu oggetto di scavi da parte del barone Giovanni Leopardi di Penne, e successivamente altri scavi più approfonditi vennero effettuati nel 1951 dal prof. A. Radmilli. Sostanzialmente l'architettura nell'epoca paleolitica in Abruzzo era quasi nulla, poiché l'importanza dei reperti si concentra di più sugli oggetti e i materiali usati per la caccia, l'uso domestico, la sepoltura e la cottura dei cibi. Per la zona vestina, si considera la "cultura Bertoniana" per i ritrovamenti nei pressi di Montebello di Bertona e Bolognano, che ricopre un arco di tempo di 8.000 anni.
I siti abitati, dove sono stati fatti i ritrovamenti, spaziano per tutta la Majella: dalla parte occidentale con la Grotta Fornelli di Caramanico, il Piano d'Oro di San Valentino in Abruzzo Citeriore, il rifugio De Pompeis, la Breccia di Castel Menardo a Serramonacesca, la Costa d'Avignone a Lettomanoppello, il Piano Santa Maria Arabona di Manoppello, il guado San Leonardo a Pacentro, il piano Colapetre e Guado di Coccia a Campo di Giove, e gli Altipiani Maggiori della Majella: Monte Genzana-Sparvera, Pantanello, Colli Difesa, Piana del Leone. Altre ricerche specifiche del 1978 hanno interessato nell'area Peligna i monti San Giovenale (elementi d'età del bronzo), la Valle Gentile (paleolitico medio e superiore), Fontanella-Selvapiana (paleolitico medio), e verso la Piana delle Cinquemiglia, il Monte Pratello, Fonte La Ria, Fonte Chiarano.

### Il villaggio di Paludi di Celano
L'insediamento si trova in località Paludi, alle pendici del bacino lacustre del Fucino, risale al XVII-X secolo a.C., ed è considerato il villaggio preistorico più antico dell'Abruzzo. Il terreno ha restituito materiale organico in perfetto stati di conservazione, come pali in legno di quercia, salice e pioppo per realizzare le palafitte, insieme a tazze, boccali, ciotole e olle di ceramica dei rispettivi corredi funebri maschili e femminili.

## Architettura medievale

### Tracce di costruzioni bizantine

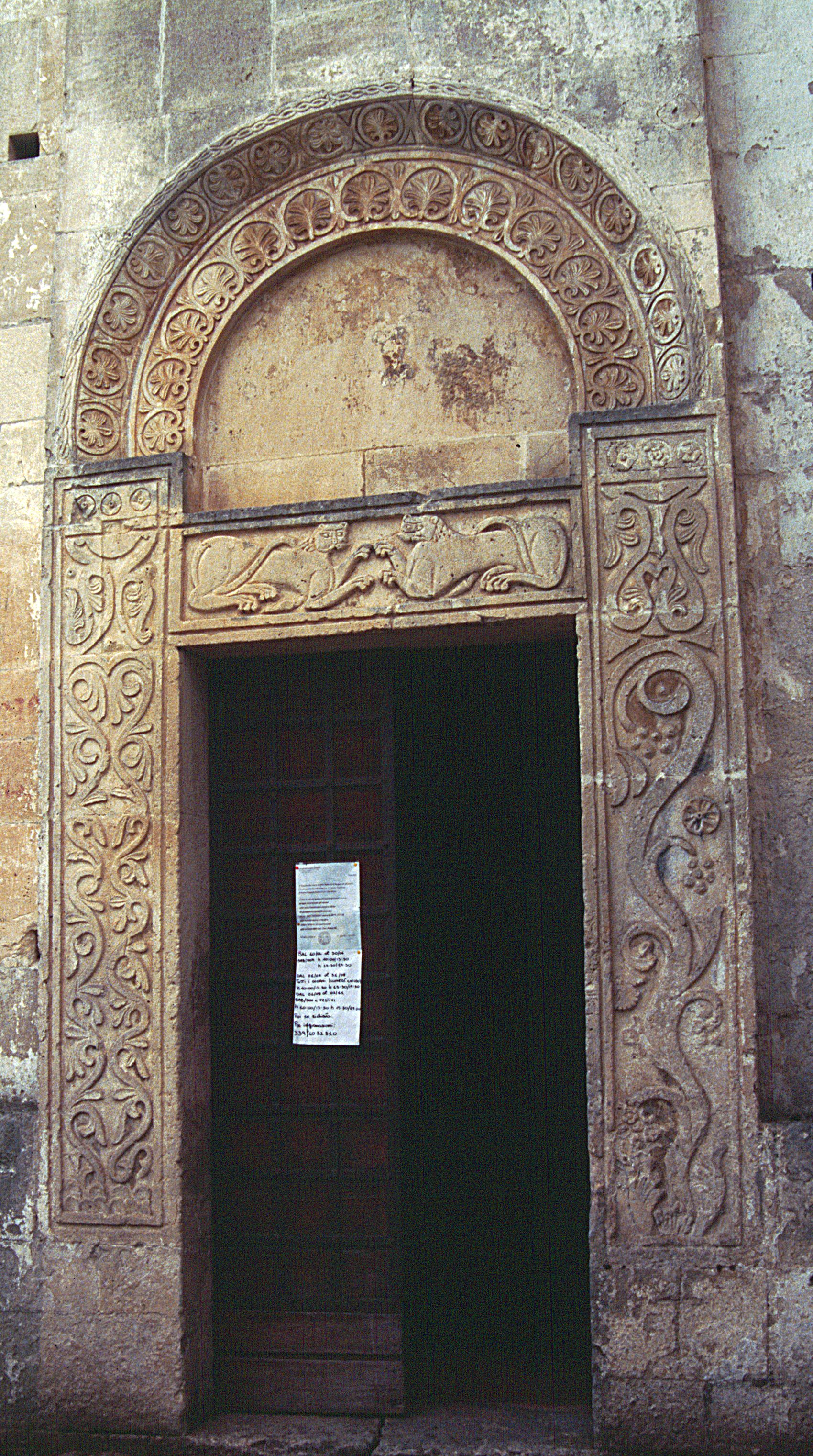
Il portale di San Liberatore a Majella

Del periodo del VI-IX secolo non si ha quasi nulla la livello architettonico, benché le fonti parlando di costruzioni avviate già dall'epoca bizantina sopra le antiche strutture romane, quali chiese, recinti fortificati e torri. Della presenza bizantina in Abruzzo si hanno numerose sculture, ma poche architetture, e queste sono conservate nel Museo dell'Abruzzo bizantino altomedievale a Crecchio, si ha notizia che intorno al 610 fosse stata eretta la chiesa di San Maurizio a Lanciano, e il Sargiacomo la definisce come la chiesa più antica della città esistente, almeno fino alla demolizione nel tardo Ottocento. Ma cappelle dovettero essere state edificate almeno in tutte le città dove i popoli di Bisanzio e della Grecia attecchirono, come Chieti e Ortona.
Nella prima venne fondata una chiesa dedicata a San Pietro, poi divenuto convento di Santa Maria, e successivamente, qualche secolo più tardi, sopra il tempio maggiore della Triade venne eretta la chiesa di San Paolo; ad Ortona invece veniva consacrata la basilica di Santa Maria degli Angeli (oggi Cattedrale di San Tommaso dopo la ricostruzione nel primo decennio del XIII secolo), mentre nella costa teatina veniva fondata l'abbazia di Santo Stefano in Rivomaris, uno dei monasteri benedettini più antichi d'Abruzzo, non pervenuto integro a causa della decadenza del XVII secolo.
Si ricorda, durante la presenza bizantina in Abruzzo, il presidio dei centri marittimi, come Giulianova (all'epoca Castrum Novum o San Flaviano), Castel Belfiore (Silvi alta), Pescara, Ortona, Histonium. In particolare Pescara fu una delle prime stabili roccaforti a guardia dell'Adriatico, e fu cinta da mura, che verranno riadeguate nei secoli a venire, prima della ricostruzione totale della fortezza spagnola.

### I primi cenobi
L'ordine benedettino per mezzo della potente abbazia di Montecassino, si sparse molto facilmente in Abruzzo, grazie soprattutto al discepolo di San Benedetto, Sant'Equizio d'Amiterno, il quale fondò ad Arischia l'abbazia benedettina, e nei secoli seguenti, specialmente con i Longobardi e i Franchi, vennero eretti nuovi monasteri, quali l'abbazia di San Liberatore a Majella, la Basilica di San Pelino a Corfinio, l'abbazia di San Salvatore alla Majella, la chiesa di Santa Maria a Vico a Sant'Omero, l'abbazia di San Bartolomeo a Carpineto.
In contrapposizione all'ordine benedettino, dal XII secolo al XIII secolo spuntarono in Abruzzo altri monasteri dell'ordine cluniacense e cistercense, quali l'abbazia di Santa Maria Arabona, l'abbazia di Santa Maria di Casanova, l'abbazia dei Santi Vito e Salvo, e a Lanciano la chiesa di Santa Maria Maggiore.

### Il monastero di Santo Stefano in Rivomaris

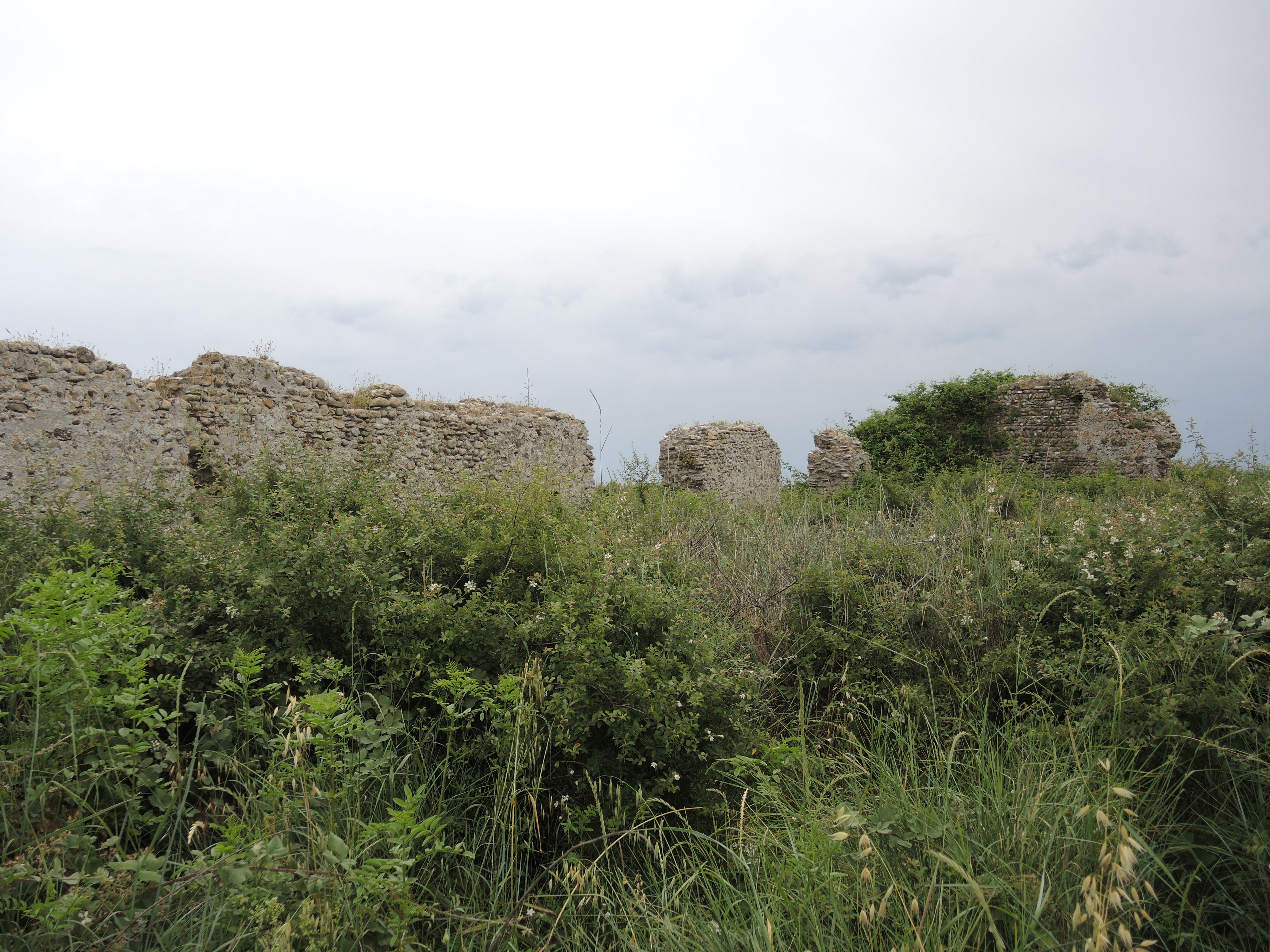
Ruderi di Santo Stefano in Rivomaris

Si trova sul colle di Santo Stefano, posto nella costa tra Casalbordino e il fiume Osento di Torino di Sangro. Fu eretto in epoca paleocristiana tra il V e il VI secolo, poi di nuovo nel
IX secolo, rappresenta una delle testimonianze più prestigiose dell'architettura bizantina abruzzese, nonché uno dei monasteri benedettini più vetusti d'Abruzzo, testimonianza anche la preziosa Cronaca di Santo Stefano,
del XII secolo. Presoto l'abbazia divenne una delle principali a dominare il territorio costiero teatino, arrivando ad avere feudi sino a Ortona e Vasto. Secondo la Cronaca di Santo Stefano redatta dal monaco Rolando, anche se alcuni vi vedono interpolazioni dello storico Pietro Pollidori, la chiesa sarebbe nata nell'842 dal nobile Giosuè di San Vincenzo al Volturno, che volle dedicare il cenobio al primo martire. La chiesa fu distrutta nel 937 dagli Ungari e riedificata nel 971 dall'abate Trasmondo I, marchese di Chieti. Fu monastero dell'Osservanza Benedettina sino a 1257, quando papa Alessandro IV lo sottopose alla giurisdizione dell'abbazia di Santa Maria Arabona di Manoppello, dei monaci cistercensi Nel 1587 papa Sisto V incorporò l'abbazia al Collegio Romano di San Bonaventura insieme all'abbazia d'Arabona, anche se l'abbazia era stata già gravata dal saccheggio turco del 1566, e non si riprese mai più, sino a che cadde in abbandono, scomparendo del tutto nell'Ottocento, rimaneva in piedi la chiesa,  che tuttavia rovinò per incuria, e fu saccheggiata dai contadini per le loro abitazioni, sicché oggi restano ruderi di pareti, eccettuate tracce perimetrali e il pavimento, ed elementi scultorei conservati nel Museo Archeologico d'Abruzzo a Chieti nel Museo dell'Abruzzo bizantino altomedievale di Crecchio.
Gli scavi archeologici del 1992 hanno restituito il pavimento musivo, decorato a motivi geometrici e vegetali, disposti in tappeti rettangolari. Si distingue un'unica composizione figurata in cui è ancora leggibile una testa di cervo, simboleggiante la fedeltà che anela, una volta battezzato il neofita, a rinascere in cristo, mentre la pianta a tralci e viticci che si snoda attorno è l'Albero della Vita. Oltre al pavimento si conservano alcuni muri diroccati, che permettono di leggere l'impianto rettangolare a tre navate, con abside semicircolare.

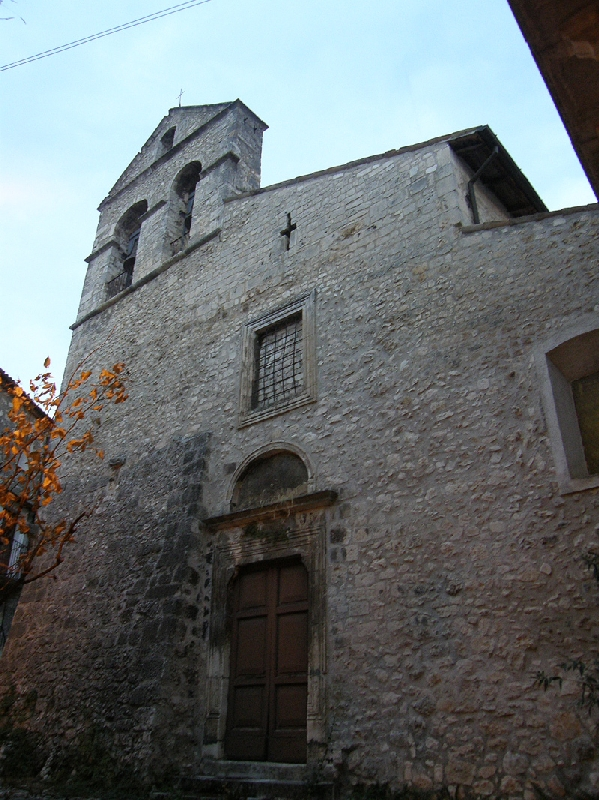
Monastero di San Benedetto in Perillis

### Il monastero di San Benedetto in Perillis
Si trova nella parte alta del paese, considerata da Mario Moretti, soprintendente negli anni '60 ai restauri dei complessi monastici abruzzesi, tra le chiese più antiche dell'Ordine Benedettino in Abruzzo, ancor più della chiesa di San Paolo di Peltuino a Prata d'Ansidonia, come vuole Gavini. Il monastero è citato nell'800 d.C., eretto insieme ai signori longobardi che edificarono il presidio, fortificando l'abbazia con una torre di guardia ancora esistente, nella stessa maniera delle torri fortificate dell'abbazia di San Bartolomeo a Carpineto della Nora e di Santa Maria Aprutiense a Teramo, con la Torre Bruciata, e forse anche delle primitive costruzioni del IX secolo di San Clemente a Casauria, San Pelino in Valva e San Panfilo a Sulmona. L'abbazia di San Benedetto fu rifatta nel 1074 dal vescovo di Valva Trasmondo, che curò il rifacimento anche di San Panfilo e San Pelino, profondamente gravate dalle invasioni ungare e saracene del 937, e fu consacrata con rifacimento tardo romanico nel 1345. Moretti nel 1968-73 curò i restauri, anche se assai invasivi, volendo eliminare tutto il beverone a stucco tipico dei rifacimenti ottocenteschi delle chiese, riportando alla luce preziosi affreschi duecenteschi.

### I cenobi della Val Trita
La cosiddetta Val Trita (ossia la valle del Tirino) era possesso nell'epoca longobardo-franca della diocesi di Valva (Sulmona).
L'interno della chiesa di San Benedetto in Perillis si presenta coevo a molte abbazie situate nella vicina Piana di Navelli, ossia rispetta lo stile benedettino ante Mille, pur con interventi ornamentali successivi romanici, in particolar modo ha forti somiglianze con l'abbazia di Santa Maria Assunta di Bominaco e l'abbazia di San Pietro ad Oratorium di Capestrano, ma anche con la chiesa cimiteriale di Santa Maria in Cerulis di Navelli. L'interno è a tre navate, di cui la centrale è più ampia, la copertura del soffitto, rifatta nel 1973 è a capriate lignee, presso il catino absidale semicircolare, preceduto da un arco trionfale, si trova il portale di ingresso romanico, dato che l'abbazia possiede due facciate, realizzate in epoche differenti, alla stessa maniera del Duomo di Teramo. Il ciclo di affreschi delle storie dei santi pellegrini locali, come Sant'Onofrio e il Pellegrino, hanno affinità con cicli spoletani e umbri, ma anche con i preziosi cicli della vallata, presenti nell'oratorio di San Pellegrino a Bominaco e di Santa Maria ad Cryptas di Fossa, anche se questi sono molto più tardi, della seconda metà del Duecento.

### Il portale di San Clemente in Badia
La chiesa di San Clemente in Badia era una chiesa dell'VIII-IX secolo, posta nella contrada Comino di Guardiagrele, dipendente dell'abbazia benedettina di San Salvatore della Majella, posta sopra il comune di Rapino. La chiesa aveva particolare interesse perché,  benché rudere, era ancora in piedi all'epoca del soprintendente Carlo Ignazio Gavini,  il quale ne analizzò il portale, definendolo uno degli esempi più interessanti dell'arte tardo Longobarda abruzzese.
Il portale non è stato recuperato,  ed è andato distrutto dalla vegetazione. Era un arco a tutto sesto con la cornice riccamente ornata da fregi vegetali e tralci disposti a rosa di fiore,  con mandorline inquadrate in semicerchi nel secondo fascio, nel primo dei dentelli geometrici triangolari a ordine regolare,  probabile reminiscenza dello stile animalistico longobardo.
Un fregio simile,  benché molto più rozzo,  è posto all'ingresso della cripta di San Giorgio,  sotto la chiesa di San Biagio a Lanciano. Per ora il maggior monumento abruzzese a conservare elementi d'arte franco-longobarda è la cripta di Santa Maria Aprutiense dentro la chiesa di Sant'Anna dei Pompetti, a Teramo.

## Architettura romanica in Abruzzo

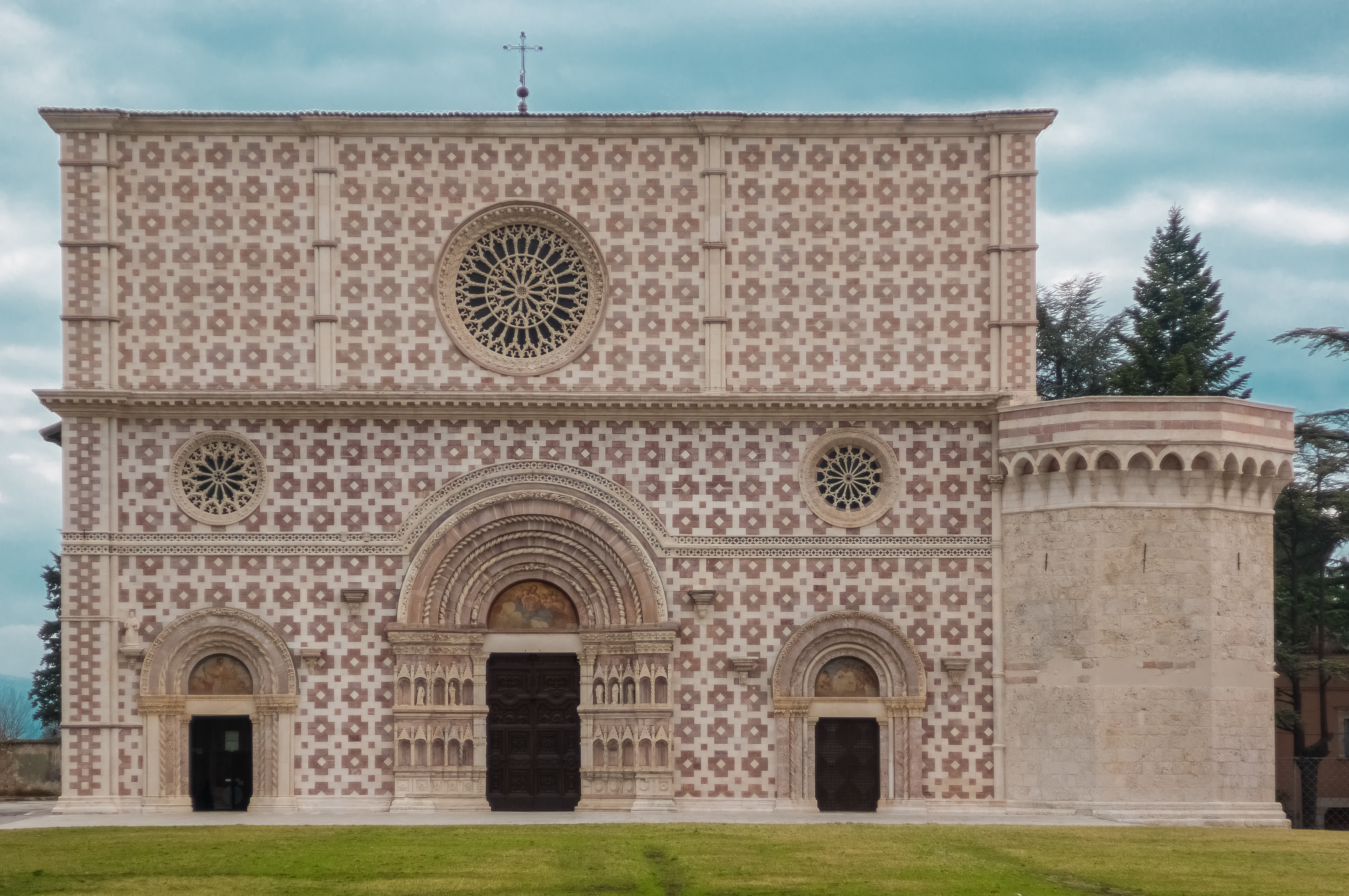
Facciata della basilica di Santa Maria di Collemaggio

### Le matrici di San Clemente e San Liberatore alla Majella
Il romanico in Abruzzo si diffuse tra l'XI secolo e il XIV secolo. Questo stile fu utilizzato per il restauro e la ricostruzione di complessi monastici già esistenti da secoli, come il monastero di San Benedetto in Perillis (L'Aquila), la chiesa di San Paolo di Peltuinum e l'abbazia di San Clemente a Casauria e la basilica valvense di Corfinio. Tali monasteri subirono svariati danni per mano umana (le invasioni Saracene) o a causa di terremoti, ragion per cui nel corso dei secoli XI e XII molti interventi di ripristino vennero apportati specialmente all'abbazia di Casauria e ai monasteri della Majella (San Tommaso Beckett di Caramanico Terme, San Liberatore, San Martino in Valle). Il modello fu la ricostruzione dell'abbazia di Montecassino per volere dell'abate Desiderio, un modello dunque laziale, anche se in Abruzzo, in base alle committenze e alle maestranze impiegate, questo progetto benedettino centrale non venne completamente rispettato, e anzi gli abati si concentrarono sul fasto, sull'interpretazione libera del modello, sicché molti esempi romanici, alludono alla maniera lombardo-ticinese. Oltretutto San Clemente a Casauria sembrerebbe in alcuni punti essersi ispirata al modello pugliese della chiesa del Sepolcro di Brindisi, mentre lo stile pugliese, con tocchi marcatamente orientali, è visibile sia nella chiesa di Santa Maria in Valle Porclaneta (nella Marsica) e nell'abbazia di San Giovanni in Venere sulla costa teatina.

### Il romanico dell'area aquilana
Nella zona aquilano-vestina gli esempi più importanti sono il complesso della chiesa di Santa Maria di Bominaco, con l'oratorio di San Pellegrino, sorta nel luogo della primitiva chiesa dove venne sepolto nel IV secolo il tal Pellegrino,la chiesa di San Paolo di Peltuinum a Prata d'Ansidonia, l'abbazia di Santa Lucia a Rocca di Mezzo e la chiesa di Santa Maria ad Cryptas presso Fossa; nelle zone marsicane e peligne, le facciate della Cattedrale di San Panfilo di Sulmona, del Duomo di Corfinio, della chiesa di Santa Maria della Tomba, sempre a Sulmona, gli interi complessi della chiesa di Santa Maria in Valle Porclaneta a Rosciolo dei Marsi e della Basilica dei Santi Cesidio e Rufino a Trasacco.

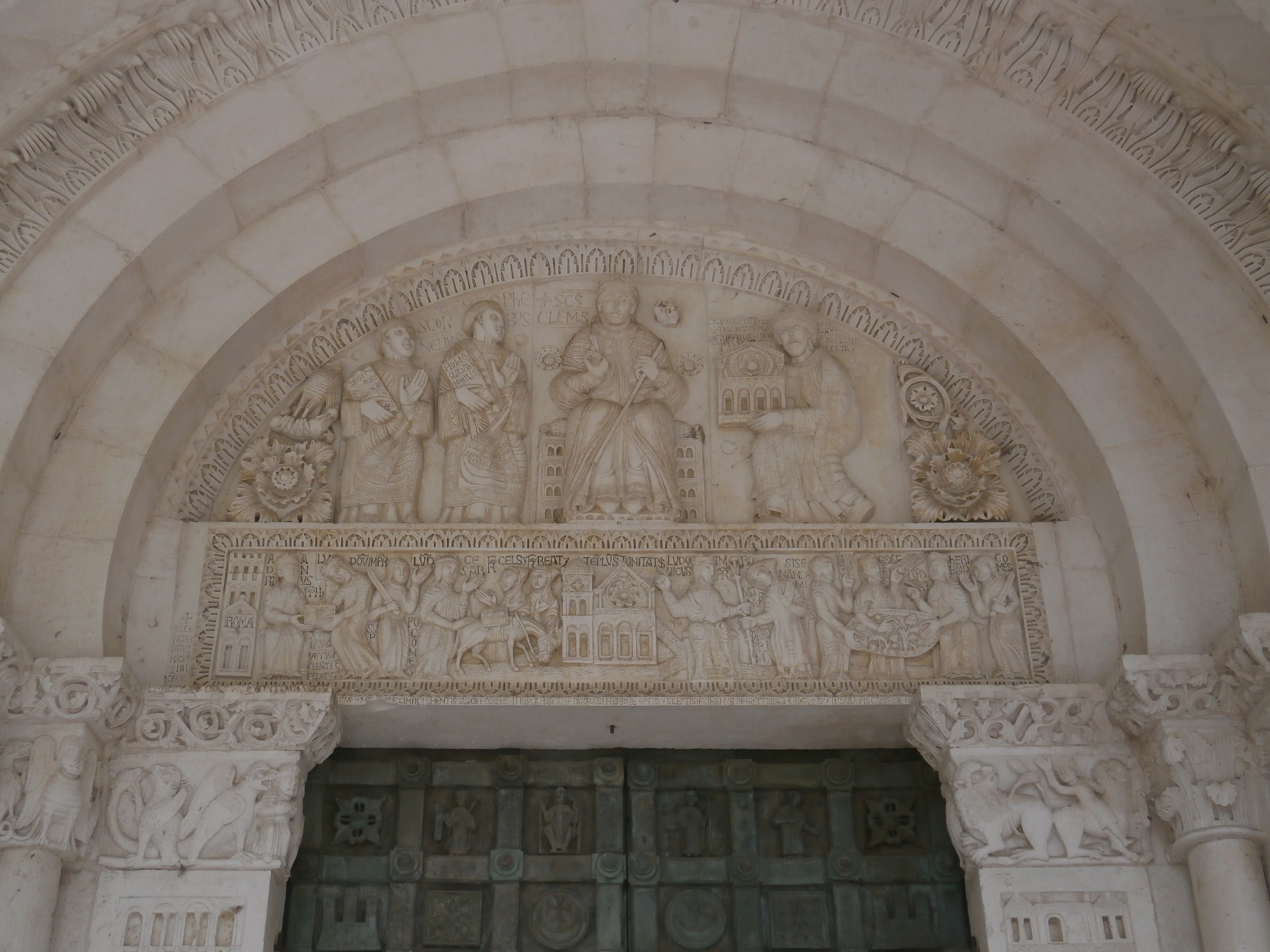
Il portale di San Clemente a Casauria

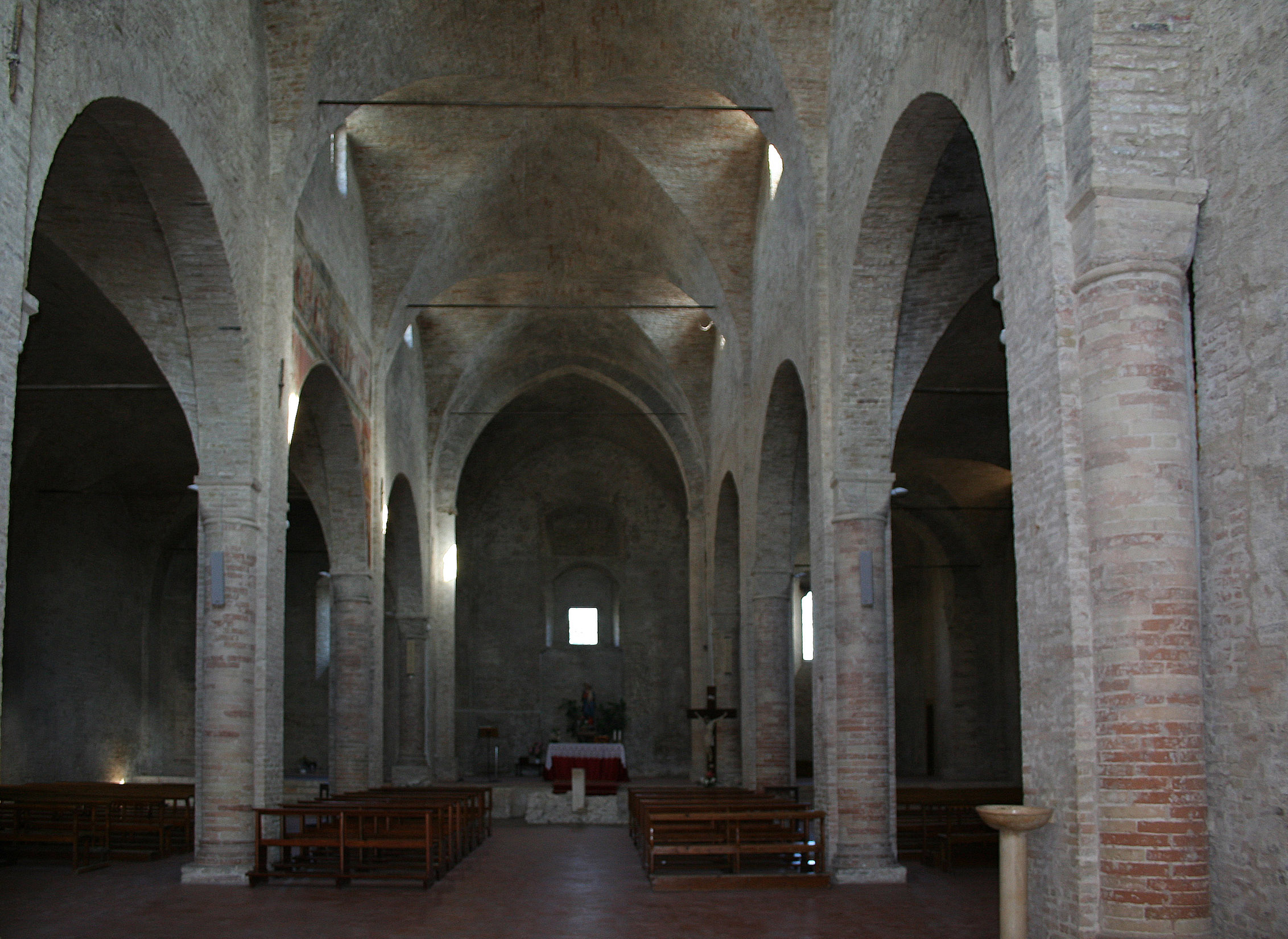
Interno della chiesa di Santa Maria di Propezzano

### Il romanico teramano
Nel teramano gli esempi più importanti sono la stessa Cattedrale di Teramo, realizzata ex novo nel 1158-1176, con facciata in stile romanico a salienti e tre navate, poiché la vecchia chiesa di Santa Maria in Aprutiensis non era più adatta a svolgere le funzioni principali di sede diocesana, in seguito i complessi della chiesa di San Clemente al Vomano, della Cattedrale di Atri (solo l'esterno), della chiesa di Santa Maria di Propezzano, della chiesa di Santa Maria di Ronzano, della chiesa di San Giovanni ad insulam (Isola del Gran Sasso) e della chiesa di Santa Maria a Vico.
Nel pescarese invece si hanno gli esempi dell'esterno del Duomo di Penne(il portale, in quanto la facciata è una ricostruzione del 1947), della chiesa di Santa Maria del Lago a Moscufo e della chiesa di Santa Maria Maggiore a Pianella, oltre alla già citata Badia di Casauria.

### Il tardo romanico aquilano
Nella fascia territoriale dell'Aquila, nonché nel capoluogo stesso, dal XIII secolo si sviluppò un romanico particolare, ancora oggi ammirabile nella maggior parte delle facciate delle chiese principali, come la Basilica di Santa Maria di Collemaggio, edificata nel 1287 per volere di Celestino V, con la caratteristica facciata a tre rosoni, e mattonelle bicrome in rosso e bianco, che rappresentano i colori civici della città,seguita dalla chiesa di Santa Maria Paganica, la chiesa di San Pietro a Coppito, la chiesa di San Marciano, la chiesa di Santa Giusta (le quattro chiese maggiori dei rispettivi rioni storici) e la chiesa di San Silvestro, benché tali facciate delle chiese sparse nel rioni della città e nei borghi circostanti della conca vestina siano dozzine e dozzine. Sostanzialmente la facciata aquilana è a coronamento orizzontale, in pietra bianca del Gran Sasso d'Italia, con portale strombato ad arco a tutto sesto con lunetta affrescata, sormontato da un rosone a raggiera in asse.
Il romanico fu utilizzato dagli architetti sin dai primi tempi della nascita dell'Aquila, nel 1254, esistendo già delle chiese come Santa Maria d'Acculi (attuale chiesa delle Clarisse), San Nicola d'Anza e San Giorgio (prima sede della cattedrale). Dopo i terremoti del 1315 e del 1349 molte chiese dovettero essere ricostruite daccapo, tuttavia tracce di fregi e portali del XIII secolo sono ancora oggi leggibili presso la chiesa di San Marco, la chiesa di San Domenico (lato ex oratorio), la chiesa delle Clarisse, la chiesa di Sant'Apollonia o delle Bone Novelle, la chiesa di Sant'Antonio fuori Pota Barete, la basilica di Collemaggio: la Porta Santa laterale.
Il romanico molto tardo della metà del XIV secolo tuttavia rispettò perfettamente i canoni del movimento, inoltre contribuì alla realizzazione di uno stile tipico per le chiese aquilane: una facciata a coronamento orizzontale, o quadrata, con un rosone centrale o un oculo, tre portali di cui quello centrale maggiore, riccamente strombato con fregi e modanature, o un solo portale, a seconda dell'importanza e del prestigio della chiesa.

## Il gotico abruzzese

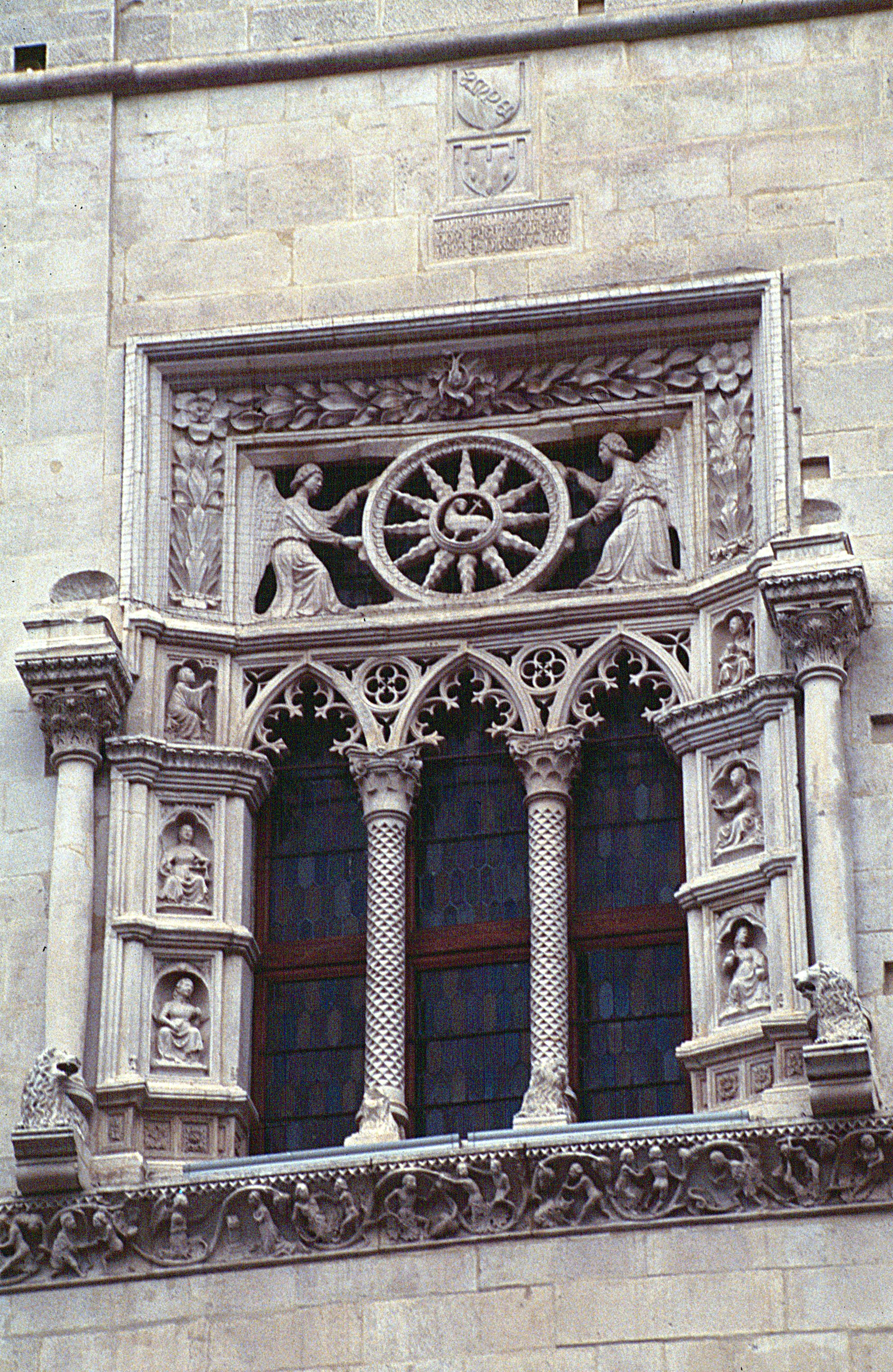
Finestra trifora del Palazzo Annunziata di Sulmona

Il gotico in Abruzzo si manifestò nei primi anni del Trecento, almeno per le testimonianze oggi tangibili, poiché sicuramente venne impiegato una trentina d'anni prima, tra il 1268 e il 1269, quando salì al potere Carlo I d'Angiò a Napoli. Carlo, sconfitto Corradino di Svevia a Tagliacozzo, ricompensò la città neonata dell'Aquila per gli aiuti militari, e fece dapprima erigere l'abbazia di Santa Maria della Vittoria ai piedi di Scurcola Marsicana, poi all'Aquila fece costruire il monastero della chiesa di Sant'Agostino, con convento degli Agostiniani, sede della Prefettura dal XIX secolo sino al 2009. Carlo I s'interessò anche di Sulmona, città già molto cara alla casa di Svevia, poiché nel 1256 Manfredi di Sicilia aveva fatto erigere il monumentale acquedotto medievale in Piazza Maggiore, una delle opere d'ingegneria idrica più interessanti del centro-sud italiano.
Già questo acquedotto può considerarsi un perfetto esempio del gotico abruzzese, che nei primi aspetti di chiese e palazzi, ebbe ancora chiaramente l'influsso romanico, e come il romanico, perdurò sino al XV secolo, durante la ricostruzione di Sulmona post sisma 1456.
A causa dei terremoti, non è possibile vedere i due complessi monastici di Sant'Agostino all'Aquila e San Francesco a Sulmona nel loro aspetto originario, poiché l'ultima catastrofe tellurica del 1706, ha indotto, insieme al grande terremoto aquilano del 1703, alla ricostruzione barocca dei siti, lasciando pochi elementi delle strutture precedenti. Dunque le prime presenza del gotico in Abruzzo sono attestate dalla costruzione cistercense dell'abbazia di Santa Maria d'Arabona di Manoppello, e dal restauro dei portali della Cattedrale di San Tommaso Apostolo di Ortona e della chiesa di Santa Maria della Civitella a Chieti, insieme ovviamente al coevo portale di Sant'Antonio abate.
Parlando di Santa Maria in Arabona, essa rappresenta la costruzione d'ordine cistercense meglio riuscita nel territorio abruzzese.

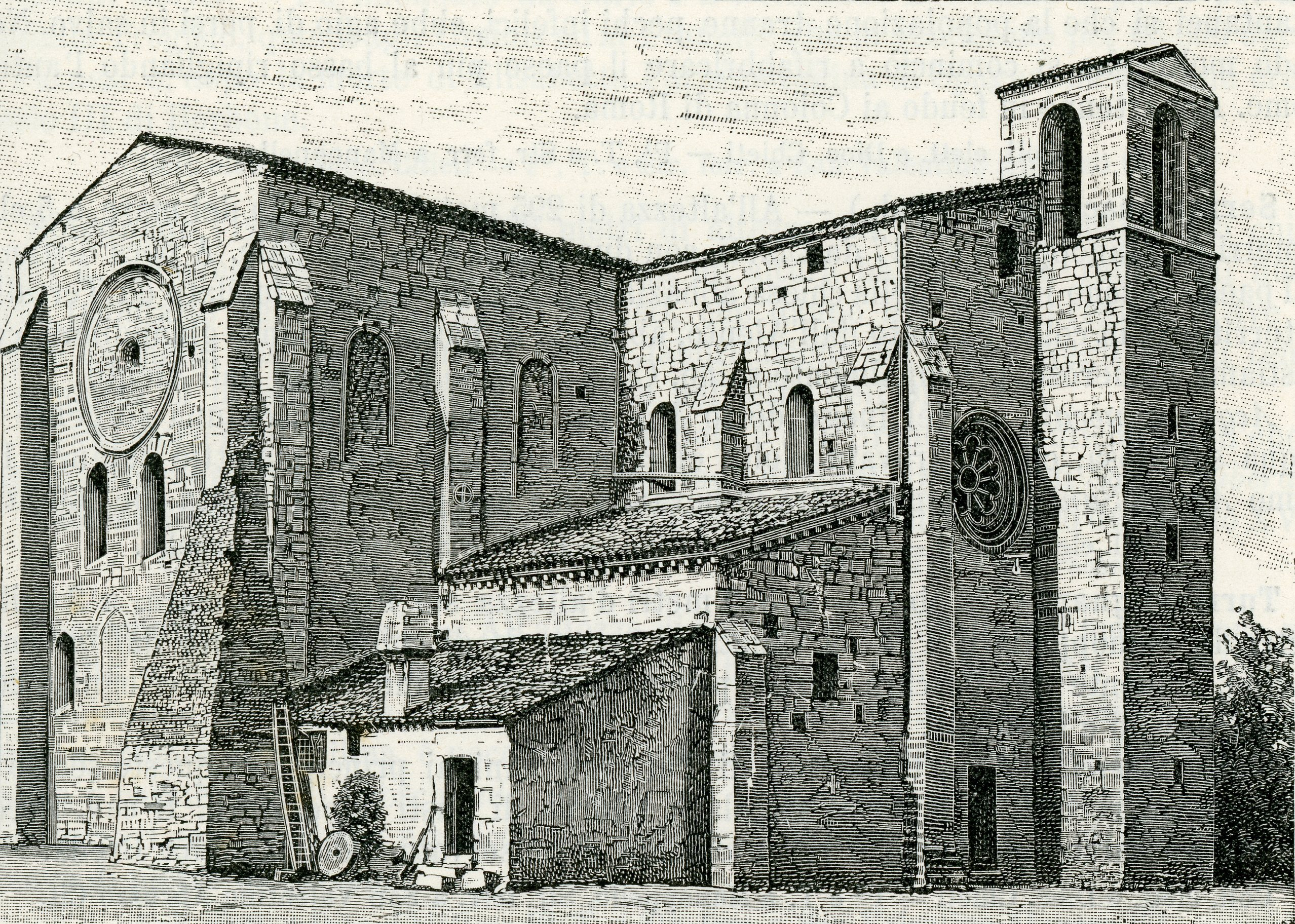
Santa Maria d'Arabona in un disegno ottocentesco

## Le fontane abruzzesi
Un capitolo speciale merita quello della fontana abruzzese. L'acqua in Abruzzo, per la presenza di laghi, sorgenti, fiumi, falde acquifere, è sempre stata parte integrante della tradizione popolare (racconti, incontri d'amore, canzoni popolari, dipinti e poesie). Per la ricca presenza delle acque, sin dall'epoca italico-romana, sono emerse cisterne, pozzi, fontane, di cui si ricordano la cisterna di Chieti presso l'ex Largo del Pozzo (Piazza Valignani), poi la fontana dell'Acqua Ventina di Penne, benché rifatta daccapo nella prima metà dell'Ottocento in stile neoclassico, una fontana di Lanciano la cui leggenda vuole fosse edificata nel III secolo d.C., ma rifatta poi nel 1823-25, ossia la Fonte Grande di Civitanova, e infine la Fonte Pila nel comune di Atri, anch'essa in stile ottocentesco, in mattoni a vista, rifatta però sopra rovine di una fonte romana.
In parte documentate dai reperti archeologici, in altri casi solo da leggende, a questo gruppo di fonti farebbe parte anche la Fonte Peticcia di Ortona, la cui leggenda vuole fosse stata stazione di fermata del re Annibale Barca durante la seconda guerra punica.

### Le fontane medievali
Le fontane in Abruzzo ebbero un ruolo centrale a partire dal Medioevo, esse si trovavano non solo nelle città, ma anche lungo i principali tratturi che dalla montagna scendevano alla Puglia, per il ristoro dei viandanti, dei mercanti e dei pastori, nonché delle stesse bestie. Moltissime sono sparse presso la Majella, sul Gran Sasso, sul gruppo montuoso del Sirente-Velino, e presso Campo Imperatore, e sono quasi tutte costituite a blocco di pietra, con grande vasca di abbeveraggio, e delle piccole cannelle da cui sgorga l'acqua.
Altre fontane più monumentali, risalenti al XIII-XIV secolo, si conservano nei centri dell'Aquila, Lanciano, Sulmona e Teramo.

#### Le fontane medievali aquilane
Più o meno tuttavia, l'arte dei maestri nel realizzare le fontane nel Medioevo, è evidente in tutti i centri che avevano una certa potenza economica. All'Aquila vennero realizzate altre fontane romaniche, come vuole anche la leggenda dei 99 castelli (un locale con una fontana, una piazza una chiesa ciascuno), si conservano infatti gli esemplari della fontana di Piazza Santa Maria Paganica, di San Pietro Coppito, di Santa Margherita, di Santa Giusta e di San Marciano. Nella vicina Fontecchio si conserva una bellissima fontana "trecentesca" presso la Piazza del Popolo, attigua a un'edicoletta votiva con l'affresco della Madonna col Bambino, la fonte si caratterizza particolarmente per le rifiniture della vasca ottagonale, e per il fusto a edicola del tipo ostensorio in stile gotico, da cui dei mascheroni fanno sgorgare l'acqua; poi a Cocullo si trova una fontana ai piedi del sobborgo San Domenico, con la struttura del tipo "a muro" in conci di pietra, fatta erigere dai Conti dei Marsi nel XII secolo, con l'abbeveratoio e tre arcate ogivali per permettere l'accesso alle lavandaie per bagnare i panni.

##### Fontana delle 99 cannelle all'Aquila
Nel 1272 Tancredi da Pentima, per celebrare la fondazione della città dai famosi 99 castelli, presso la località di Acculi, dove sarebbe nato il primitivo nucleo aquilano, eresse la fontana delle 99 cannelle o della Rivera, con i mascheroni a carattere allegorico, e le mattonelle a doppio colore bianco e rosso, gli originali colorii civici dell'Aquila, con la pietra calcarea di Scoppito (AQ).
A Sulmona invece si ricordano la fonte di Santa Maria Giovanna fuori le mura a ovest, la fonte di Porta Iapasseri e la fontana di Sant'Agata, con bassorilievi romanici, mascheroni, temi allegorici e animaleschi.

### Le fontane rinascimentali
Fontane simili a questa sono anche a Gagliano Aterno (AQ) e a Pennapiedimonte (CH). Nel Quattrocento le fontane hanno subito l'influsso rinascimentale, tra queste la più significativa è la Fontana del Vecchio (XV secolo, con caratteristici stemmi aragonesi, rappresentante la fontana simbolo del rinascimento abruzzese), sul corso Ovidio a Sulmona, posta a termine dell'acquedotto di Manfredi di Svevia del 1256, che capta le acque del Gizio, e mostra le caratteristiche della scultura aragonese, con le rifiniture molto più accentuate e particolareggiate delle cannelle e del mascherone del fauno che getta l'acqua. Nel corso dei secoli a venire, il circondario di Sulmona con i maestri scalpellini ha fatto scuola alle altre realtà abruzzesi, come mostrano le opere di Scanno, in particolar modo la fontana Sarracco presso la chiesa madre di Santa Maria della Valle, oppure la Fontana di Rovetone a Tocco da Casauria o a Chieti, la Fonte dei Cannelli del XVII secolo, finanziata dalla famiglia Valignani.

### le fontane otto-novecentesche
L'arte della fontana come carattere monumentale architettonico, ebbe nuova ripresa nell'Ottocento, quando le municipalità decisero di abbellire i vari centri con opere non solo utili per le lavandaie costrette a recarsi nelle fonti delle sorgenti fuori le mura, o semplicemente per abbeveraggio degli animali, ma anche per la comunità intera. Infatti le fontane vennero costruite in luoghi d'incontro, piazze, slarghi, o al termine dei corsi principali, come testimoniano le opere in ghisa e pietra (la vasca) di Pacentro (fontana di Piazza del Popolo), di Sulmona (fontanone di Piazza Garibaldi), di Chieti (la fontana di Piazza Vittorio Emanuele, spostata poi in Piazza Mazzini nella villa comunale), di Vasto (la fontana Grande dei d'Avalos, spostata poi in Piazza Barbacani), la fontana dell'Acqua Ventina di Penne (sotto il colle della chiesa di Colleromano), la fontana monumentale di San Valentino in Abruzzo Citeriore, la fontana di Piazza Municipio a Pescocostanzo, la fontana Grande di Atessa in Piazza Fontana (oggi è stata sostituita con una del 2005, presso Piazza Oberdan), la Fonte di Piazza San Tommaso a Ortona, distrutta nel 1943, la fontana dell'Obelisco monumentale, sempre eretta nel primo Ottocento, a Tagliacozzo, e via dicendo.

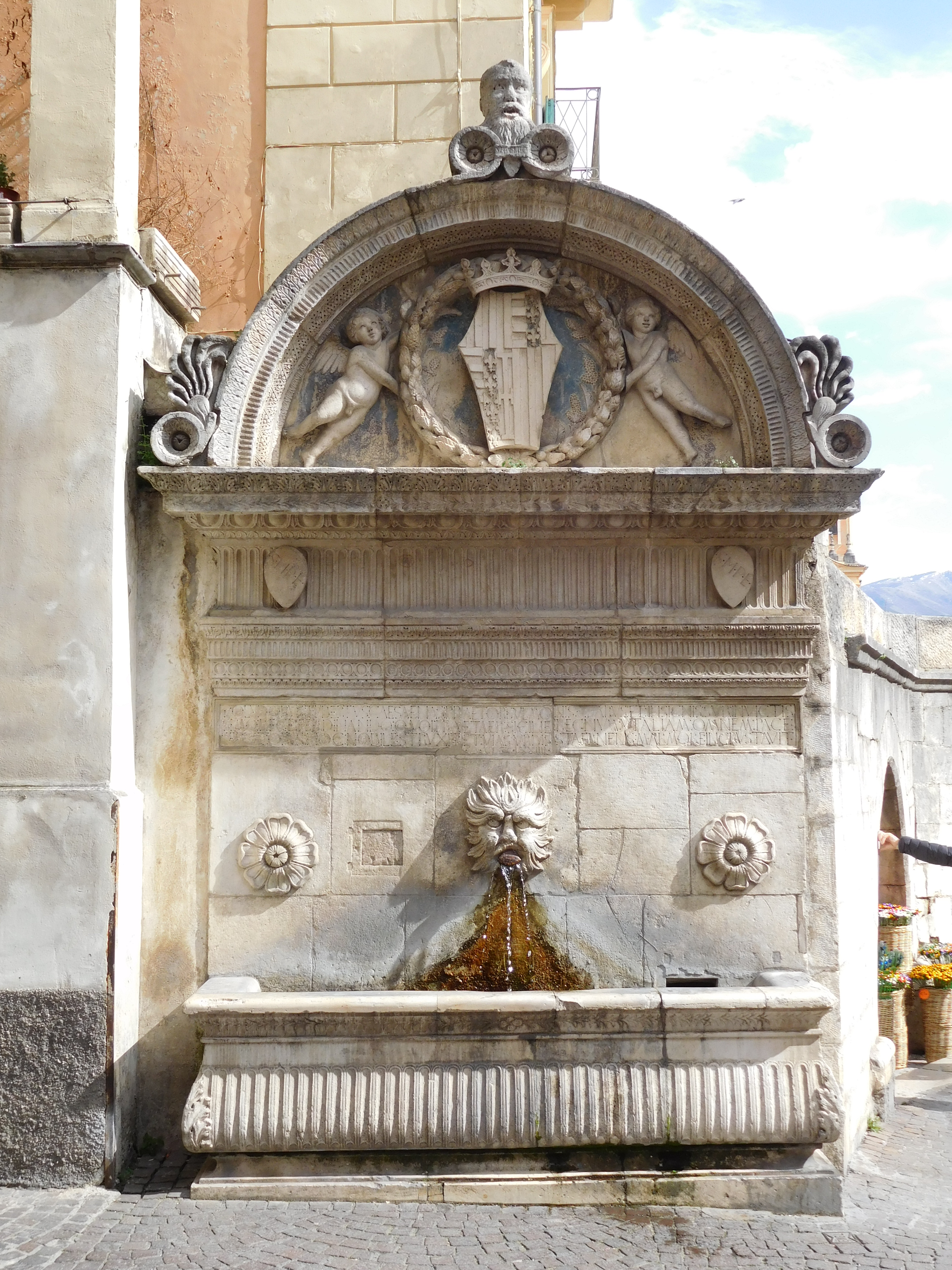
Fontana del Vecchio, Sulmona

Quasi tutte esaltano il carattere monumentale con impianto cilindrico oppure ottagonale, con la vasca istoriata o decorata da rilievi e dediche, e lo stelo a fusto in ghisa, spesso e volentieri diviso in più strati con vaschette, putti, angeli o figure femminili che rievocano la tradizione della contadina abruzzese, da cui scaturisce l'acqua. Questa tradizione è continuata anche tra la fine e l'inizio del nuovo secolo (il Novecento), con la Fontana di Tornareccio, la Fontana delle 5 cannelle di Fossacesia, la Fontana Grande di Lanciano, distrutta nel 1924 per erigere il Monumento ai caduti di Piazza Plebiscito.

### Fontane littorie e contemporanee
Durante il fascismo, i nuovi modelli del revival classicista e del razionalismo di regime, hanno preso forma nelle principali città d'Abruzzo, si ricordano i modelli della Fontana Vecchia di Nicola D'Antino in Piazza Duomo all'Aquila (1934), il quale dette completamento definitivo a un gruppo di storiche fontane della città, che non avevano mai preso una definitiva forma, nonostante vari progetti a partire dal XVIII secolo dopo il sisma del 1703, poi la Fontana luminosa all'ingresso del corso Vittorio Emanuele, il capolavoro di D'Antino, la Montantina in Piazza IX Martiri all'Aquila, del 1928, sempre di D'Antino, e poi a Pescara: la fontana "La Pescara" presso Piazza Italia (la sede centrale degli uffici amministrativi), il gruppo scultoreo dei nudi femminili, sempre di Nicola D'Antino, presso il Ponte Littorio che collegava i due nuclei di Porta Nuova e Castellammare, distrutto nel 1944 dai tedeschi, la fontana del Littorio del 1933 presso Salle Nuovo (1933), piccolo centro ricostruito daccapo dopo una frana che distrusse il paese storico.
La fontana è tornata a occupare posti di rilievo con lo sperimentalismo artistico moderno, soprattutto a Pescara e Teramo. Pescara è divenuta dagli anni '80 in poi una città delle fontane, partendo con La Nave di Pietro Cascella del 1987, sul lungomare Matteotti, seguita dai modelli della Fontana della Meridiana (2004) sul lungomare Colombo, della fontana di Piazza San Francesco, della fontana di Piazza Le Laudi su viale Primo Vere, conclusa negli anni '90, la prima a dotarsi di giochi di luce nell'area della riviera adriatica. Di interesse, nei primi anni 2000, anche la Fontana Vola del 2001 in Piazza di Porta Caldari a Ortona, seguita dalla fontana "del Vino" del 2016 posta in contrada Caldari (esempio unico nel suo genere nel centro-sud Italia) e la Fontana Giò Pomodoro del 2005 presso Piazza Oberdan ad Atessa.

## Il Rinascimento
La presenza di re Ladislao di Durazzo in Abruzzo, che governò sull'Aquila dal 1400 al 1414, comportò la repressione delle lotte delle famiglie Camponeschi e Bonagiunta, e gli inizi della ricostruzione della chiesa di Santa Giusta nel quartiere omonimo, di cui è parrocchia. Dal 1414 al 1435 regnò Giovanna II di Napoli, nel 1415 venne fondato da Giovanni Stronconi il convento di San Giuliano nei pressi dell'Aquila, con il beneplacito di San Bernardino da Siena e San Giovanni da Capestrano, considerato il primo dei Frati Osservanti d'Abruzzo. Nel 1240 Braccio da Montone, condottiero della regina Giovanna, divenne signore di Teramo, carica che mantenne sino alla morte nel 1424, mettendo a freno i disordini cittadini; nel contempo Luigi III d'Angiò combatté contro Alfonso d'Aragona, gli avvenimenti di questa guerra si riscontrano intorno Napoli, occupata dagli Aragonesi, mentre all'Aquila, stretta d'assedio da Braccio dal 1423, si oppose una valida resistenza durante l'assedio, con una colazione composta dalle truppe di papa Martino V, Jacopo Caldora, Muzio Attendolo Sforza, assedio vinto il 2 giugno 1424 contro Braccio, che morirà per le ferite.
Nel 1432 venne eretto nella chiesa di San Biagio all'Aquila in stile gotico il monumento sepolcro a Pietro Lalle Camponeschi, opera di Gualtiero d'Alemagna, mentre l'orafo e scultore Nicola da Guardiagrele eseguiva il Paliotto mirabile dell'altare maggiore della Cattedrale di Teramo. Dal 1435 al 1442 Renato d'Angiò, personaggio che si collega al cattolicesimo abruzzese, nel 1438 ascoltò le prediche di San Bernardino all'Aquila, dove morì. Nel 1441 Giovanni Orsini venne nominato feudatario di Tagliacozzo e di Albe, nel 1442 a seguito di una guerra vinta contro Carlo d'Angiò, Alfonso I d'Aragona divenne re di Napoli, regnano sino al 1448.

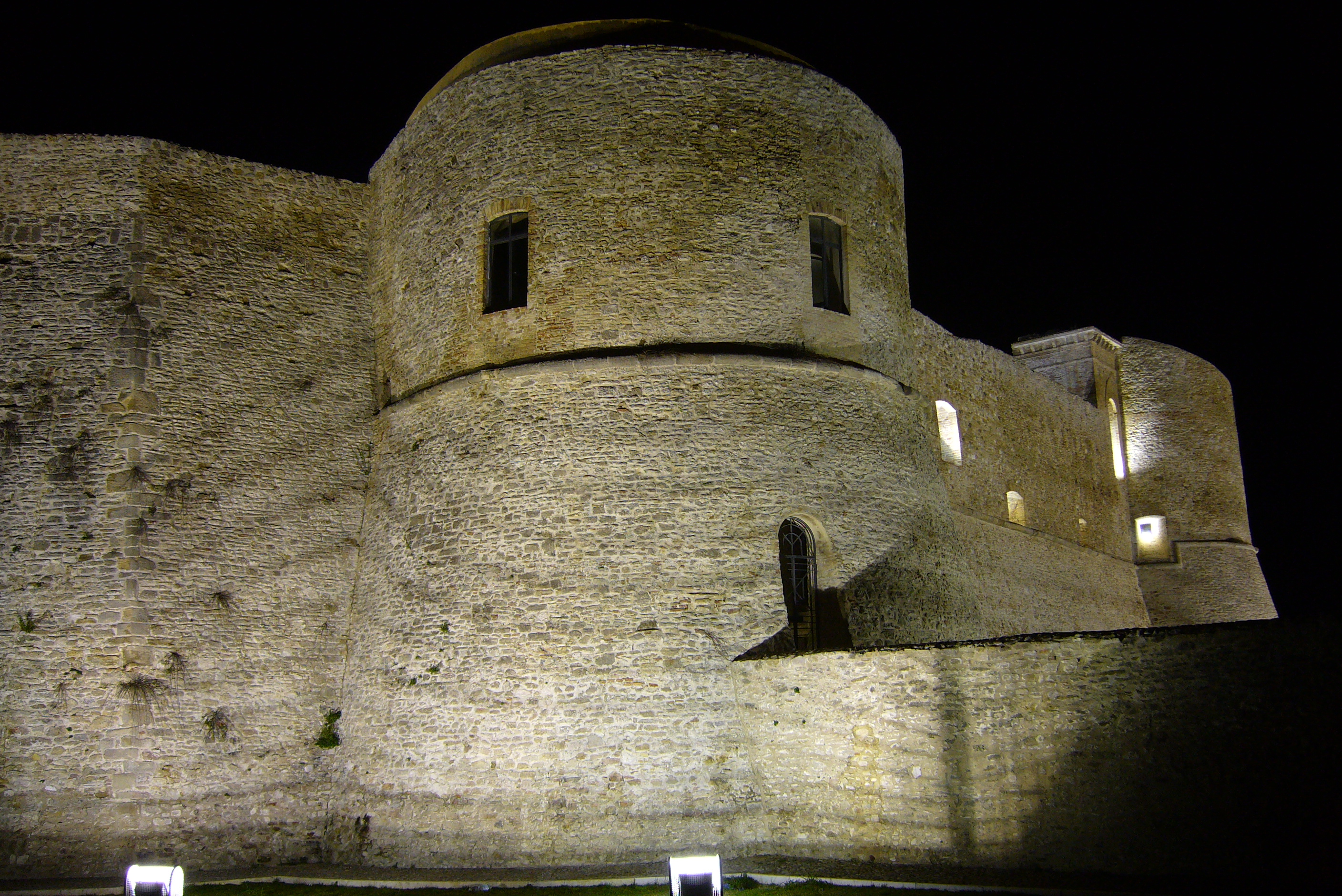
Il castello aragonese di Ortona (1448-1452 ca.)

Date importanti sono il 1443, quando Alfonso suddivise il Regno di Napoli in 12 province, nominò Chieti capoluogo degli Abruzzi Citra e Ultra, dove il fiume Pescara è il confine tra le due sottoprovince. Il 1444 poi, quando morì San Bernardino, e il 1445, quando Alfonso fece costruire ai confini degli Abruzzi con le Marche la fortezza di Civitella del Tronto. L'attività del sovrano venne completata allorché riordinò tutte le antiche disposizioni e consuetudini riguardanti la pastorizia e la transumanza nel Regno di Napoli, formando un'amministrazione particolare denominata "Dogana della mena delle pecore in Puglia", con sede a Foggia. Con tale atto fu favorita la transumanza delle montagne e regolarizzata, sino al Tavoliere delle Puglie dall'Aquila, da dove il grande tratturo partiva dalla basilica di Santa Maria di Collemaggio.
Nello stesso anno fu costruito l'ospedale di San Salvatore all'Aquila, presso l'ex convento di Sant'Agnese, voluto fortemente da San Giovanni di Capestrano il quale nel 1448 fondò anche il convento di San Francesco a Caramanico Terme, mentre a Ortona il vecchio fortino Caldora veniva notevolmente potenziano, assumendo l'attuale connotazione del Castello Aragonese
Nel 1454 vengono intrapresi lavori della fabbrica della basilica di San Bernardino all'Aquila, lavori bloccati dal grave terremoto del 1461, e successivamente riportati in opera dal maestro Nicola Filotesio di Amatrice, che realizzò la pregevole facciata. In questo periodo nella grande piana di Navelli si sviluppò la coltivazione dello zafferano, che dette all'Aquila notevoli benefici. Nel 1457 venne conclusa la costruzione dell'ospedale aquilano del convento di Sant'Agnese, nel 1459 dopo un forte terremoto, si riprese come detto la costruzione del cantiere di San Bernardino, durante il regno di Ferrante I d'Aragona. Dopo il terremoto del 1461 si procedette alla sistemazione idrica aquilana mediante un grande acquedotto, che sostituiva il precedente romano, e vennero risistemate le fontane pubbliche, venne istituito il Monte di Pietà dal frate Giacomo della Marca, mentre il Comune devolvette per 10 anni la gabella dello zafferano di Navelli per finanziare il cantiere di San Bernardino.

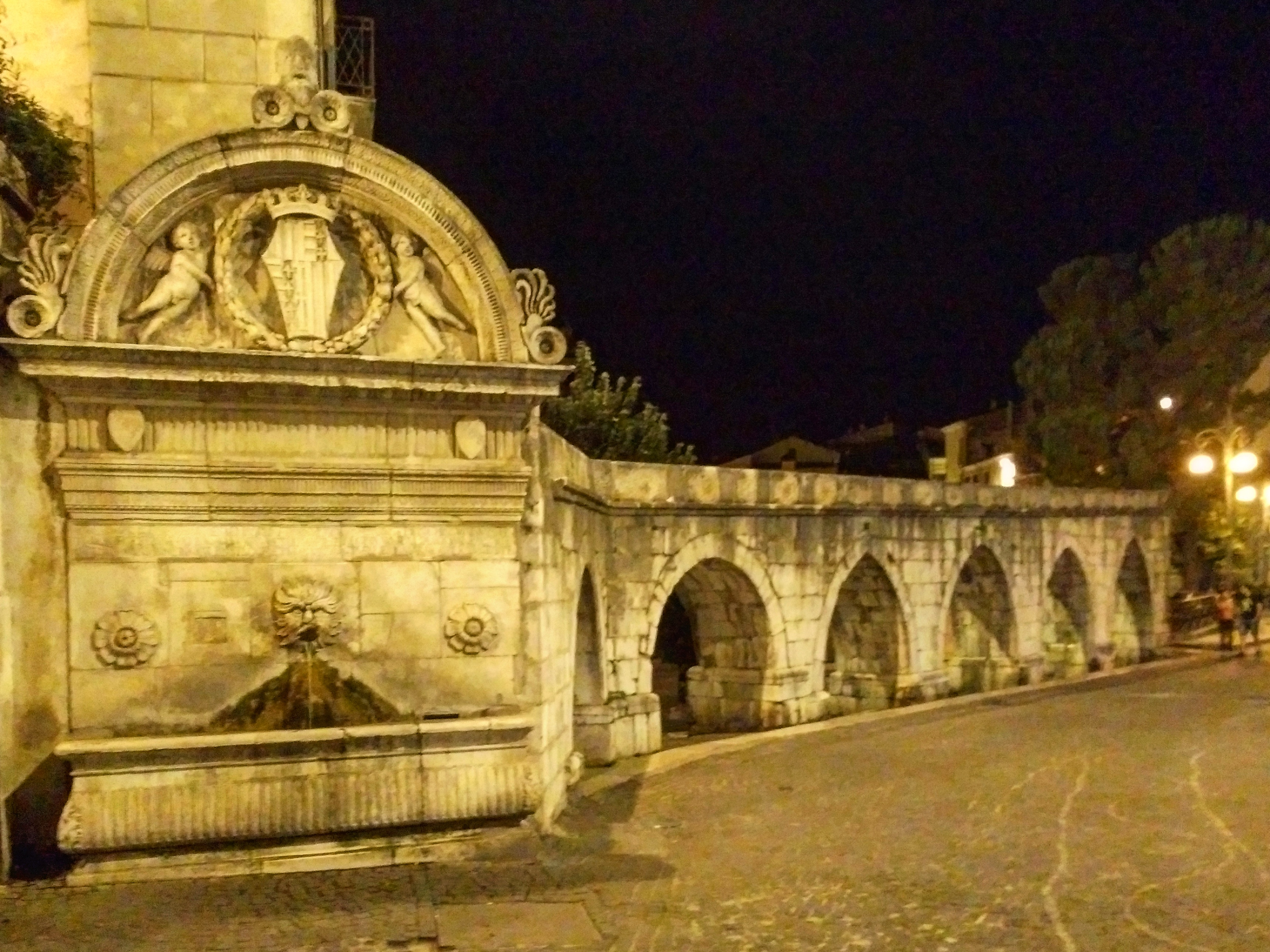
La Fontana del Vecchio a Sulmona, con lo stemma aragonese (1474)

## Barocco e tardo barocco
Del barocco abruzzese, che iniziò ad essere introdotto già nel XVII secolo, all'Aquila, Teramo, Lanciano e Vasto, rimane molto poco. Un fatto è dovuto alle distruzioni catastrofiche nell'aquilano e nel sulmonese provocate dai terremoti, con l'aggiunta della distruzione di molti centri della Marsica con il terremoto di Avezzano del 1915; il secondo fattore è dovuto al fatto di ricostruzione totale degli impianti di diverse chiese non toccate dai terremoti, per decisioni di arcipreti, vescovi, e altri. E ciò ha riguardato molte chiese di Chieti, Lanciano, che prima erano state soltanto abbellite parzialmente da aggiunte barocche nel XVII secolo, e che nel secolo successivo furono ricostruite quasi daccapo nell'impianto e nell'impaginato architettonico decorativo, con stucchi, pennacchi, fregi, colonnati a capitelli mistilinei e corinzi, e quant'altro.
L'unico vero esempio di architettura barocca, risalente alla metà del XVII secolo, è la chiesa del Carmine con il relativo palazzo vescovile di Vasto, commissionata dal don Diego d'Avalos, con l'interessante impianto a croce greca longitudinale, lievemente allungata, seguita dalla chiesa dell'Addolorata in piazza Rossetti.

### La ricostruzione dopo i terremoti del 1703 e del 1706
L'Aquila e Sulmona furono le città maggiormente colpite, e dovettero ricostruire quasi daccapo molte chiese, conventi e palazzi. La maggior parte di queste chiese, nell'aquilano, si impostarono su un modello romano, dove vigevano le scuole dei Gesuiti, del Borromini, del Bernini e del Fantoni, i cui modelli servirono per l'edificazione delle chiese, come la chiesa del Gesù, di Sant'Agostino, di San Pietro Coppito, del Duomo di San Massimo, della chiesa delle Anime Sante, dell'interno della chiesa di San Bernardino, della chiesa di San Francesco.
Lo stile del Borromini, del Fontana e del Bernini si estese anche fuori dalla città aquilana, propagandosi nel circondario, fino a Sulmona, che nella ricostruzione dopo il terremoto della Majella, subì maggiormente l'influenza napoletana. Due casi particolari sono la chiesa di San Giovanni a Campana di Fagnano Alto, vicino all'Aquila, la chiesa ottagonale di Santa Maria della Concezione vicino a Poggio Picenze, e infine la chiesa di Santa Caterina martire a Sulmona, per certi versi impostata su in impianto circolare-ellittico simile alla chiesa di Santa Caterina dell'Aquila, su piazza San Biagio. I massimi esponenti del settore aquilano e sulmonese nel campo dell'architettura furono Carlo Buratti, Giacomo Della Porta, Giovan Battista Gianni, Pietro Fantoni, Francesco Ferradini, Francesco Bedeschini, Giovanni Antonio Fontana, attivo nel chietino e nel pennese alla fine del '700, Sebastiano Cipriani, Norbero Di Cicco di Pescocostanzo, Cosino Fanzago, Ferdinando Mosca e Panfilo Ranalli.
Quanto all'architettura civile, molti palazzi aquilani furono ricostruiti daccapo, lasciando invariati i colonnati, che poco o male, si erano conservati dopo la distruzione tellurica, come quelli dei palazzi Cappa-Cappelli, Dragonetti, Lucentini Bonanni, Persichetti, Farinosi Branconi e Franchi Fiore. Invece l'intervento dei nuovi architetti a Sulmona sarà più incidente nelle vecchie architetture, comportando delle ricostruzioni ex novo, sicché oggi abbiamo pochissime testimoniane dei chiostri medievali e rinascimentali; l'esemplare più notevole è il cortile del palazzo Tabassi, appartenuto alla storica famiglia molto fedele a Federico II di Svevia.

## Ottocento, tra neoclassicismo ed eclettismo

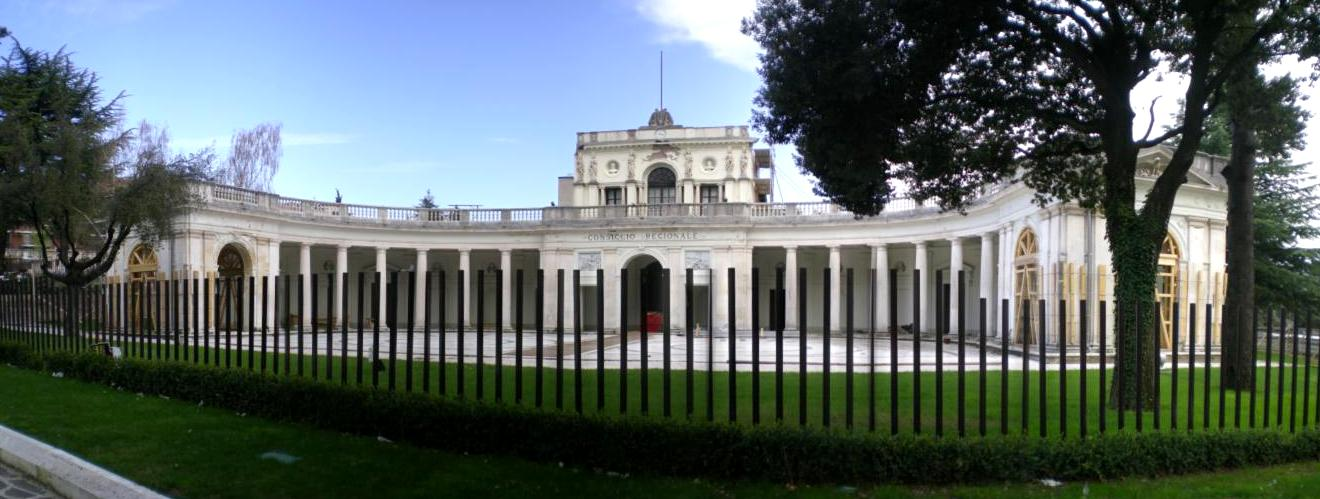
L'Emiciclo all'Aquila, di Carlo Waldis

Il neoclassicismo in Abruzzo fu abbracciato dalle ricche famiglie nobili e non, che si erano arricchite con i latifondi e i feudi. Seguendo principalmente un modello di riferimento prettamente romano, che ha visto i suoi albori all'Aquila con le facciate del palazzo Centi e il palazzo Ardinghelli, gli architetti si impegnarono a rispettare pienamente il classicismo imperante sul modello greco-romano. Anche se occorre ricordare che questa corrente architettonica si sviluppò in Abruzzo abbastanza tardi, sul finire del secolo XIX, quando furono promossi i vari piani regolatori per le grandi città, in quel fervente sentimento di affermazione e liberazione del vecchio tessuto borbonico dell'ex Regno di Napoli, aprendosi alla modernità.
I palazzi abruzzesi signorili furono costruiti a cavallo tra Otto e Novecento, L'Aquila vide colonizzato l'ex Campo di Fossa o dei Cappuccini, area della villa comunale, e l'area fu lottizzata e vi furono costruiti vari villini a carattere eclettico, così anche il corso principale di Chieti alla fine dell'800 fu sventrato e aperto con la demolizione di palazzi e chiese.

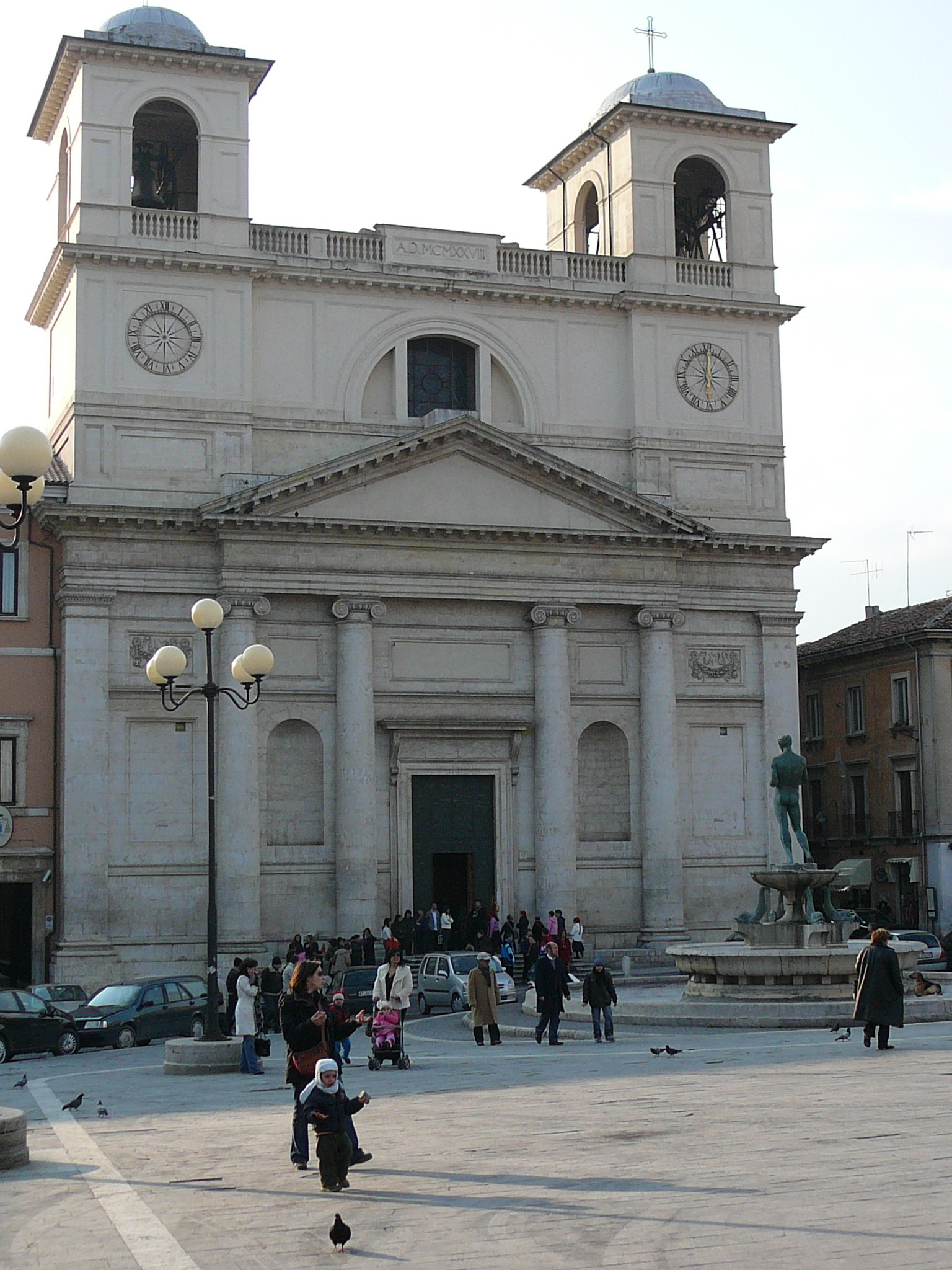
Facciata della Cattedrale di San Massimo, L'Aquila: il modello tipico di facciata neoclassica abruzzese

Il palazzo abruzzese neoclassico si compone come una struttura a blocco, molto massiccia e corposa, con finto bugnato liscio alla base, a imitazione dei palazzi signorili rinascimentali, ordine regolare di finestre a timpano rettangolare per il primo piano, a imitazione delle quadrotte dell'epoca tardo barocca (le finestre del piano della servitù), per il secondo e terzo piano (a scelta degli architetti), venivano preferiti l'ordine di finestre a timpano intervallato, semicircolare e triangolare, ordine spezzato nel centro solo dal finestrone di affaccio con loggiato, poggiante sulle colonne del portale maggiore di accesso.

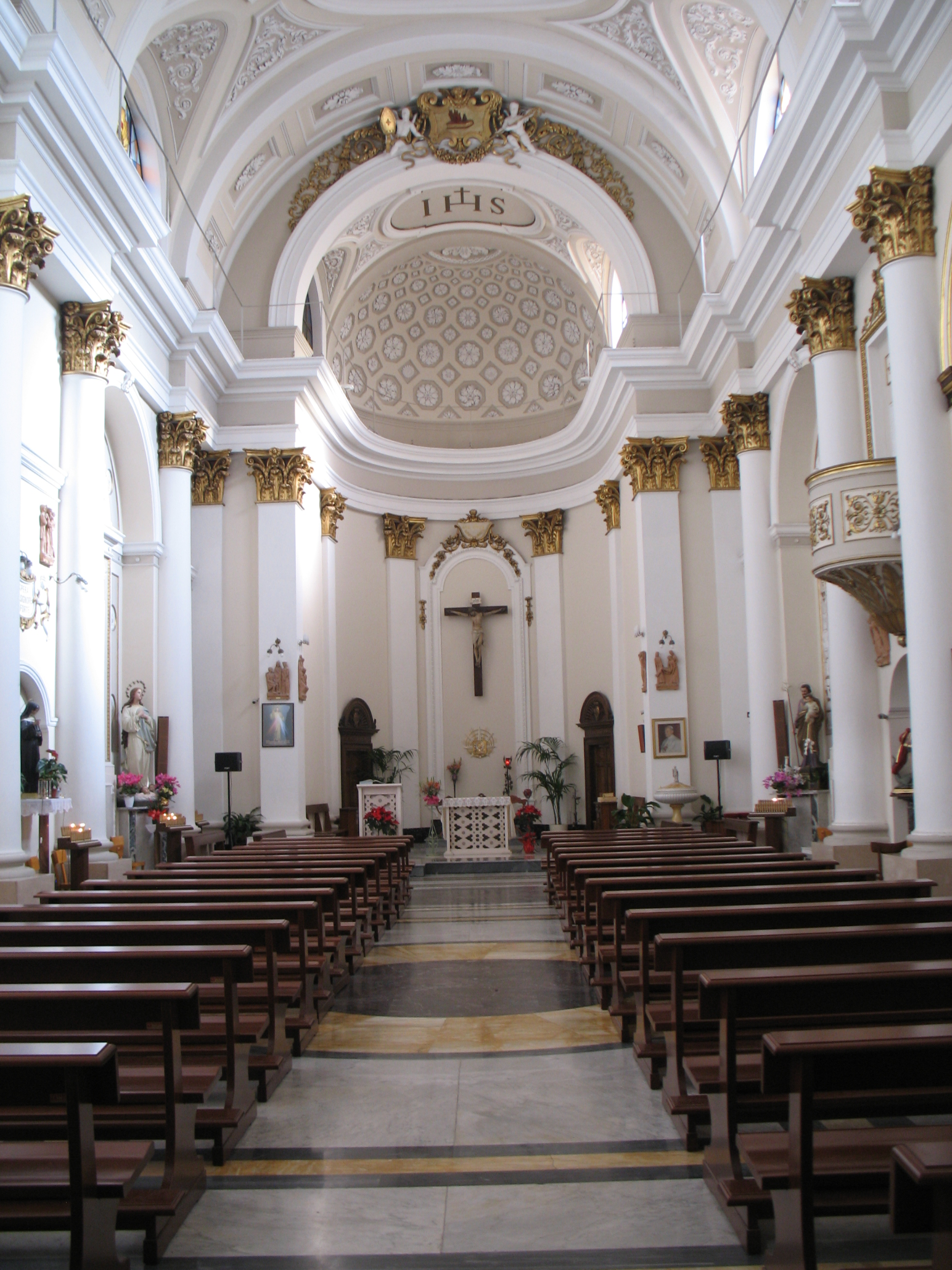
Interno della chiesa di Sant'Antonio, Chieti

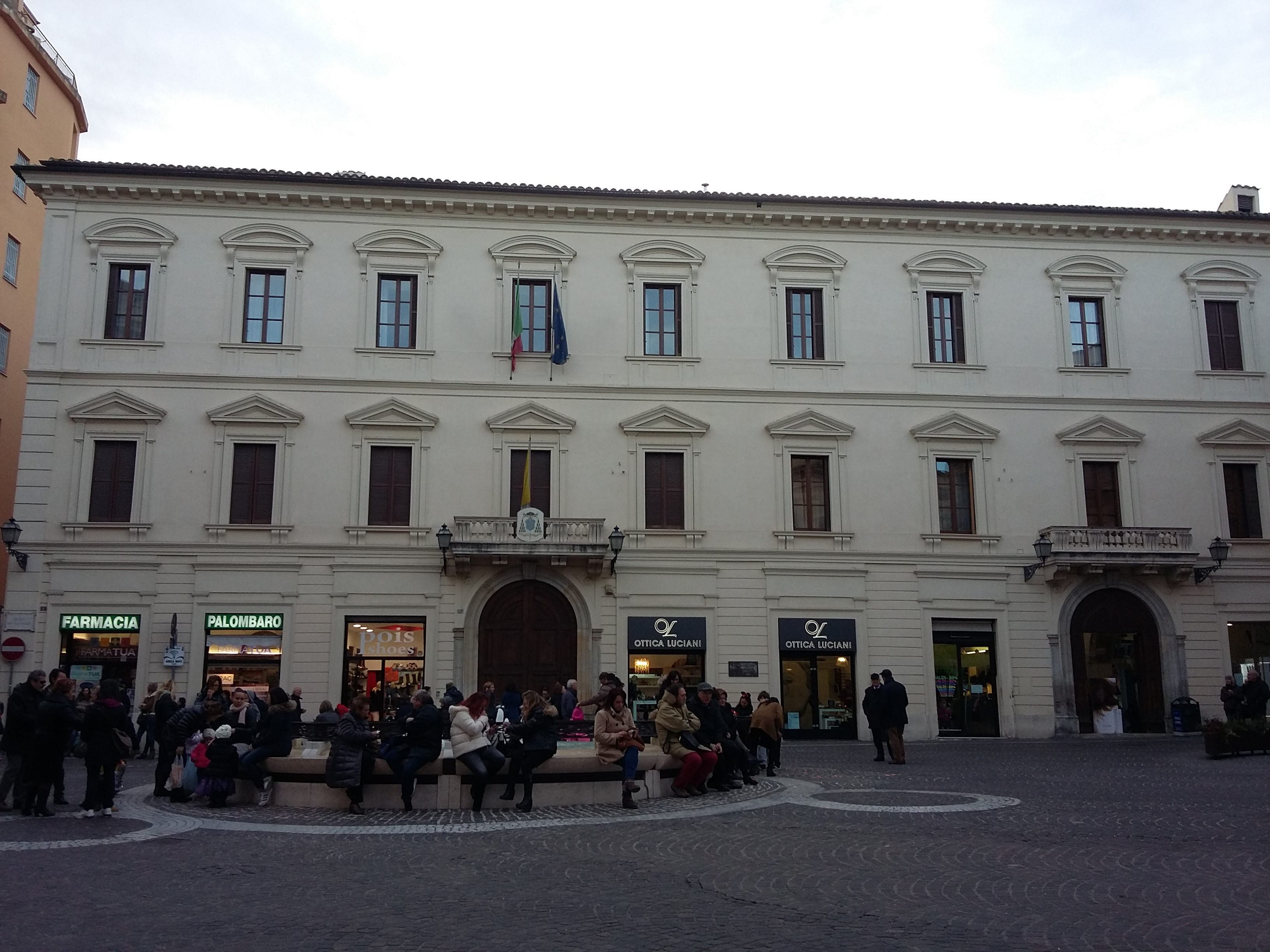
Palazzo arcivescovile di Chieti

Quanto alle chiese, fu scelto un modello generale di impianto rettangolare, a navata unica, con volta a botte lunettata, e trabeazione continua, molto facili da realizzare, senza l'abbellimento di affreschi, che in alcuni casi vennero aggiunti più avanti nel Novecento, cappelle laterali a nicchie, facciata realizzata in mattoni a vista da intonacare. Non sempre, per mancanza di soldi, le facciate erano intonacate, come nei casi della chiesa dell'Annunziata con la Congrega del Sacro Monte dei Morti di Penne, che risulta l'esempio più felice e originale di neoclassicismo abruzzese, con la facciata concava, vivacemente movimentata da cornici e colonne ioniche ai lati; ma anche specialmente chiese di campagna,  e soprattutto chiese dei centri collinari o di pianura,
come nell'area teatino pescarese, dove si usava sovente il mattone. Tuttavia, in circostanze come la chiesa dell'Annunziata di Penne, la scelta di non intonacare il paramento in mattoni, si rivelò felice e originale.
Molte chiese vennero lasciate,insomma, con l'esterno di mattoni a vista da intonacare, cioè l'ossatura preparatoria con i fori disposti ortogonalmente per le travi di costruzione, e tale sorte toccò anche ad alcuni palazzi. Un esempio lampante, è la Casina Frigerj di Chieti che ospita il Museo Archeologico Nazionale d'Abruzzo, oppure il palazzo Spaventa di Atessa.
Le chiese che ebbero l'intonacatura di facciata alla maniera neoclassica, come la chiesa cattedrale dell'Aquila (completata solo nel 1930), la chiesa di Sant'Antonio a Chieti, la chiesa di Sant'Agostino di Teramo, presentano un modello impostato sullo stile fortemente classico greco, iniziato da Sebastiano Cipriani in Abruzzo: una impostazione su colonne solide e tozze di modello dorico, con capitello dorico, portale architravato dalle forme monumentali ma sobrie, architrave a timpano triangolare non spezzato, come avveniva nel barocco, e come verrà ripreso nell'arte littoria, ordine di finestre abbastanza semplice e regolare, si preferiva in sostanza il finestrone rettangolare centrale per infondere maggiore luce, oppure un finestrone a ventaglio, come nel caso della Cattedrale dell'Aquila, e una cupola circolare molto semplice, senza tamburo, presso il presbiterio, nelle chiese che avessero voluto adottarla. Una cupola era prevista anche per il Duomo dell'Aquila, ma non fu realizzata.
Nel periodo dell'unità, vennero profondamente ristrutturati anche i teatri d'opera abruzzesi, alcuni dei quali già aperti nel 1818-19 e 1840, a Chieti, Lanciano e Vasto. Le sale a ferro di cavallo, rozze e senza decorazioni, furono rifatte con squisiti ornanemti classici, e i soffitti furono affrescati. Nel 1872 apriva i battenti il teatro comunale "Vittorio Emanuele" all'Aquila, nel 1868 il teatro comunale di Teramo, demolito poi nel 1959.

### Neoclassicismo aquilano
Nella seconda metà del XIX secolo il neoclassicismo entrò in Abruzzo. Nella maggior parte dei casi venne utilizzato come completamento e decorazione di architetture religiose che necessitavano di consistenti restauri, oppure per l'edificazione dei palazzi di rappresentanza delle principali città entrate nel neocostituito Regno d'Italia. Nell'architettura civile soprattutto pochi furono i casi di slancio artistico, e l'unico esemplare è il contributo di Carlo Waldis nella costruzione nel 1888 del Palazzo dell'Emiciclo sopra il vecchio convento di San Michele dei Cappuccini, all'Aquila Il palazzo, oggi sede del Consiglio Regionale d'Abruzzo, nei lati estremi ha due bracci colonnati che a semicerchio formano un piazzale centrale, esempio unico in Abruzzo, d'ispirazione al colonnato di Bernini di San Pietro in Vaticano, e una facciata monumentale sperimentale, con ornamenti floreali e vegetali che già alludono alla successiva venuta dell'eclettismo liberty.
Altre costruzioni aquilane furono i portici di decorazione dell'ex convento di San Francesco a Palazzo, divenuto sede nel 1878 del Convitto nazionale, il Palazzo Betti in piazza Duomo, il palazzo Paone Tatozzi, il teatro comunale, il palazzo Spaventa in via Bafile (allora corso Umberto I); quest'ultimo in stile eclettico, non prettamente neoclassico. Il Valadier darà un contributo alla chiesa delle Anime Sante, completando la cupola.

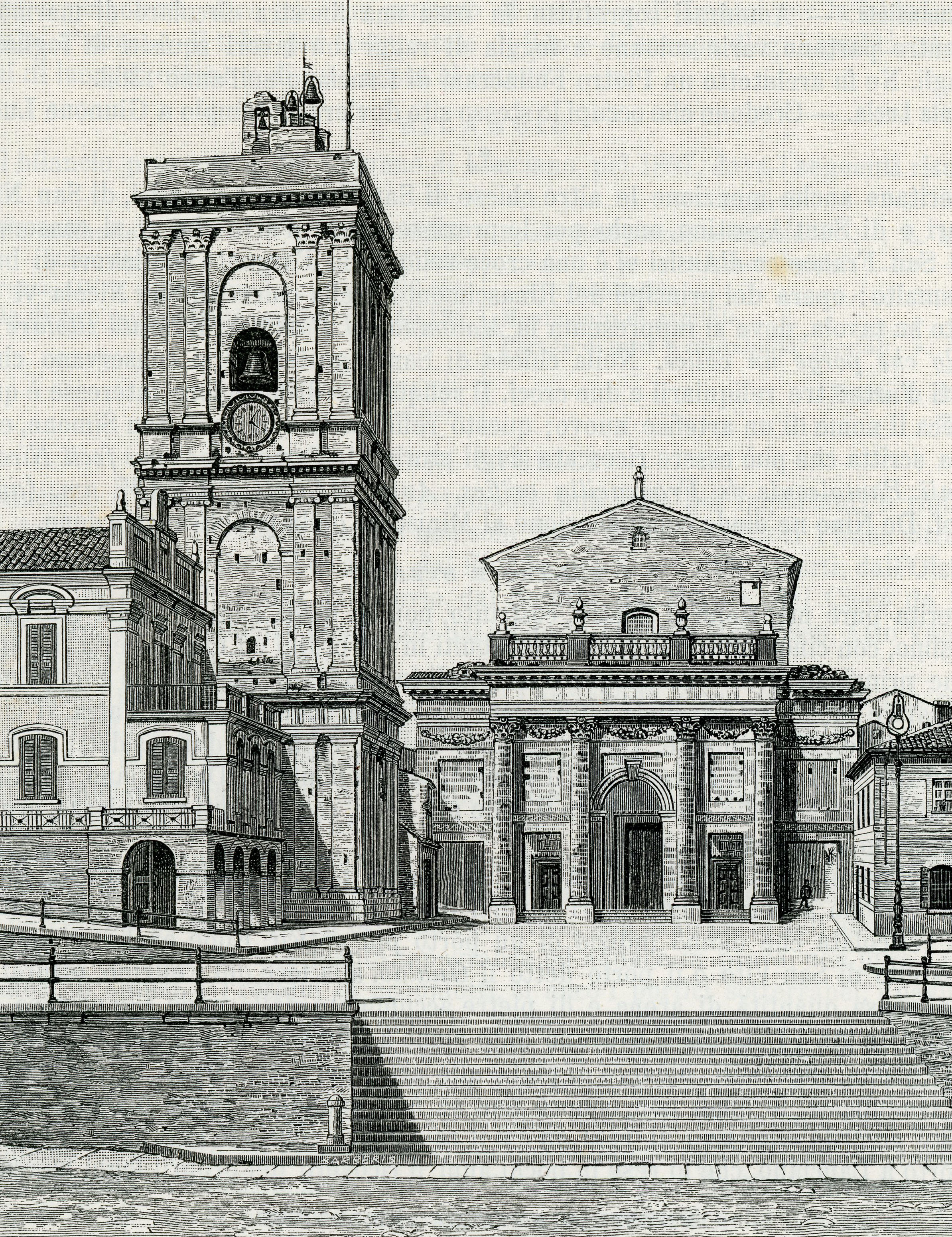
Prospetto incompiuto della Basilica di Santa Maria del Ponte a Lanciano nel 1899

### Neoclassicismo a Lanciano
A Lanciano con Filippo Sargiacomo il neoclassico fu usato dal 1856 al 1898 circa, per il restauro di numerose chiese, e per la costruzione di alcuni palazzi, come il Municipio, e della monumentale facciata della Madonna del Ponte del 1819. Il neoclassicismo lancianese non si distingue per particolare interesse creativo, ma anzi fu usato semplicemente per sopperire al grave degrado delle chiese storiche, come Santa Maria Maggiore, San Nicola, Santa Giovina, Santa Chiara e Santa Lucia soprattutto. Questi interventi furono effettuati dall'architetto locale Filippo Sargiacomo, che fu molto attivo nei cantieri lancianesi nella seconda metà dell'Ottocento, costruendo anche il nuovo palazzo comunale, il pavimento della cattedrale, alcuni palazzi residenziali, e progettando la colmata del fiume Malvò per realizzare l'attuale piazza Garibaldi, e progettò lo stradone nuovo dell'attuale corso Trento e Trieste, come nuova area di espansione edilizia. Interessante esempio di neoclassicismo lancianese è l'interno della chiesa di Santa Chiara e San Filippo, molto equilibrato e proporzionato nella scansione in pilastri, nella resa dell'arco trionfale, della volta a botte lunettata.
In sostanza, ad eccezione di chiese nate ex novo durante la presenza di questo stile, in Abruzzo il neoclassicismo di architetture religiose si limitò nell'uso di colate di stucco e intonaco bianco, suddivisione della navata in cappelle mediante paraste con capitelli ionici, trabeazioni, altari colonnati schematici in capitelli dorico-ionici, e nient'altro. Se fosse stata completata la facciata della Madonna del Ponte a Lanciano, su progetto di Eugenio Michitelli, il neoclassicismo abruzzese avrebbe avuto il suo posto d'onore nella storia dell'arte, ma il progetto venne completato solo a metà, con la costruzione di un nartece di quattro colonne monumentali, e pannelli che avrebbero dovuto ospitare quadri biblici, mentre da sopra la balconata, la facciata avrebbe dovuto innalzarsi con imponente architrave e colonnato di statue simile alla facciata di San Giovanni in Laterano.

### Lista di architetture neoclassiche abruzzesi
Lista parziale:

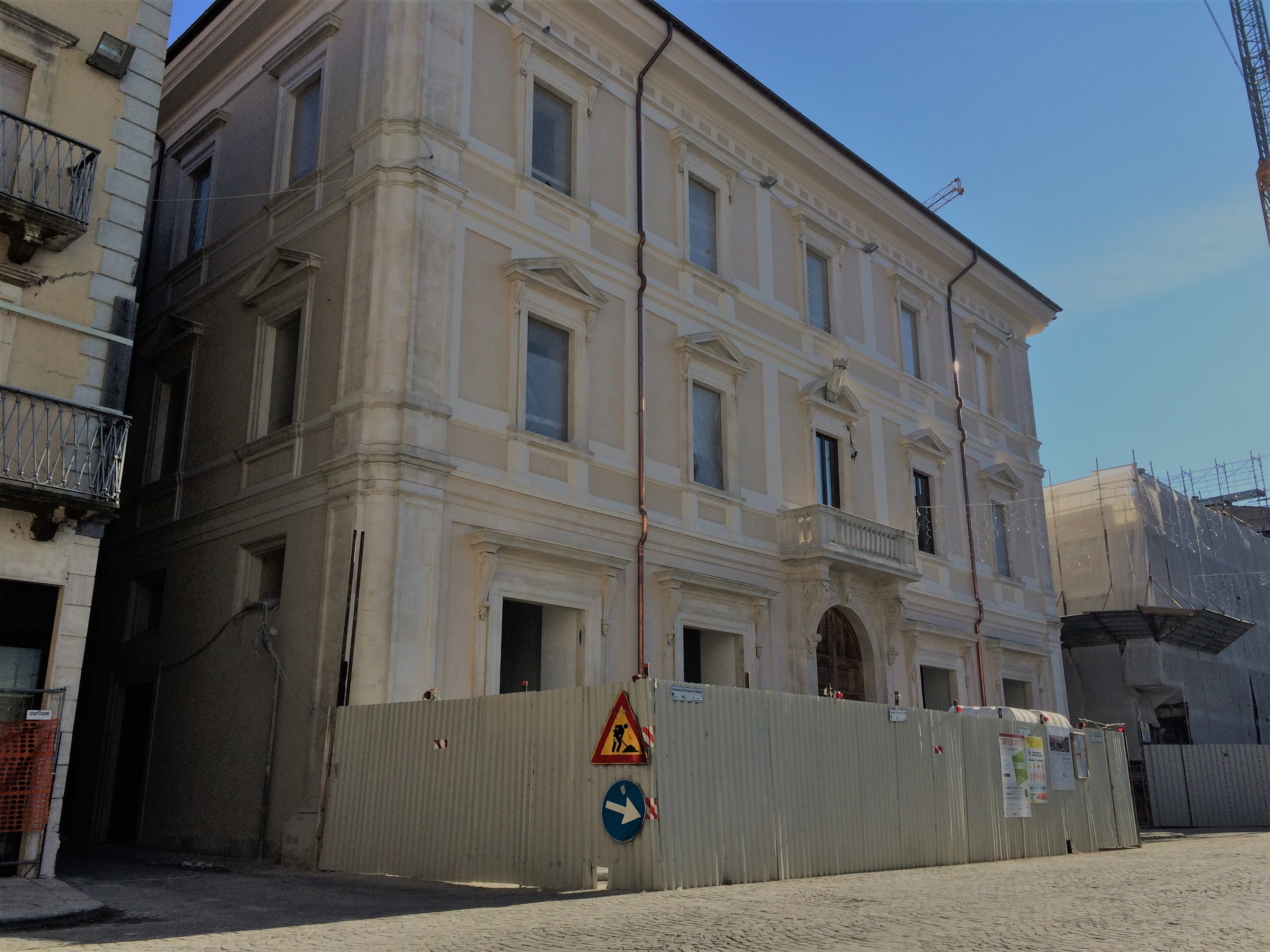
Palazzo Betti, L'Aquila (piazza Duomo)
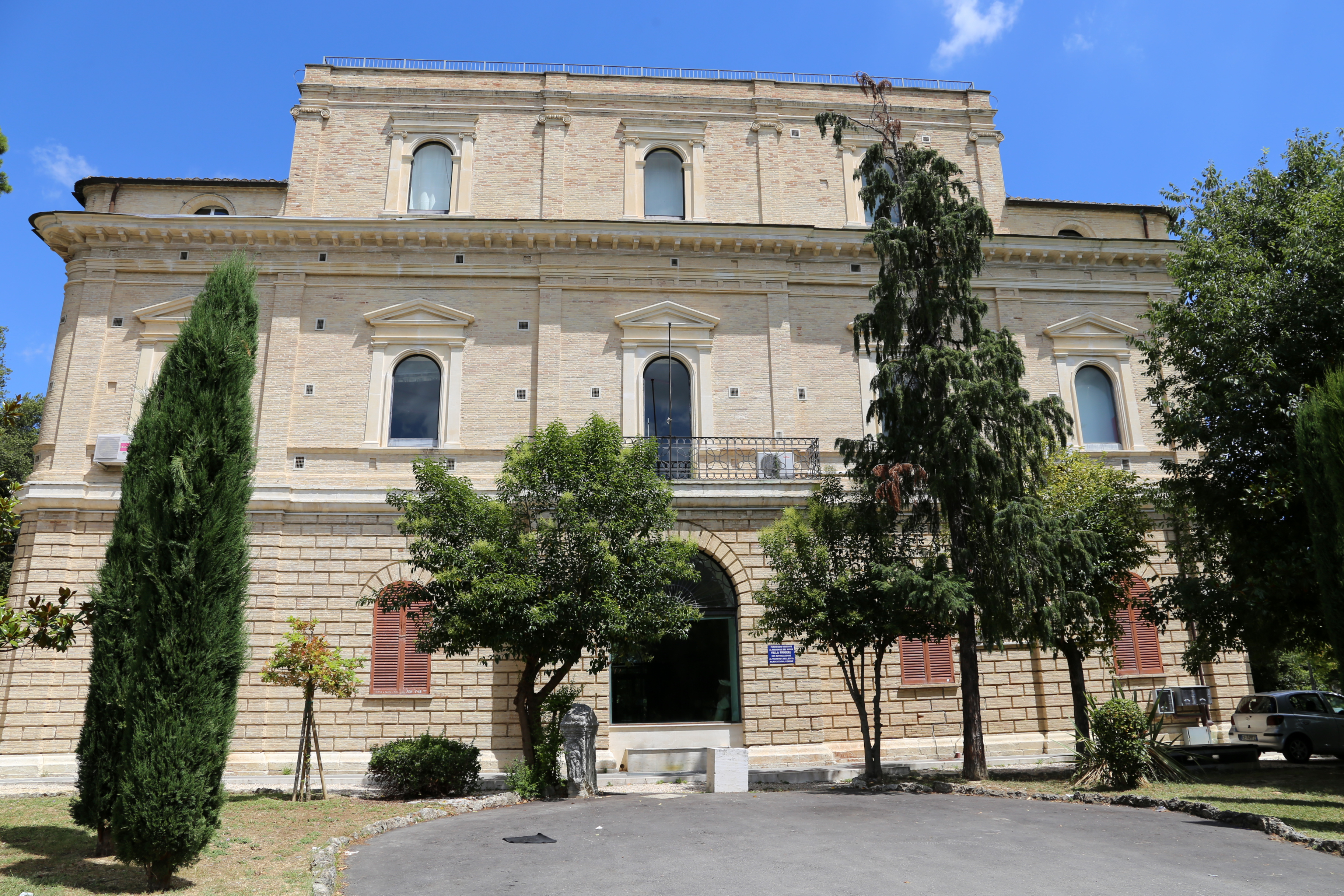
Prospetto di Villa Frigerj di Chieti, sede del Museo Archeologico d'Abruzzo
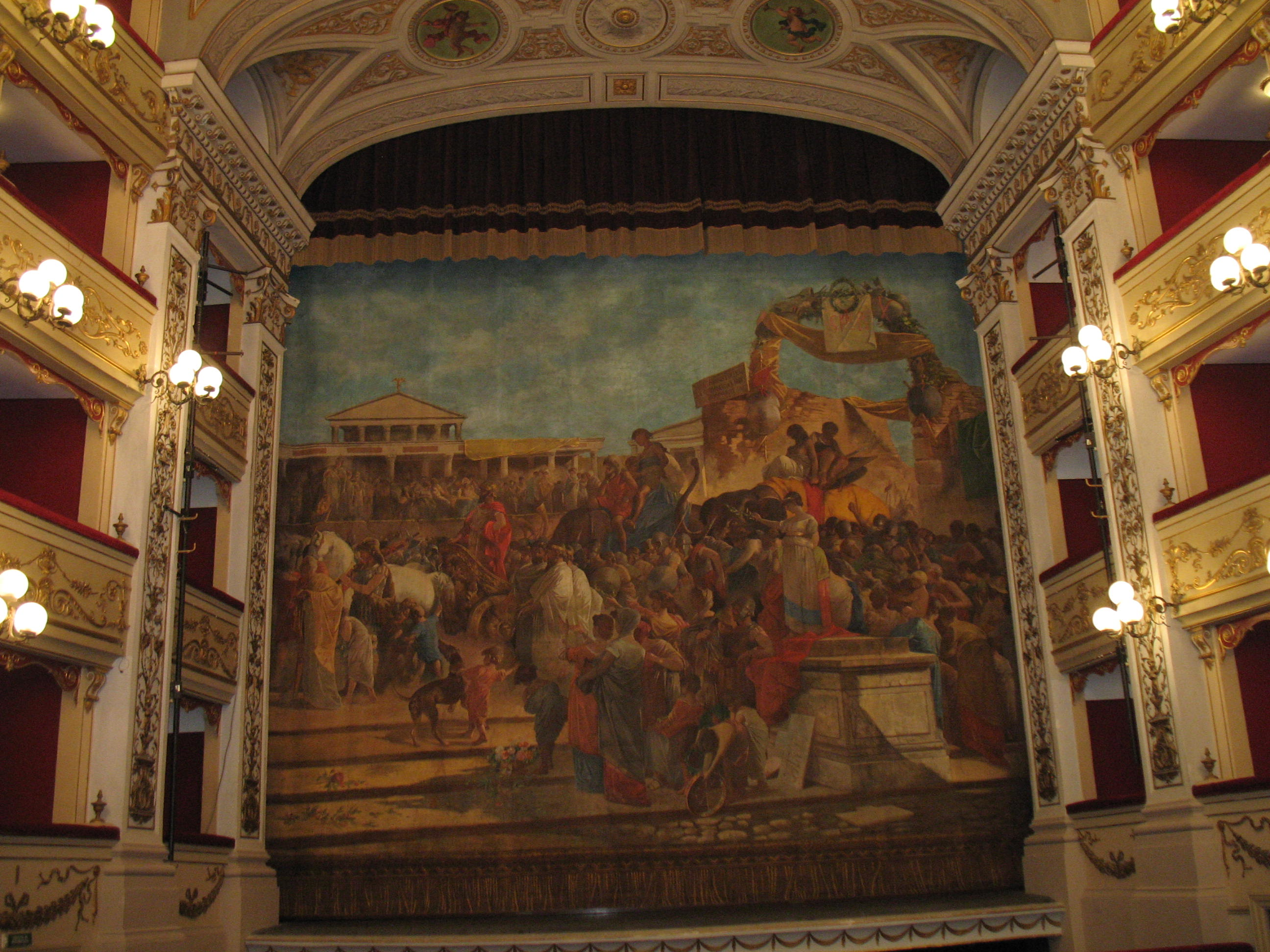
Interno del Teatro Marrucino di Chieti
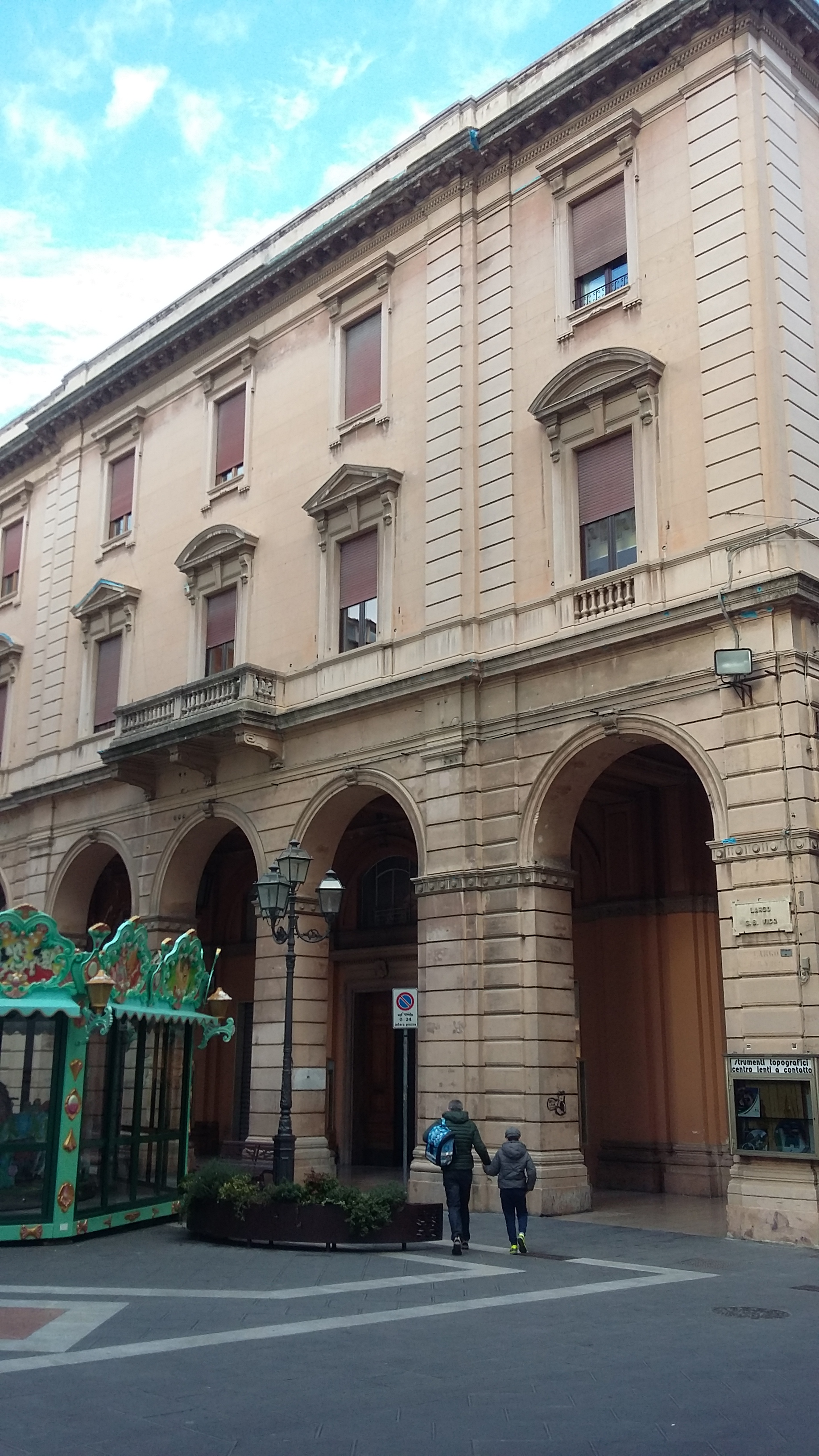
Palazzo Croce, Chieti (piazza Giambattista Vico)
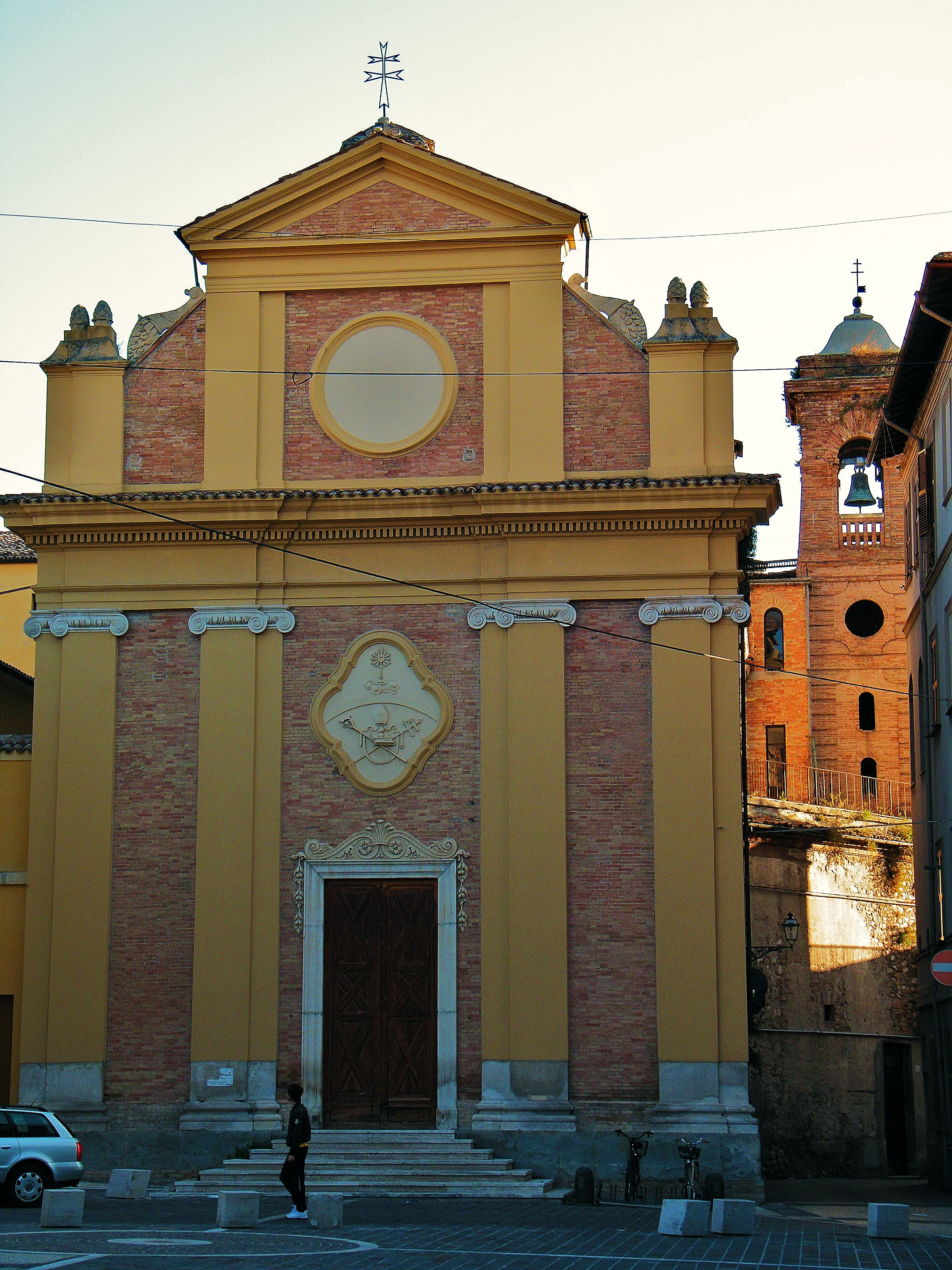
Chiesa di Sant'Agostino, Teramo
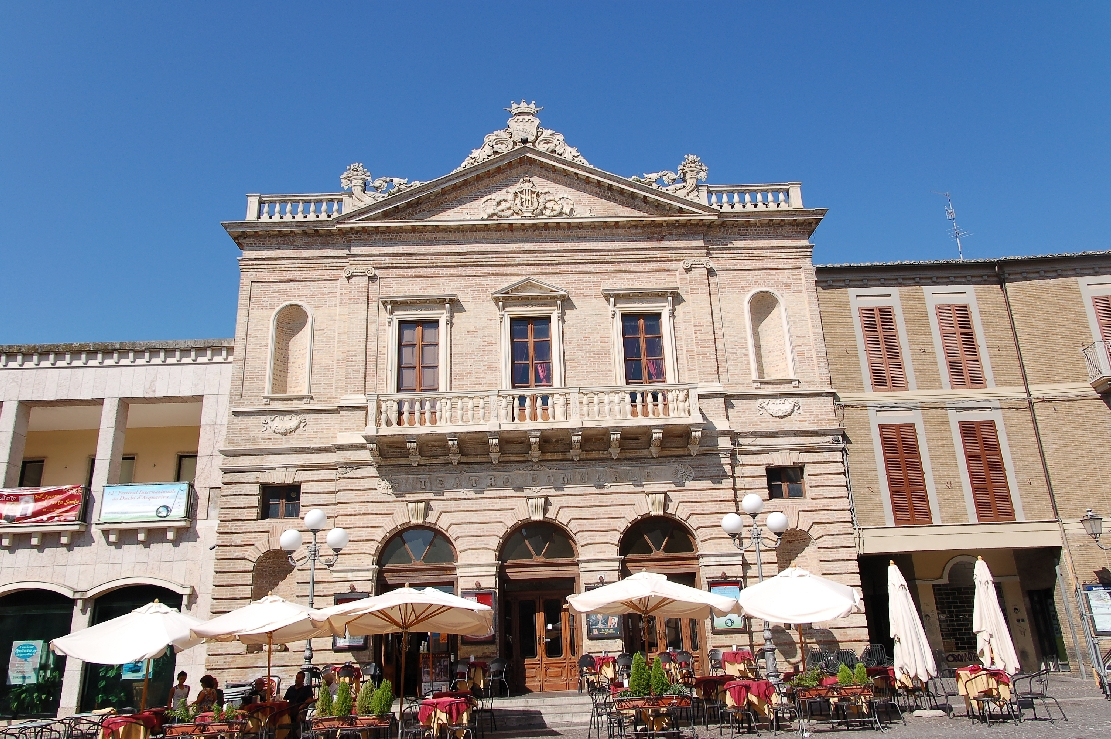
Teatro comunale di Atri

Lista parziale
- Palazzo dell'Emiciclo - L'Aquila
- Palazzo Betti - L'Aquila
- Duomo di San Massimo: esterni, prima fascia del portale e delle nicchie di facciata, parte degli interni già barocchi
- Palazzo della Prefettura (ex convento di Sant'Agostino) - L'Aquila, ricostruzione totale, compresa la facciata, eccettuato il chiostro
- Palazzo del Convitto - L'Aquila, ricavato dall'ex monastero di San Francesco a Palazzo, ricostruzione della facciata su piazza del Palazzo, ricavata dall'ex chiesa demolita
- Fontana del Nettuno - L'Aquila (piazza Regina Margherita), eseguita con parti della facciata di San Francesco a Palazzoù
- Palazzo Paone Tatozzi - L'Aquila
- Palazzo Cipolloni Cannella - L'Aquila
- Palazzo Ardinghelli - L'Aquila, facciata con lo scalone monumentale
- Facciata della chiesa di San Francesco di Paola - L'Aquila
- Chiesa di San Maurizio - Schiavi d'Abruzzo
- Villa di Ferrante Frigej - Chieti, attuale sede del Museo Archeologico d'Abruzzo
- Teatro comunale di Atri,  ricavato dall'ex chiesa di Sant'Andrea dei Gesuiti
- Teatro Marrucino di Chieti (1818), ricavato dall'ex chiesa del Gesù
- Teatro comunale di Atessa, ricavato dall'ex convento di San Domenico
- Teatro comunale di Teramo (1868) sul corso San Giorgio, demolito nel 1959
- Teatro comunale "Vittorio Emanuele" - L'Aquila (1857-72), dai locali del convento di San Bernardino
- Ex convento di Sant'Agnese - Ospedale San Salvatore - L'Aquila (piazza Giulio Natali),  rifacimento dell'esterno e interno con scuola fi ostetricia
- Teatro comunale "San Francesco", poi Fedele Fenaroli - Lanciano (1834-40) su progetto di Taddeo Salvini di Orsogna, ricavato dall'ex convento di San Giuseppe degli Scolopi
- Teatro regio "San Ferdinando", poi Gabriele Rossetti (1819-68) Vasto - su progetto di Taddeo Salvini, ricavato dall'ex convento di santo Spirito dei Celestini.
- Esterno del monastero di San Basilio - L'Aquila
- Ex caserma Pierantoni (convento di Santa Maria) - Chieti
- Ex caserma Bucciante ed ospedale militare (convento di Sant'Andrea) - Chieti, villa comunale
- Chiesa di Sant'Antonio - Chieti - esterni, meno il portale gotico, ed interni
- Chiesa di Sant'Anna - Chieti (esterni), ricostruita nel 1881
- Facciata del santuario di San Gabriele dell'Addolorata - Isola del Gran Sasso
- Chiostro del Convitto Nazionale di Chieti
- Cortile del Palazzo Martinetti Bianchi - Chieti
- Cortile del palazzo Zambra - Chieti
- Chiesa di San Matteo ed ex monastero benedettino - Teramo, corso San Giorgio, demolito nel 1940
- Chiesa di Sant'Agostino - Teramo (interni ed esterni)
- Chiesa di San Bartolomeo - Teramo (esterni e interni)
- Cattedrale della Madonna del Ponte - Lanciano (facciata ed interni, pseudo barocchi)
- Chiesa di Santa Maria Maggiore di Lanciano - interventi del 1865 di Filippo Sargiacomo, ripuliti nel 1969
- Chiesa di San Nicola - Lanciano (interni)
- Chiesa di Santa Giovina o Santa Maria Nuova - Lanciano (interni e chiostro)
- Palazzo De Crecchio - Lanciano (esterni)
- Palazzi tardo-classici di Chieti, realizzati negli anni '10 e '20 sul corso Marrucino e sulla piazza: palazzo Croce, palazzo Tabassi, palazzo dell'istituto San Camillo de Lellis, palazzo De Felice, scuola elementare Nolli, palazzo Lepri, Palazzo Lepri-Monaco La Valletta, palazzo del Liceo scientifico "Filippo Masci", palazzo del Tribunale di Chieti, palazzo Sirolli e palazzo d'Achille (ex sede comunale), palazzi Francese e Francolise in piazza Giangabriele Valignani, dopo il 1896, apertura della parte nord del corso Marrucino
- Palazzetto della CariChieti - Chieti, largo Martiri della Libertà (ex San Domenico)
- Villa Muzii - Castellammare Adriatico, poi Pescara (viale Bovio, incrocio con via Muzii)
- Abitazioni sette-ottocentesche di Pescara "Portanuova": casa D'Annunzio, palazzo Mezzanotte in piazza Garibaldi, ex chiesa di Santa Gerusalemme (via G. D'Annunzio incrocio con piazza San Cetteo) dopo il restauro di metà Ottocento, palazzo della Banca d'Italia in piazza XX Settembre (piazza Alessandrini), palazzo della Stazione Centrale
- Palazzo del Municipio - Lanciano (costruito nel 1879 da Filippo Sargiacomo), prima la sede era nell'ex convento di San Francesco.
- Palazzo Spaventa - Atessa
- Chiesa di San Rocco (ex monastero del Carmine) - Atessa, facciata neoclassica del 1910
- Interni delle chiese abruzzesi di Santa Maria dell'olmo (Archi), San Pietro (Vasto, demolita nel 1960), Sant'Antonio di Padova (Vasto), Santa Maria Maggiore (Vasto), Sant'Anna delle piccine (Vasto), santuario di San Michele (Vasto), Madonna delle Piane (Chieti), chiesa del Rosario (Fossacesia), chiesa dell'Immacolata Concezione (San Vito Chietino), santuario della Madonna dei Miracoli (vecchio impianto del 1824) a Casalbordino.
- Palazzo comunale di Teramo: interni e porzione superiore
- Palazzo della Prefettura di Teramo - corso San Giorgio
- Palazzo della Provincia di Teramo - tardo classicismo

## Il revival neogotico

### Teramo e Vasto
Un altro esempio, stavolta distrutto, di interessante neoclassico abruzzese, era la facciata di San Domenico, sopra cui fu edificato il Palazzo della Provincia, con ricco arredo di colonne, balconate e nicchie di statue, successivamente spostate nelle chiese della Trinità o di San Francesco d'Assisi. Forse un esempio unico nel suo genere è il santuario della chiesa di San Michele a Vasto, riedificato dopo il 1837 quando il santo divenne patrono della città. Il santuario ha pianta ottagonale con la facciata decorata da un ingresso colonnato, e i quattro lati maggiori da finestre e architravi a timpano triangolare.

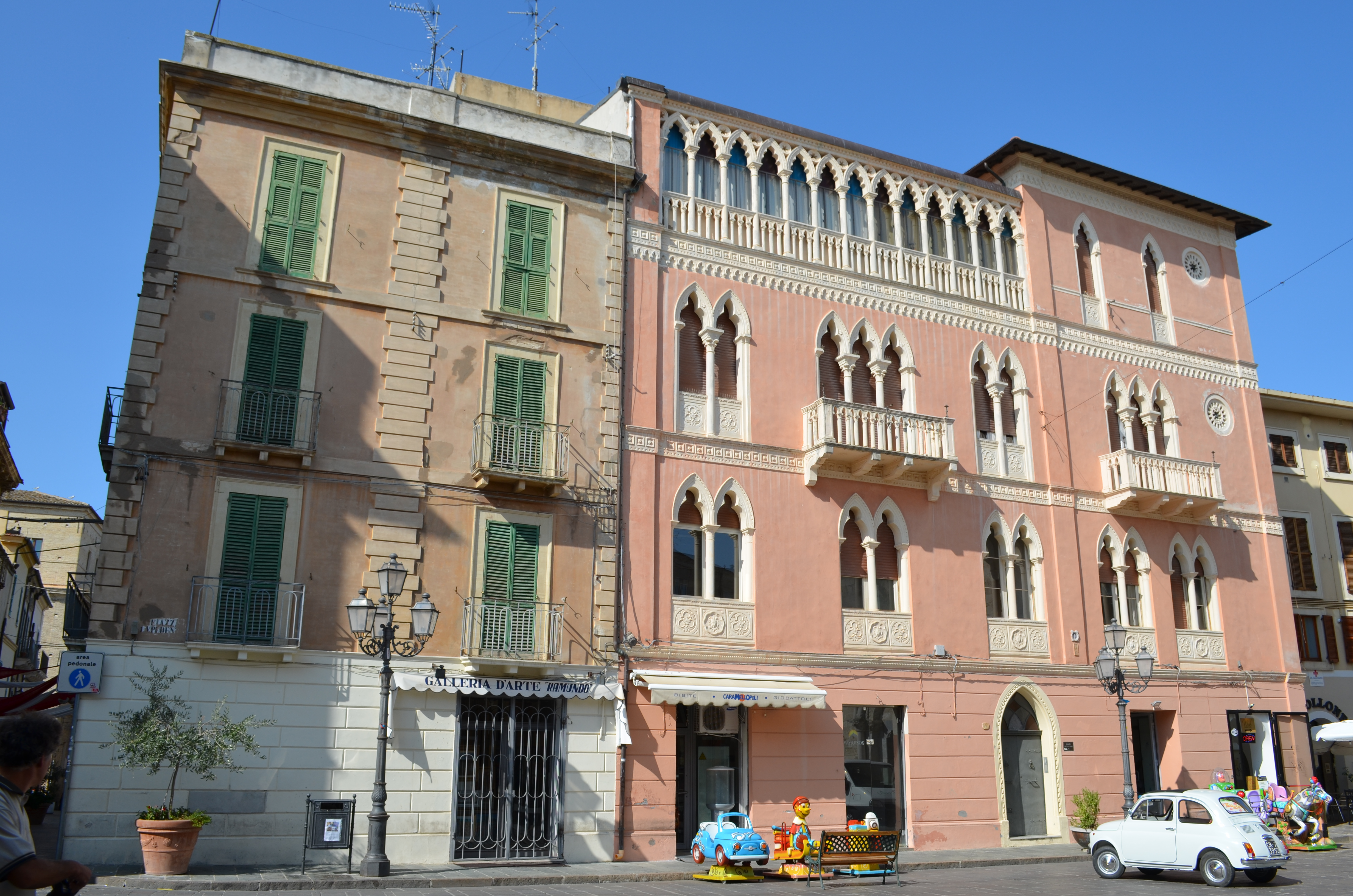
Palazzo Ritucci Chinni a Vasto

Sempre nella metà dell'Ottocento, fino ai primi anni del secolo successivo, si andò delineando in alcune parti d'Abruzzo lo stile neogotico. Nell'architettura civile si hanno gli esempi del Palazzo Ritucci Chinni a Vasto, che rievoca il gotico veneziano, poi l'interno della stessa Cattedrale di San Giuseppe, terminato nel 1923 da Achille Carnevale, che ne curò anche i dipinti. Da questo esempio, si può ben capire come il neogotico abruzzese abbia preso tre direttrici: il neogotico d'ispirazione veneziana, presente soprattutto nell'architettura civile del teramano, come l'ex hotel Garden di Pineto, il santuario della Madonna dello Splendore di Giulianova e l'antico Palazzo del Credito Abruzzese di Alfonso De Albentiis a Teramo presso la Piazza E. Orsini, prima della demolizione e ricostruzione della Banca BNL negli anni '60.
Negli anni '20 fu restaurato anche l'antico santuario della Madonna delle Grazie fuori Teramo, e da qui si può comprendere come l'eclettismo abbracciò sia questo stile della Serenissima, sia il tardo romanico pisano-toscano, per quanto concerne la decorazione a colonne binate bianco-verdi, presenti nel santuario di Giulianova, a Teramo, e anche nel santuario della Madonna delle Grazie di Monteodorisio, ne vastese. Addirittura in questo caso venne dipinto il soffitto riproponendo il modello stellato di Giotto nella cappella degli Scrovegni.

### Eclettismo in provincia di Teramo e Pescara

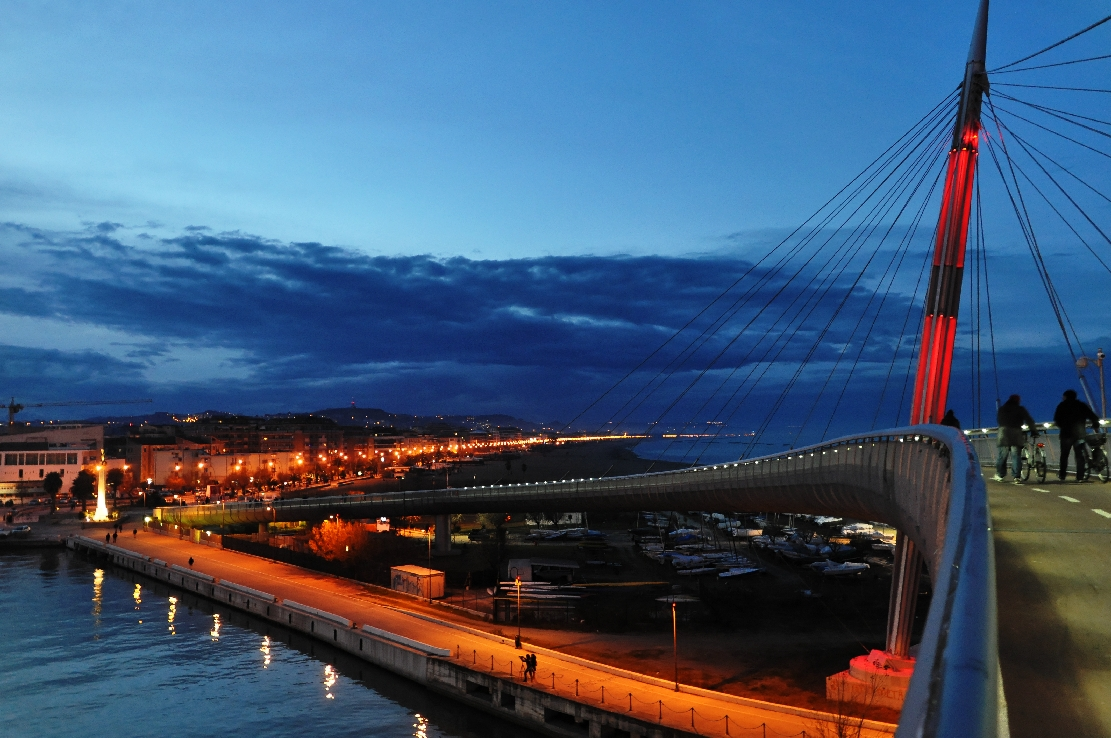
Ponte del Mare

La seconda direttrice fu quella del gotico-liberty, usata a Lanciano in alcuni palazzi del centro storico, a Valle Castellana nel Castello Bonifaci, e nel Castello Della Monica di Teramo, vero e proprio borgo medievale costruito nel tardo Ottocento dall'architetto Gennaro Della Monica, su modello di quello di Torino, la cui architettura è un trionfo di interpretazioni di tutte le forme d'arte del Medioevo, del moresco, e dello stile orientaleggiante del liberty.

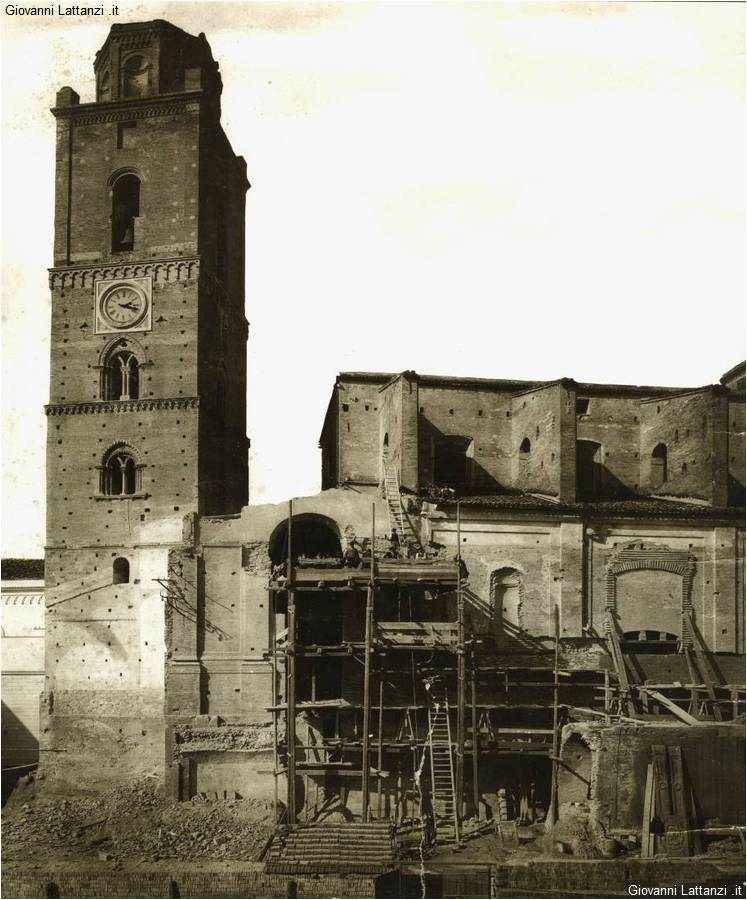
Lavori di rifacimento dell'esterno del Duomo di San Giustino a Chieti

Infine la terza direttrice riguardò un'interpretazione del gotico tutta abruzzese, i cui casi di maggior interesse erano delle villette presenti nella campagna tra Chieti e Pescara, distrutte dalla guerra e dalla speculazione edilizia. Una delle architetture più interessanti e più antiche in stile neogotico era Villa Sabucchi a Pescara, prima del 1927 nel comune di Castellammare Adriatico, dove soggiornò anche Vittorio Emanuele II nel 1860, composta a forma di castello medievale con quattro grandi colonne-torri angolari, che terminavano a cuspide conica, e finestre bifore a sesto acuto. Si trovava nell'attuale parco "Villa Sabucchi", all'incrocio di viale Bovio con via del Milite Ignoto, a causa dei bombardamenti fu danneggiata e non più restaurata, finché non la si demolì.

### Neogotico a Chieti
A Chieti il caso più eclatante del neogotico abruzzesi, da una parte molto discusso, dall'altra apprezzato, è l'esterno della Cattedrale di San Giustino. Il Duomo Teatino, prima degli anni '20 del Novecento, si presentava in forme prettamente barocche, eccetto il campanile, che oggi si presenta in tre fasce ben distinte: la base in pietra dell'antica struttura normanna, la fascia centrale gotico-rinascimentale del XV secolo, e la cuspide su tamburo ricostruita nel Novecento dopo che il terremoto del 1703 distrusse quella storica. Dunque dal 1926 agli anni '30, la cattedrale fu interessata da un massiccio lavoro di rifacimento dell'esterno, che previde la costruzione del nuovo portale d'ingresso in stile gotico, con l'arco a tutto sesto romanico, e la ghimberga maggiore in stile trecentesco, poi il loggiato laterale con archetti incrociati, del tutto assenti nella precedente costruzione, il rosone della facciata maggiore, seminascosto dal campanile, e il rosone del braccio destro del transetto che si affaccia sulla piazza, oltre alla cupola ottagonale. I segni del mancato completamento di questo imponente lavoro di trasformazione sono evidenti soprattutto nel braccio sinistro del transetto, coperto dalla mole del Seminario Vescovile, dove si trova il finestrone barocco. Lungo il lato prospiciente la piazza, furono riaperte anche delle monofore a sesto acuto.

## Architettura novecentesca

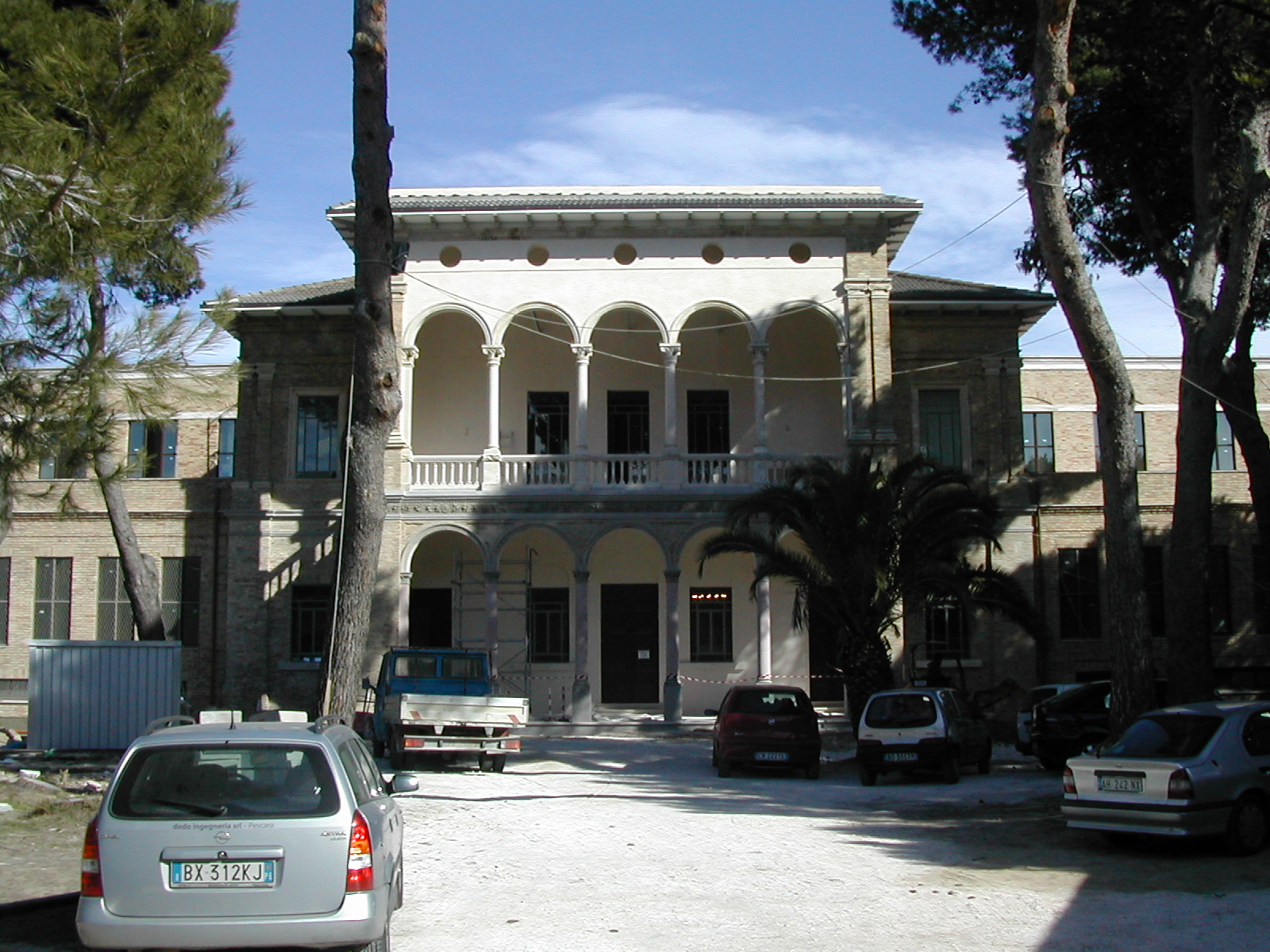
Ex Kursaal dell'Aurum a Pescara, storico stabilimento balneare della Marina Sud, poi liquorificio, ora sala convegni

Il movimento artistico cercò ispirazione nella forza della linea, nel tema floreale e vegetale, nella natura in generale, negli andamenti sinuosi dei tralci e nelle figure fitomorfe, animali e umane, combinate a volute, a elementi di fantasia oppure a quelli iconici e stilistici derivanti dall'arte giapponese. Nella decorazione delle architetture si trovano materiali nuovi, come il cemento armato in sostituzione della pietra, successioni ritmiche di elementi ricorrenti come le piastrelle in maiolica; ma è nelle ringhiere in ferro battuto che la ricerca artistica prende distanza, abbandonando il modello sulmonese-pescolano dell'epoca barocca.
Il liberty fu applicato in Abruzzo a tutte le discipline, dall'architettura alla pittura e alla scultura, i cui massimi esponenti furono Francesco Paolo Michetti, Basilio Cascella e Costantino Barbella, ma anche Antonino Liberi, Vicentino Michetti e Paolo De Cecco; nell'architettura, ribadendo il concetto di continuità tra esterno, interno e arredamento, la nuova tendenza assurse quasi a livello "stile", maggiormente diffuso nelle ville private, negli edifici industriali, nei teatri, nei cinematografi, nei teatri e nelle sale espositive.
I centri maggiori dell'Abruzzo beneficiarono dello stile, nell'ambito di progetti nuovi urbanistici, di allargamento dei nuclei abitativi oltre gli storici confini delle mura. In Abruzzo il liberty appare in toni pacati, e non sempre d'immediata identificazione, oppure si riduce a puro apparato decorativo in edifici d'impostazione eclettica. Per il caso di Lanciano, oltre al corso, venne ornato di villini anche il viale dei Cappuccini, per cui venne chiamato anche il famoso artista Gino Coppedè, che completò la villa omonima, e il Palazzo De Angelis sul corso Trento e Trieste, e Villa Marcantonio a Mozzagrogna, a mo' di palazzotto neorinascimentale fiorentino.

### Arte di Regime

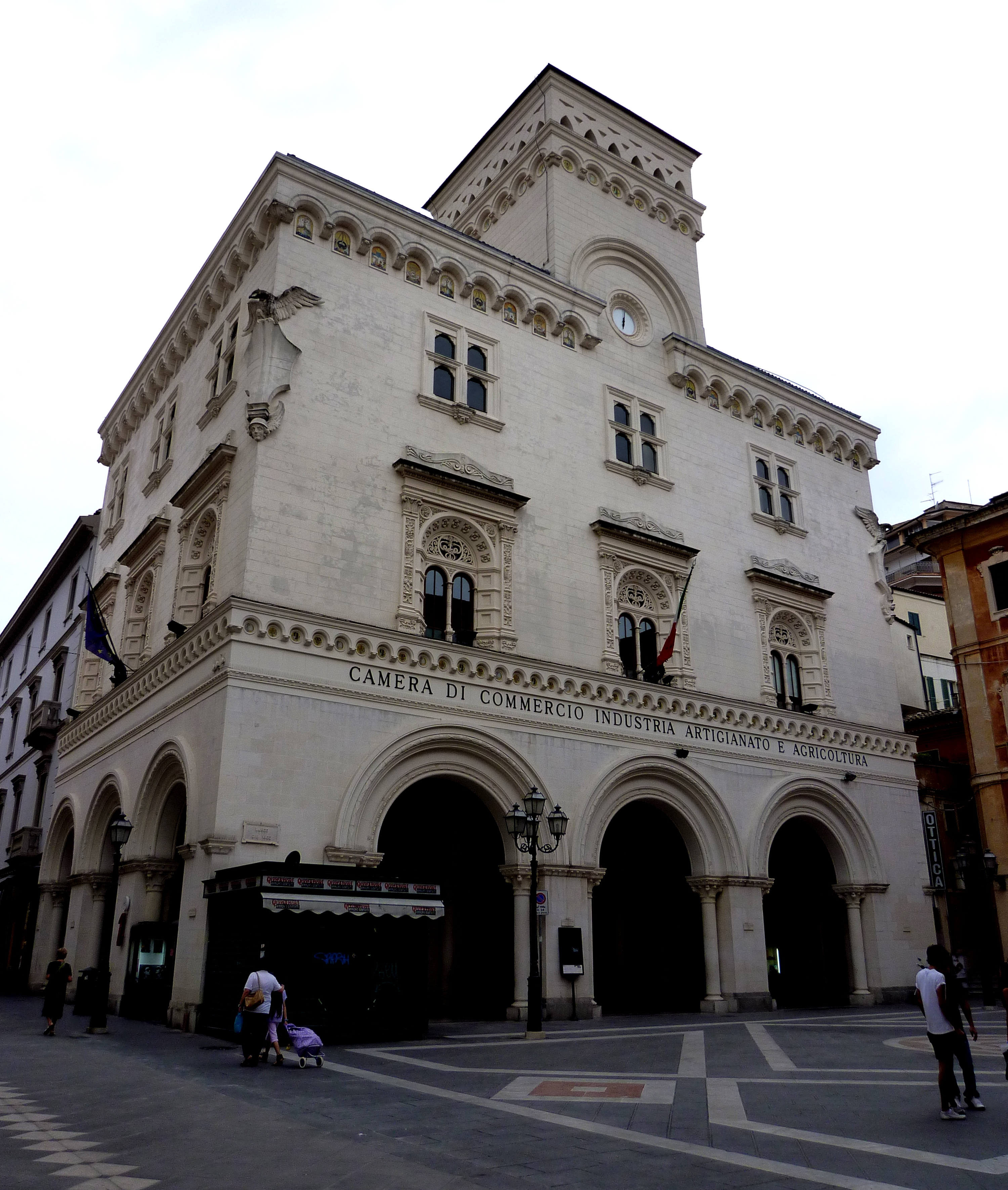
Palazzo della Camera di Commercio di Chieti

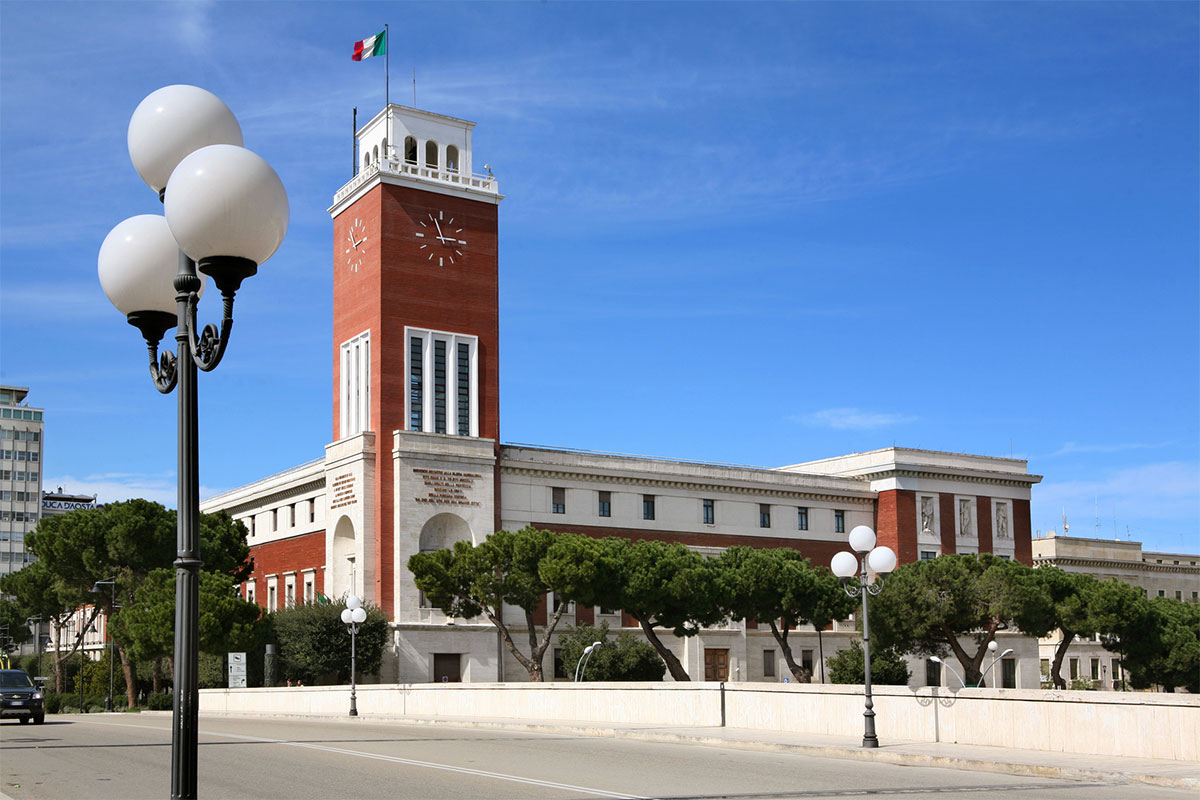
Palazzo di Città a Pescara

Il programma di monumentalizzazione dei principali palazzi di rappresentanza, durante il fascismo, prese definitivo avvio dalla metà degli anni '20. L'eclettismo continuò a perdurare, anche nel campo scultoreo e pittorico, fino agli anni '30, ovvero parlando di quell'interpretazione in chiave moderna, ma ancora legata ai canoni classici ottocenteschi, che subirà la definitiva rottura con l'arrivo del razionalismo, che sarà lo stile tipico del Regime.
Parliamo dei casi del Palazzo delle Poste di Chieti, Teramo e L'Aquila, completati tra il 1925 e il 1927, che assumono l'aspetto del tipico modello ottocentesco del grande palazzo a più piani, scandito da cornici, paraste, avancorpi aggettanti, e ordini di finestre a timpani curvilinei e triangolari, e con le finestre degli avancorpi centrali più ornate, e arricchite da balconate per i discorsi.
Le prime forme architettoniche del fascismo, come visto, ebbero sviluppo nella Marsica e L'Aquila, poi nelle altre città, dove palazzi storici vennero requisiti per installare la casa del Fascio, e successivamente in alcuni casi, come a Sulmona, vere e proprie case moderne del Fascio vennero realizzate negli anni '30. Nel 1924 l'architetto Camillo Guerra realizzò a Chieti il Palazzo delle Corporazioni Agricole, ossia l'attuale Camera di Commercio in Piazza Vico. Lo stile è un unicum in Abruzzo, un misto di arte medievale dei palazzi delle Arti e di romanico abruzzese per quanto concerne la torre centrale dell'orologio, in riferimento agli antichi campanili-fortezza delle abbazie benedettine. Uno dei migliori esempi di architettura razionalista in Abruzzo è il Palazzo di Città a Pescara, completato nel '35.

### I danni della seconda guerra mondiale

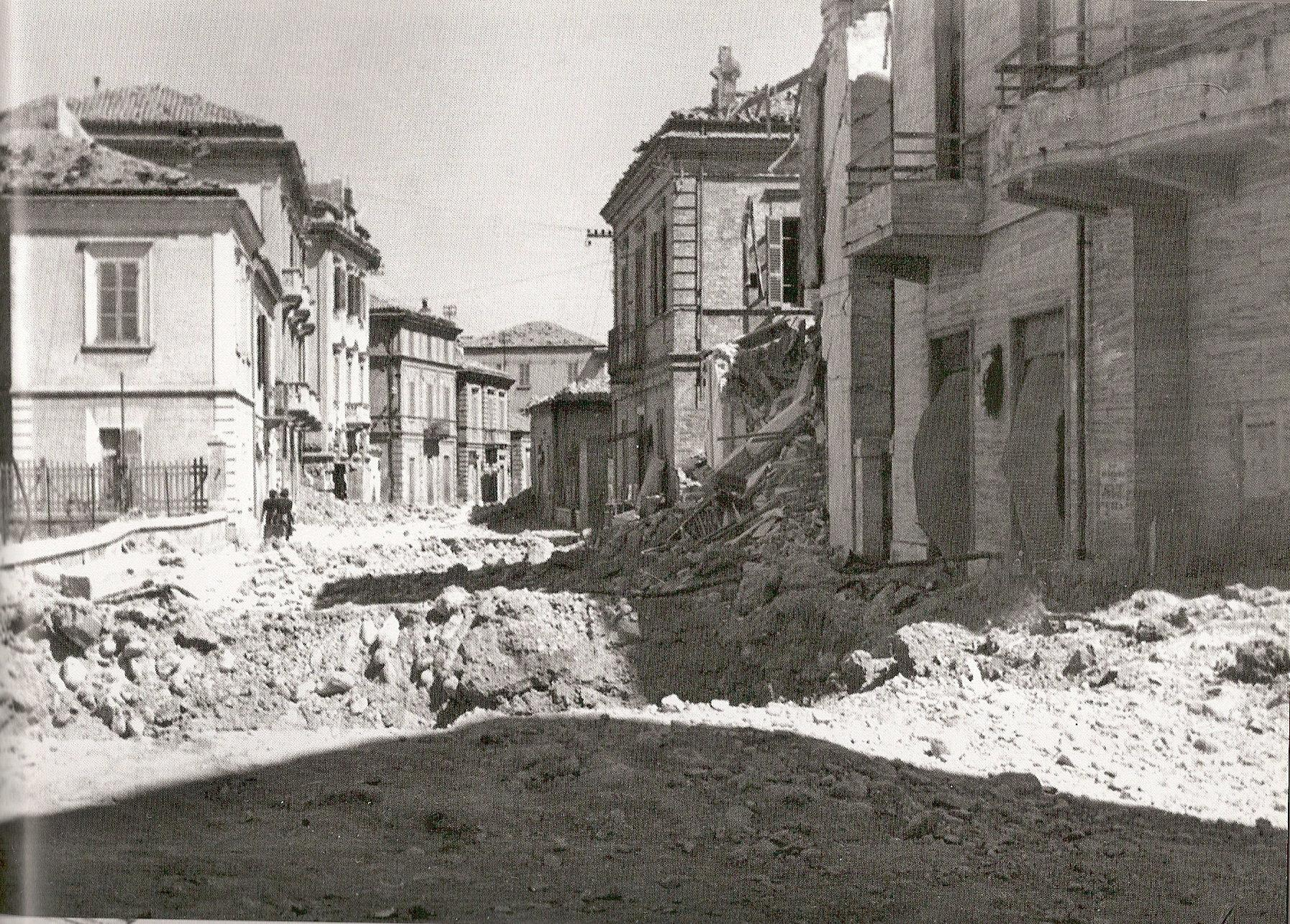
Macerie in via Ravenna, Pescara

Le città maggiormente danneggiate risultarono Ortona, Orsogna, Canosa Sannita, Miglianico, Lettopalena, Montenerodomo, Torricella Peligna, Roccaraso, Ateleta, Castel di Sangro e Taranta Peligna, nonché la città stessa di Pescara, insieme ad Avezzano, che tra l'agosto del 1943 e l'aprile del 1944 subirono pesantissimi bombardamenti a tappeto da parte degli alleati.

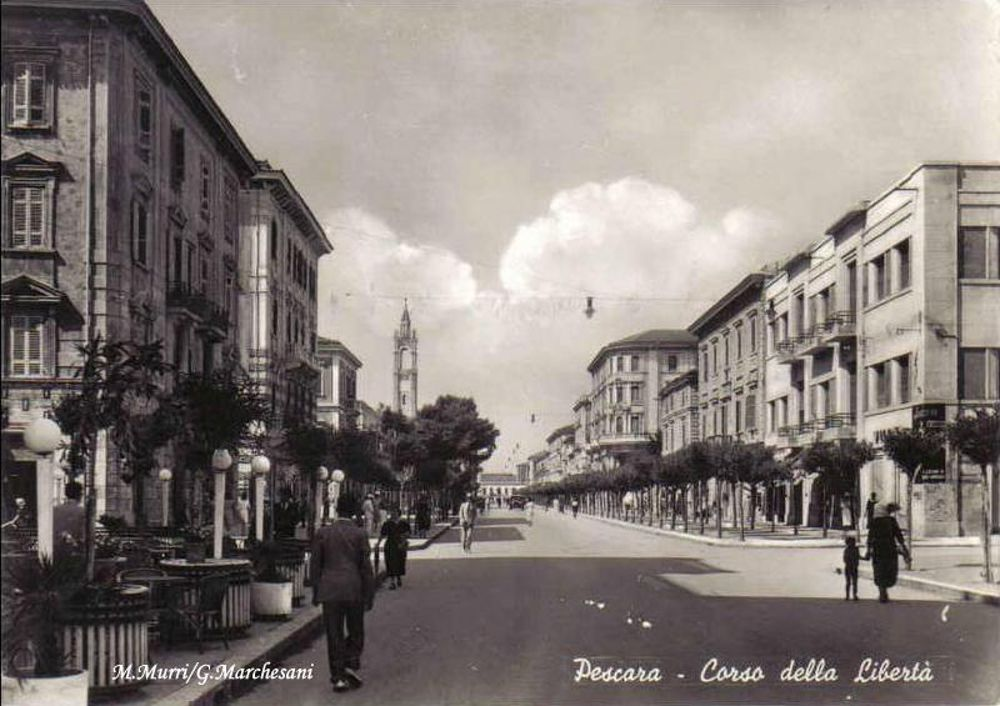
Pescara, Corso Umberto I dal mare, prima della guerra; il campanile del Sacro Cuore, si nota sulla destra il palazzo Muzii, e la schiera di palazzi, sulle cui rovine, dopo il bombardamento del 31-08-1943, sarà aperta la piazza Salotto o della Rinascita

Di queste due città andò perso per sempre il 70% del tessuto urbano antico, benché Avezzano già lo avesse perduto col terremoto del 1915, ma i danni bellici gravarono maggiormente sui complessi del castello Orsini e della chiesa di San Giovanni Battista, ancora in piedi. Invece Pescara perse le chiese di San Giacomo e del Rosario nel quartiere Porta Nuova, i palazzi in stile eclettico che erano stati eretti sul corso Umberto I e sul Corso Vittorio Emanuele. Il bombardamento del 31 agosto e del 14 settembre 1943 rasero al suolo la piazza centrale, dove nel 1948 venne rifatta la Piazza della Rinascita o Salotto, con edifici completamente nuovi.
I danni negli altri centri furono ingentissimi a Ortona, con la perdita di parte del castello, delle chiese di San Domenico, San Francesco e del convento di Santa Maria dei Frati Osservanti, e di parte del corso Vittorio Emanuele, nonché di metà della cattedrale di San Tommaso, minata dai tedeschi il 21 aprile 1943.

### I danni a Ortona, Orsogna, Francavilla
Orsogna, divenuta una fortezza inespugnabile perché difesa dai tedeschi, così come Francavilla al Mare, fu occupata dagli alleati solo nel quarto assalto alleato dell'aprile 1944, ma ormai era ridotta a un ammasso di macerie per i cannoneggiamenti e i bombardamenti alleati, andarono perduti per sempre la vecchia chiesa i San Rocco, rifatta in uno stile non conforme all'originale barocco-gotico, con porticato sulla Piazza Mazzini, il castello dei Colonna in Piazza Mazzini, e la chiesa della Madonna del Rifugio, posta davanti alla parrocchia di San Nicola, che venne rifatta seguendo lo stile settecentesco originale. Interi quartieri come il Borgo Romano e quello di San Giovanni, con annessa chiesa, furono cancellati dalla storia. Lo stesso valse per Francavilla con la distruzione del Colle Civita, in cui andarono persi la chiesa madre di San Franco, rifatta da Ludovico Quaroni nel 1948 in stile moderno, e una casa risalente al XIV secolo, insieme alla cinta muraria con tre torri di avvistamento, di cui si conserva la Torre Ciarrapico. Anche il kursaal dell Sirena, di Antonino Liberi, luogo ricreativo della riviera in stile eclettico, realizzato dal pescarese alla fine dell'Ottocento, rimase distrutto e fu rifatto daccapo nel 1947, e considerato il simbolo della rinascita francavillese, benché realizzato in uno stile del tutto differente.

#### I centri della Majella
Altra sorte drammatica subirono i centri di Lettopalena, Gessopalena e Roccaraso, con la sistematica distruzione tedesca per mezzo della "terra bruciata", ossia minando casa per casa i paesi, in modo da non far trovare agli alleati alcun luogo di riparo o dove trovare rifornimenti. Fu così che questi centri, dall'aspetto ancora medievale e rinascimentale, come Roccaraso, che conservava la torre civica dell'antico castello, e il teatro Angeloni, il primo ad esser stato costruito in Abruzzo nel XVII secolo, furono definitivamente cancellate, venendo fatte saltare in aria dalla furia tedesca. La ricostruzione celere del dopoguerra, soprattutto di Roccaraso per riprendere l'attività turistica del resto come nei casi di Ortona e Francavilla sul mare, non tenne affatto conto dell'antico tessuto edilizio.

### La ricostruzione postbellica

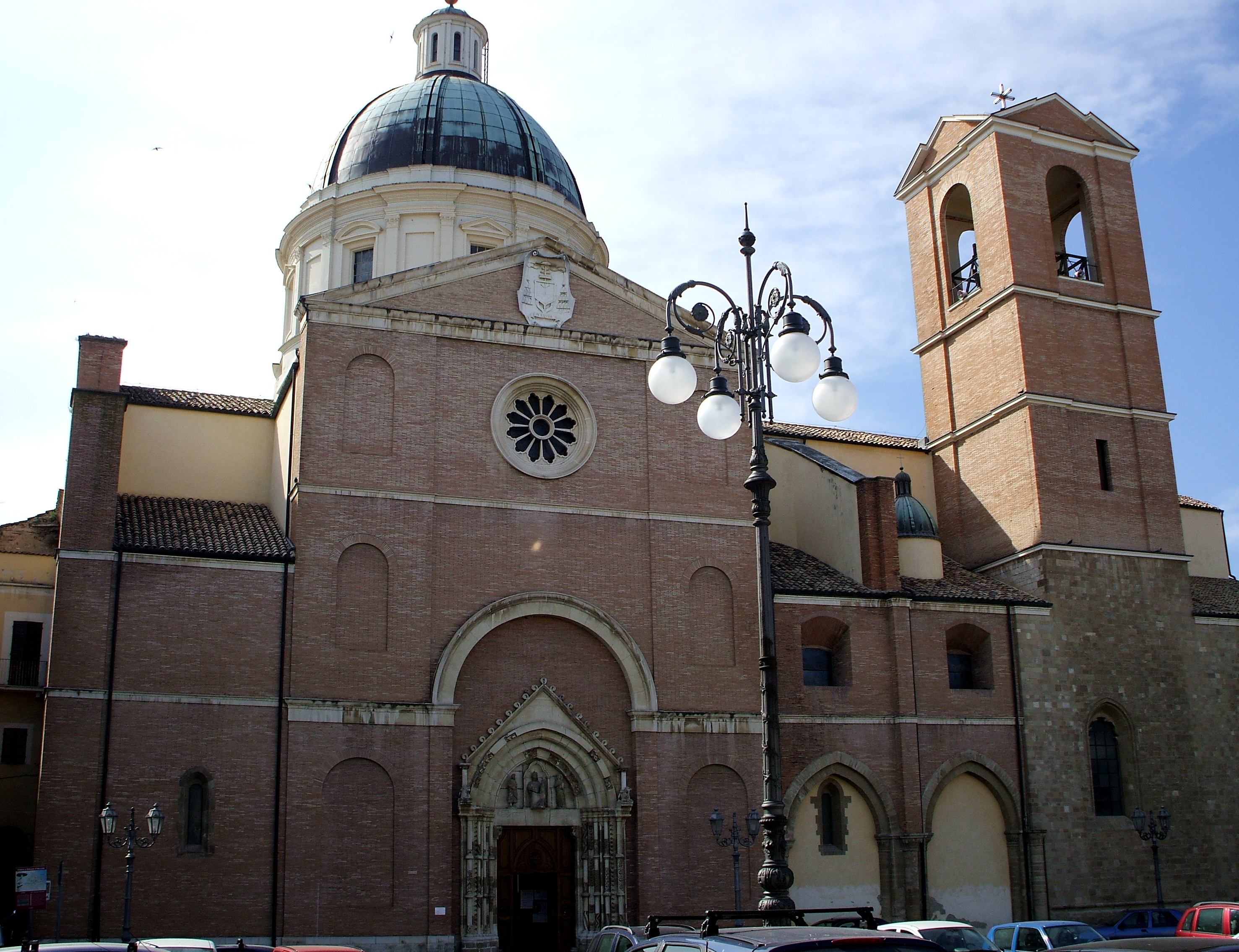
La Basilica di San Tommaso ad Ortona oggi, nella ricostruzione in stile misto del 1946-49

### Centri distrutti, mancato rispetto dell'originale
Benché siano andate distrutte, a Pescara vennero realizzate anche altre opere d regime, come il Ponte Littorio a collegamento di Pescara vecchia con il corso Vittorio Emanuele, adornato delle statue di D'Antino, e la centrale del Latte nella zona del circuito, demolita scelleratamente nel 2010.
Dopo la seconda guerra mondiale, una parte del patrimonio architettonico e storico abruzzese andò definitivamente perso, soprattutto per quanto riguarda Ortona, Pescara, Francavilla al Mare, Orsogna e i borghi della Majella orientale, da Gessopalena a Lettopalena. La ricostruzione in certi casi si occupò di restituire alle architetture il loro aspetto originario, in altre, come nei casi più drastici di Ortona, Orsogna e via dicendo, vennero sperimentate nuove forme, specialmente per i monumenti principali quali la Cattedrale di San Tommaso Apostolo, che però fecero grandemente discutere.
Infatti la cittadina di Orsogna ad esempio, benché Ortona abbai ancora conservati ampi tratti del centro storico, ha quasi interamente perdute, alla pari di Lettopalena e Montenerodomo, l'antico aspetto, con chiese completamente rifatte in contrasto con l'antica architettura, e palazzi moderni senza valore artistico edificati sugli storici, come l'edificio eretto sopra l'antico castello dei Colonna su piazza Mazzini.

### Il purismo medievalista di Mario Moretti
Si tratta di una corrente di pensiero che attraversò tutta l'Italia negli anni '60 e '70, ossia quando le Soprintendenze dei Beni Materiali e Archeologici delle regioni italiane stanziarono soldi per campagne di ricerca e restauri delle principali chiese italiane, grazie in particolar modo ai fondi della Cassa per il Mezzogiorno, soprattutto furono interessate quelle chiese che mostravano un esterno romanico e un interno che furono nei secoli manomessi da ricostruzioni e aggiunte barocche, furono letteralmente epurate da queste sovrapposizioni, per riportare le chiese alla purezza originaria. In Abruzzo molte chiese principali costruire nell'era del romanico e del gotico, già all'epoca di Gavini, come egli denunciava, erano state interessate dall'aggiunta di superfetazioni barocche e tardo barocche.

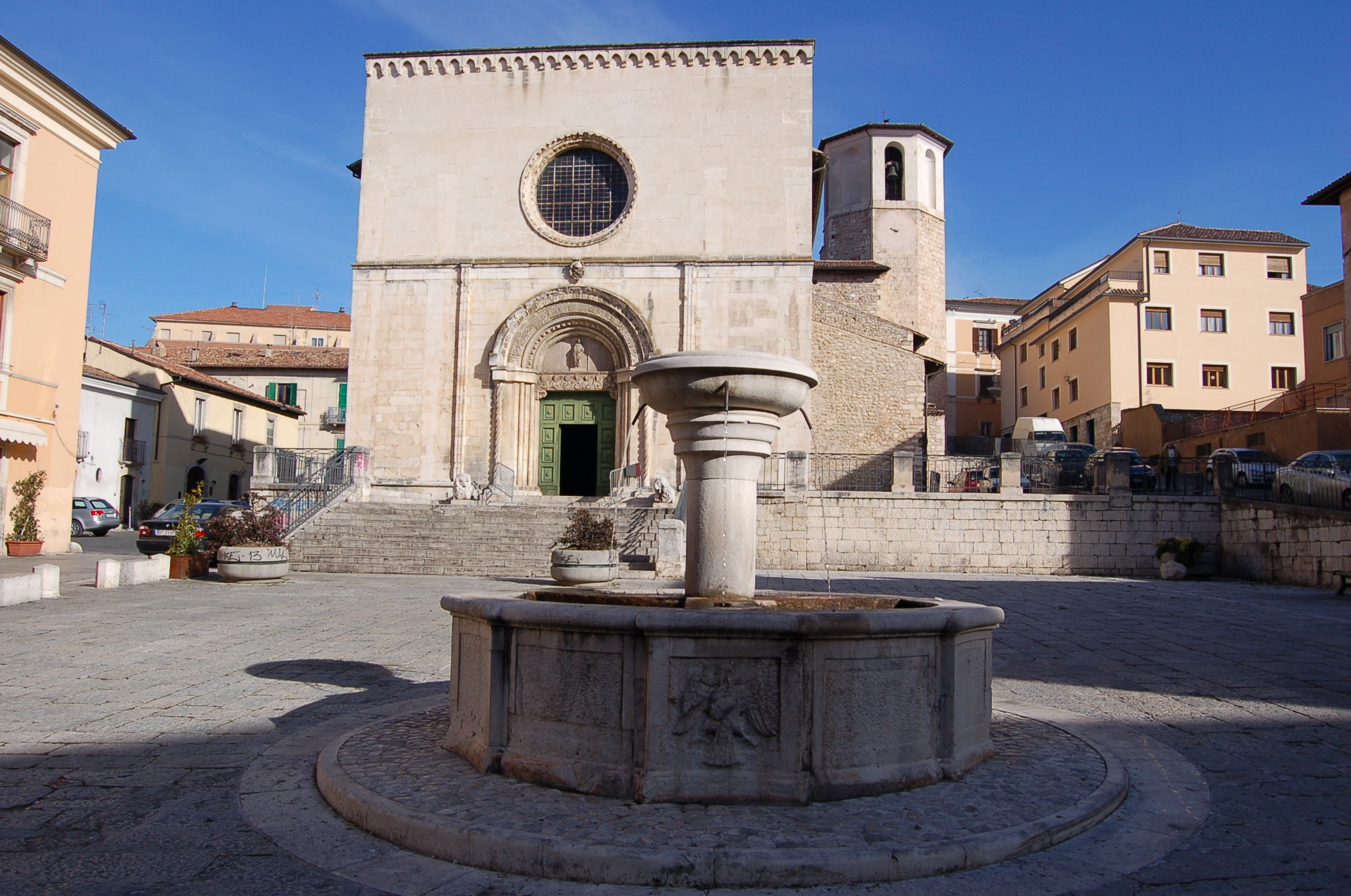
Prospetto della chiesa di San Pietro a Coppito, L'Aquila, la facciata fu ricostruita ex novo da Moretti sopra quella barocca, post sisma 1703

Ossia il Duomo di Santa Maria Assunta di Teramo ad esempio, nel piano di restauro dei grandi complessi monastici abruzzesi, venne "epurato" della presenza di altre architetture civili, seguendo la tecnica mussoliniana del monumento antico che deve trionfare isolato dalle altre costruzioni. Per cui anche lo storico arco del Monsignore del XVI secolo venne distrutto. Mario Moretti, impugnando una idea giudicata da alcuni anacronistica e deleteria, decise di liberare le principali chiese abruzzesi dalla patina barocca o neoclassica. Già il Duomo di Teramo fu riportato negli anni '30 allo stile sobrio romanico, eccezione per la cappella di San Berardo con stucchi e dipinti manieristi di Sebastiano Majeweski, col polittico di Jacobello del Fiore, mentre dal 1968 al 1974 la maggioranza dei monasteri abruzzesi quali San Bartolomeo di Carpineto, San Giovanni in Venere, San Clemente a Casauria, San Liberatore alla Majella, Santa Maria della Tomba di Sulmona, insieme a Santa Maria di Collemaggio dell'Aquila, San Pietro di Coppito, San Silvestro, San Marciano, e Santa Maria Maggiore a Lanciano subirono drastici rifacimenti negli interni. Il progetto di Moretti era di ripristinare l'aspetto romanico o gotico, coperto o danneggiato dagli interventi successivi barocchi. Per questo interni anche preziosi, come soprattutto quello col soffitto di Panfilo Ranalli di Collemaggio, e gli altari laterali a stucco del Bedeschini, vennero smantellati per portare alla luce gli altari medievali con i dipinti di Saturnino Gatti e seguaci, oppure gli archi ogivali dei pilastri delle navate.
In certi casi, come nella chiesa di San Silvestro, fu importante il ritrovamento di affreschi rinascimentali della bottega di Francesco da Montereale e di Silvestro di Giacomo da Sulmona, ma in altri, come in Collemaggio, soprattutto per la difformità stilistica dell'interno delle navate con le cappelle laterali barocche, come quella di Celestino V, presentano tracce evidenti di forzatura storica.

### Il neoromanico novecentesco
A queste campagne di restauro dei monumenti antichi abruzzesi, gli architetti contemporanei risposero con la costruzione e il restauro di chiese seguendo una corrente neomedievalista romanica. Così furono restaurate seguendo uno stile romanico le facciate della chiesa di Santa Maria del Lago di Moscufo, e l'abbazia di Santa Maria Arabona, che non avevano mai visto completare l'ingresso. Altre chiese, sorte ex novo e restaurate seguendo lo schema romanico-gotico, furono:
Lista parziale

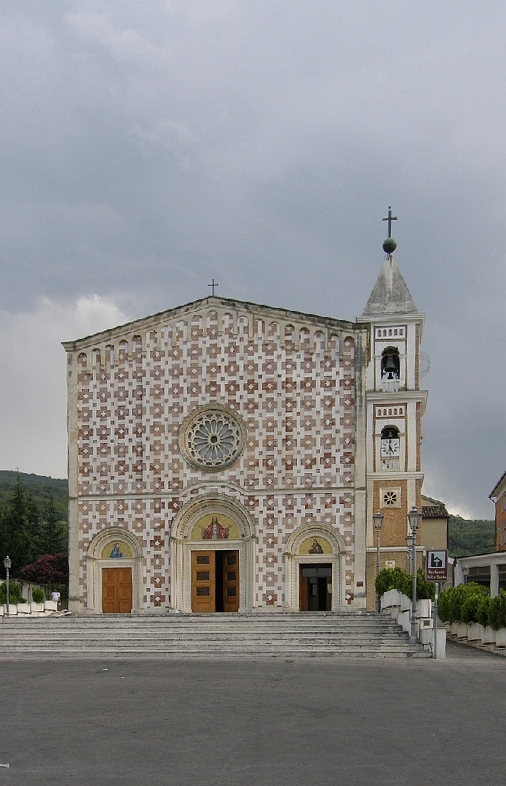
Prospetto del santuario del Volto Santo di Manoppello

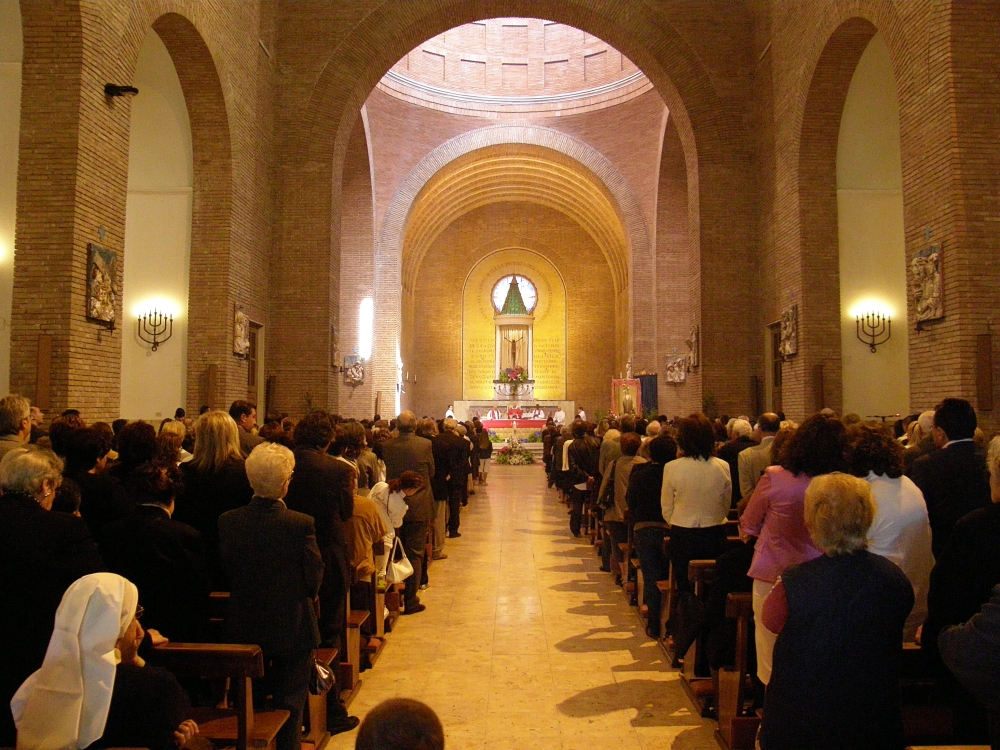
Interno del santuario del Cuore Immacolato di Maria, Pescara

- Parrocchia di Santa Maria Assunta - Cortino
- Chiesa di San Lorenzo - San Buono
- Chiesa madre di San Salvatore - Pollutri
- Chiesa di San Rocco - Castelfrentano
- Chiesa della Madonna del Buonconsiglio - Castelfrentano
- Chiesa della Madonna delle Piane - Chieti
- Chiesa di Sant'Antonio di Padova e convento dei francescani - Pescara
- Santuario del Cuore Immacolato di Maria - Pescara
- Chiesa della Madonna del Santissimo Rosario - Pescara (primo progetto di Paride Pozzi)
- Varie chiese di campagna della provincia di Teramo
- Chiesa dei Cappuccini - Penne
- Cattedrale di San Tommaso - Ortona (aggiustamenti della facciata con il rosone)
- Chiesa di San Rocco - Orsogna, ricostruzione ex novo dopo la guerra
- Chiesa madre dei Santi Filippo e Giacomo - Canosa Sannita, ricostruzione ex novo dopo la guerra
- Chiesa di Santa Marina martire - Tollo (cimitero), ricostruita ex novo dopo la guerra
- Chiesa della Madonna dei Sette Dolori - Vasto (viale Mazzini), restauri neoromanici
- Chiesa di Maria Santissima Incoronata e convento dei Cappuccini - Vasto, restauri neoromanici
- Convento di San Lorenzo dei Cappuccini - Caramanico Terme, restauri neoromanici posticci
- Chiesa di San Liberatore - Atri, restauro pseudoromanici
- Chiesa di San Giuseppe - San Salvo: rifacimento totale della facciata nel 1965, eliminando le uniche testimonianze dell'antica abbazia cistercense di San Salvo, con demolizione del portale e della torre
- Santuario della Madonna dei Miracoli  - Casalbordino, alcuni dettagli
- Chiesa parrocchiale di Santo Spirito - Pescara, del 1962, progetto neoromanico
- Chiesa della Madonna del Porto - San Vito Chietino, progetto
- Santuario del Volto Santo - Manoppello, rifacimento totale della chiesa, facciata posticcia copia di Santa Maria di Collemaggio (1965) e interno pseudo neoclassico
- Chiesa di Santa Maria Pellegrina - Sulmona - viale della stazione

## Il sacco di Teramo durante l'era Gambacorta
In Abruzzo soltanto questa città, superando perfino Chieti, riuscì in pochi anni a distruggere in merito del progresso, ma in realtà della speculazione edilizia, il centro storico. Si tratta di un processo che è maturato sin dai primi anni del fascismo, con sostanziali modifiche al tessuto urbano, l'allargamento del Corso San Giorgio con la perdita di Porta Due di Coppe, la demolizione dello storico complesso dei Benedettini di San Matteo per allargare la Prefettura, la demolizione di Casa Antonelli sul Corso di Porta Romana, con la conseguente traslazione della storica lapide delle "male lingue" (questa citata anche dallo storico Muzio Muzii nel suo trattato del XVI secolo) nel Comune, e la modifica, su progetto di Francesco Savini, assai radicale e contestata degli interni barocchi del Duomo nel 1933 per riportarli allo stato originario romanico, dell'esterno e dell'interno della chiesa di San Domenico a Porta Romana, del rifacimento totale mediante abbattimento del santuario della Madonna delle Grazie in stile neogotico, e via dicendo.
Tuttavia il culmine di questa cosiddetta follia aggressiva al centro storico teramano fu prodotta durante il ventennio dell'amministrazione di Carino Gambacorta a partire dal 1959, con la demolizione in Corso San Giorgio dello storico teatro comunale, per erigervi la Standa.

### Le demolizioni del centro storico teramano
Nel 1956 circa venne demolito lo storico cine-teatro Apollo in stile liberty francese, poi nel '59 fu la volta del teatro comunale del 1868, grave perdita per il patrimonio artistico teramano; successivamente le demolizioni riguardarono alcune case dei rioni San Leonardo (come il palazzo Pompetti in Largo Torre Bruciata per favori gli scavi archeologici della domus romana), e la demolizione della medievale Casa Bonolis per la costruzione di un palazzo moderno (corso De Michetti, presso la chiesa di Sant'Antonio), lasciando soltanto i portici del XIV secolo; del rione Santo Spirito, demolizioni effettuate nell'area del teatro romano. Altre distruzioni riguardarono soprattutto il rione di Santa Maria a Bitetto, dove molte case di via del Sole, e di Piazza del Carmine, appartenenti al Medioevo e al primo Cinquecento, vennero completamente rase al suolo, con l'eccezione della chiesa della Madonna del Carmine, per realizzare la moderna via Francesco Savini, parallela del Corso De Michetti.
Nel piano era compresa la demolizione anche del piazzale del Sole, e dunque anche della Casa Urbani, una delle residenza civili più antiche di Teramo (XII-XIII secolo).
Mentre la città si sviluppava sia a ovest sia a est, nei quartieri Castello, Piano della Lenta, Colleminuccio, Madonna della Cona, San Nicolò e Colleatterrato, le demolizioni continuarono nel quartiere San Giorgio, con la distruzione del Palazzetto del Credito Abruzzese, realizzato in stile neogotico da Alfonso De Albentiis (1925), dei giardini del Palazzo Delfico in via d'Annunzio con la Fontana delle Piccine, e con l'atterramento completo della Piazza della Cittadella, rinominata Piazza Martiri Pennesi. Il piazzale fu ricostruito daccapo dalle antiche strutture ottocentesche, incluso l'Albergo Giardino, con palazzine di modesto gusto estetico e criterio artistico.

### Speculazioni edilizie in Abruzzo
Questi lavori furono fatti similmente anche in altre città di rilievo abruzzesi, a Lanciano e Chieti: nella prima lo storico Palazzo delle Poste, coevo del Palazzo De Simone in stile liberty lungo il corso Trento e Trieste (in stile liberty degli anni '20), venne distrutto per la Standa, mentre a Chieti il già gravato rione San Paolo (piazza Tenpli, via Spavevta, via Vezio Marcello,  Largo Barbella) venne smantellato con la costruzione dell'ex INAIL su via Spaventa e con il grattacielo "Verlengia" sopra il settecentesco palazzo Lanciano.
Presso il corso Marrucino all'altezza della Banca d'Italia l'antico Palazzo Lepri, a fianco il Vescovado, venne demolito per la costruzione dell'ex UPIM in stile moderno e con portici.
Tornando a Teramo, per avviarsi al contesto generale dei grandi restauri del soprintendente Mario Moretti, l'impianto del centro storico venne modificato nell'area delle due Piazze Orsini e Martiri della Libertà (anticamente Piazza Vittorio Emanuele e Piazza Cavour).
Secondo il soprintendente la cattedrale di Teramo doveva grandeggiare isolata da superfetazioni e aggiunge di abitazioni civili posticce, e tra queste architetture distrutte nel 1968 ci fu il cosiddetto Arco di Monsignore (XVIII secolo), che permetteva un collegamento tra la cattedrale e il palazzo vescovile.

## Architettura contemporanea abruzzese
Dopo la stagione dei restauri delle chiese medievali, in Abruzzo l'arte architettonica ebbe il suo massimo centro sperimentale Pescara. Infatti, dopo un periodo di stagnazione dagli anni '80 ai primi anni 2000, in cui la massima architettura d'interesse è stata La Nave di Pietro Cascella (1986), dal 2009 con l'inaugurazione del Ponte del Mare, e del Ponte Flaiano nel 2017, la città adriatica è tornata a diventare un punto di riferimento artistico in Abruzzo. Tuttavia in favore di questo nuovo aspetto moderno della città, la sua storia edilizia e identitaria fu in pochi decenni sacrificata, per via di interventi aggressivi vennero effettuati anche nel delicato contesto dei piccoli edifici della vecchia Pescara a Porta Nuova, come nel caso del viale D'Annunzio e di Piazza Garibaldi, tanto che il corso Manthonè, l'arteria principale della città antica pescarese, appare soffocato da questi nuovi edifici insistenti su via dei Bastioni e piazza Unione.

### Modernizzazione di Pescara
In questo periodo, mentre la città diveniva un laboratorio di diverse correnti architettoniche sperimentali, che hanno interessato soprattutto i monumenti pubblici per la famiglia Cascella, le chiese dei quartieri in via di sviluppo (Fontanelle, San Donato, Rancitelli) progettate da Francesco Speranzini (San Gabriele dell'Addolorata, San Giuseppe, Santa Maria degli Angeli, San Luigi Gonzaga), la nuova parrocchia dello Spirito Santo (1963) di Marcello Piacentini insieme alla chiesa di Sant'Andrea ed a quella di San Pietro Apostolo (2005) sul lungomare, Pescara divenne la principale città economica e politica d'Abruzzo. Nel 1963 venne realizzato il monumentale Teatro D'Annunzio in ricordo dei cento anni della nascita del poeta, nell'area del bastione San Vitale veniva costruito il teatro Cinema Massimo, poi nei trent'anni a seguire la monumentalizzazione della città avvenne con la realizzazione di fontane pubbliche, come quella della Meridiana, di Piazzale Le Laudi, di San Francesco, mentre alcune aree degradate della città venivano riqualificate sempre con opere di architetti quali Massimiliano Fuksas (il Palazzo della sede FATER), il complesso "Il Molino" a Porta Nuova, vicino alla stazione ferroviaria, e le Torri Camuzzi del 2011, fino all'ultimo recente progetto del nuovo Palazzo del Tribunale (2016) nel quartiere universitario.
Quanto alle altre realtà, a differenza di Pescara che si dirige sempre di più verso lo sperimentalismo architettonico, non ci sono particolari segni di innovazione, se non una progressivo propensione al decoro urbano ed estetico, con il rifacimenti monumentale dei principali assi viario e la riqualificazione di piazze, come nei casi di Lanciano (il corso Trento e Trieste) e Teramo (Piazza Martiri della Libertà e Corso San Giorgio).

## Lista delle maggiori architetture contemporanee abruzzesi

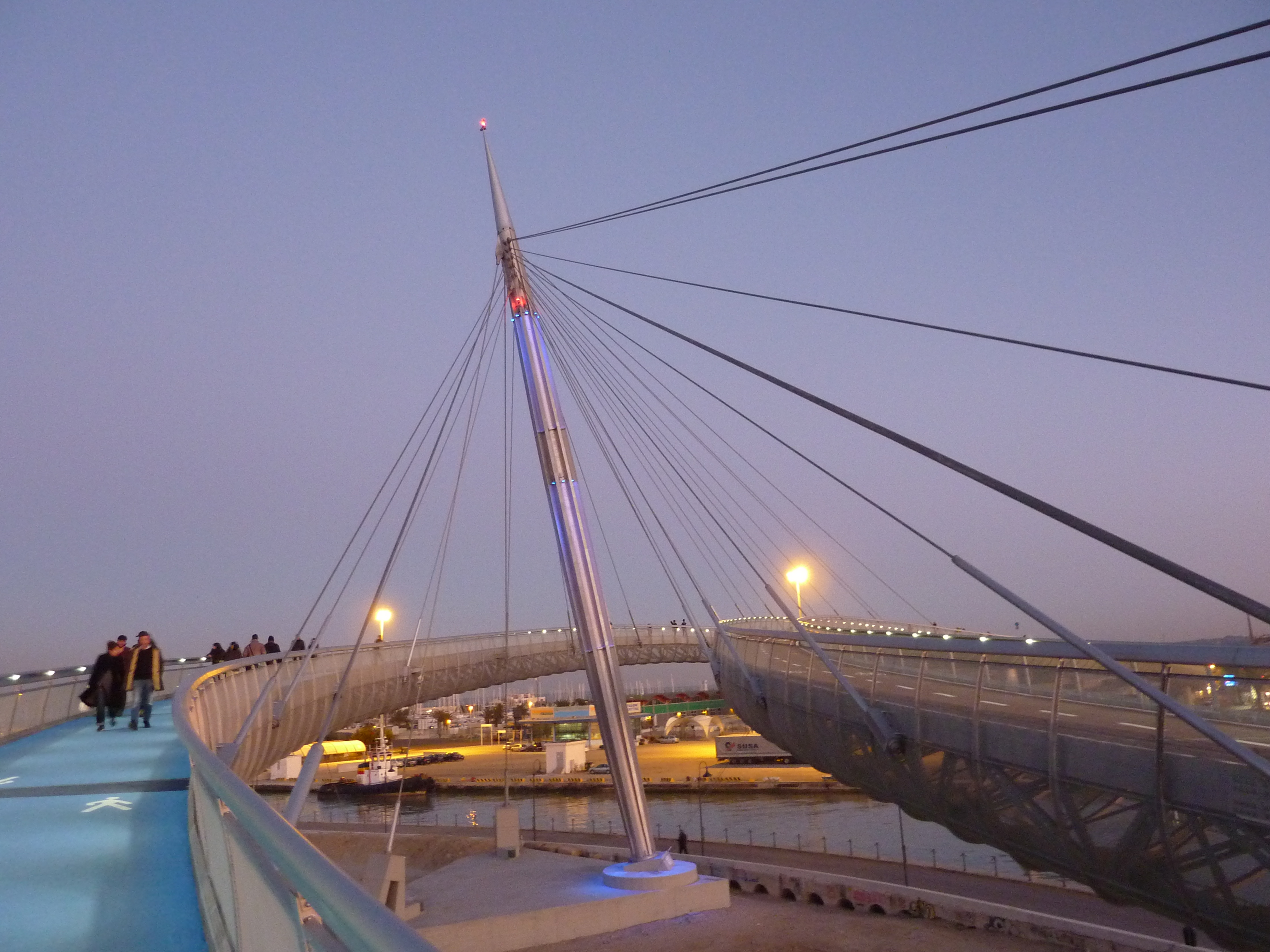
Ponte del Mare, Pescara

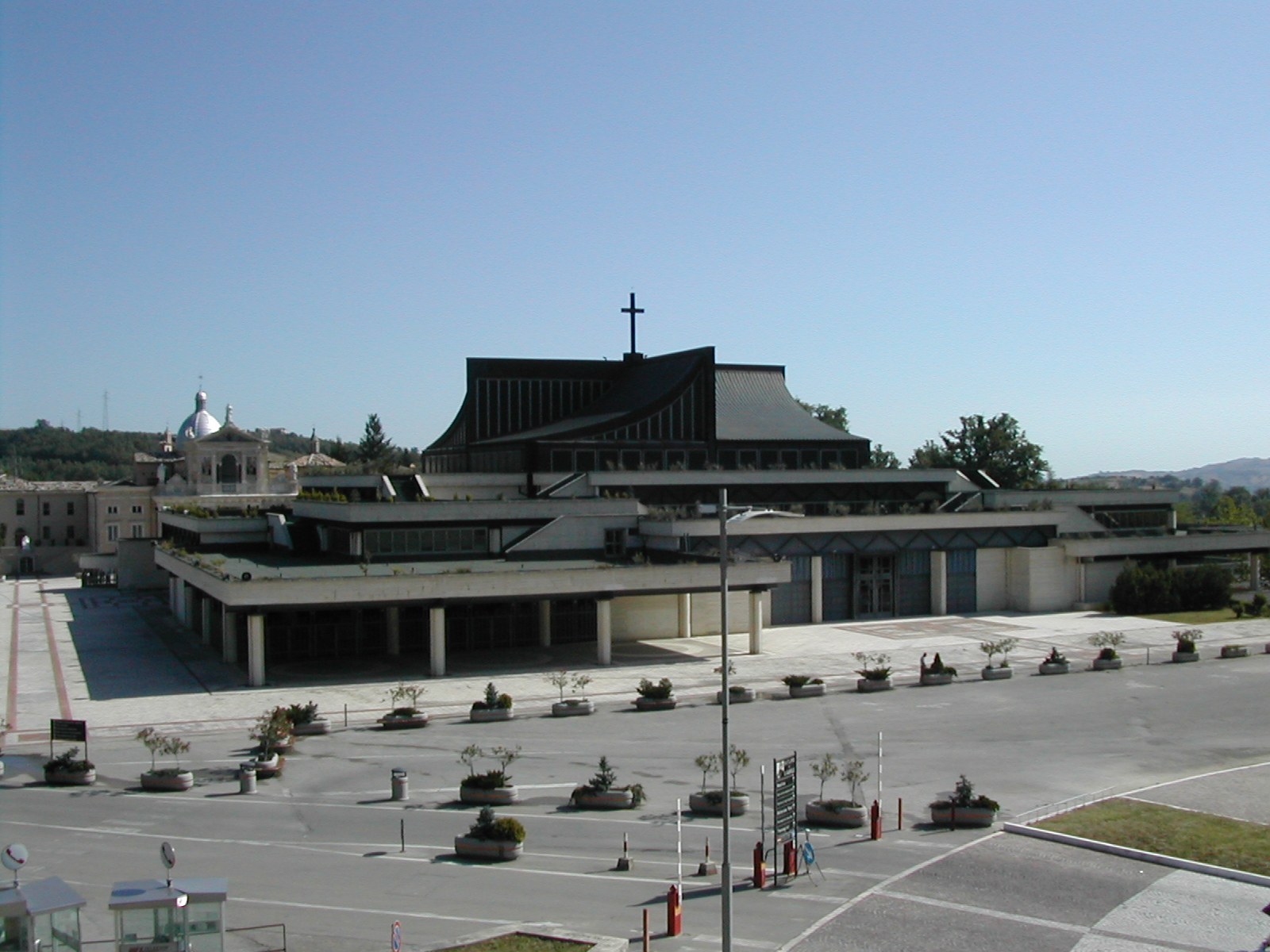
Il santuario nuovo di San Gabriele ad Isola del Gran Sasso

Lista parziale
- Scuola dei Desideri - "Mario Silvestri", Pacentro (AQ), progetto di Mario Cucinella ( MCA ) & LAP, Pacentro (2015-2024);

- Ponte Flaiano - Pescara (2017);
- Palazzo del Tribunale nuovo di Pescara - quartiere Università-Pineta (2010-2017);
- Edificio VGRAMSCI - Giulianova, progetto di Giovanni Vaccarini (2016)[30];
- Palazzo Silone - L'Aquila, sede della Giunta Regionale dell'Abruzzo, quartiere Pettino;
- Palazzo del Quadrifoglio - Pescara, via Lungofiume Paolucci;
- Oasi dello Spirito - Pescara;
- Ponte Belvedere - L'Aquila (1965 ca.) a collegamento di via Persichetti con via Giovanni XXIII;
- Auditorium del Parco - L'Aquila presso il parco del Castello, progetto di Renzo Piano (2012);
- Parrocchia nuova di San Rocco - Sambuceto (San Giovanni Teatino), progetto di Mario Botta (2010-in costruzione);
- Palazzo La Vela - Pescara- lungomare Matteotti (2013 ca.);
- Parrocchia della Madonna del Sabato Santo - Vasto (2012);
- Ponte del Mare - Pescara (2007-2009);
- Palazzo Fater SpA - Pescara (quartiere San Donato), opera di Massimiliano Fuksas (2008);
- Parrocchia di San Marco - Vasto (anni '90);
- Parrocchia del Sacro Cuore e Maria Santissima Assunta - Tortoreto Lido (2008);
- Nuovo cimitero - Ortona, progetto di Giovanni Vaccarini (2006);
- Fontana di Piazza San Francesco - Pescara, opera di Ettore Spalletti (2004);
- Parrocchia di San Gabriele dell'Addolorata a Villa Rosa di Martinsicuro - (1999);
- Chiesa di S. Gabriele - Giulianova (quartiere Annunziata), progetto di Narciso Mariotti (1977-1980);
- Santuario nuovo di San Gabriele dell'Addolorata - Isola del Gran Sasso d'Italia (1974-2014);
- Chiesa di S. Pietro Apostolo - Giulianova, progetto di Alfredo Scalpelli (1964-1974)[31];
- Parrocchia di San Mario e compagni martiri - L'Aquila (quartiere Torretta);
- Parrocchia di San Gabriele dell'Addolorata - Pescara (quartiere San Donato) progetto di Francesco Speranzini;
- Parrocchia di San Giuseppe sposo - Pescara (quartiere Ospedale), progetto di Speranzini;
- Parrocchia di San Luigi Gonzaga - Pescara (quartiere parco ex Caserma di Cocco), progetto di C. Michetti;
- Parrocchia di Santa Maria Maggiore e San Franco - Francavilla al Mare (1948-55) progetto di Ludovico Quaroni;
- Parrocchia di San Benedetto - località Piane-Quadroni di Atessa (1968);
- Palazzo di Giustizia - Teramo, progetto di Gianfranco Caniggia (1964-1970);
- Teatro monumentale "Gabriele d'Annunzio" e auditorium "Ennio Flaiano" - Pescara (1963), con obelisco monumentale;
- Santuario di San Rocco - Roccamontepiano, stile misto, neoromanico, anni '60.
- Stadio Adriatico - Pescara (1963);